# I. Ferenc József magyar király
I. Ferenc József (németül: Franz Joseph I.; Bécs, 1830. augusztus 18. – Bécs, 1916. november 21.) osztrák császár, magyar és cseh király, az Osztrák–Magyar Monarchia első uralkodója (1867–1916). Apja Ferenc Károly főherceg, anyja Wittelsbach Zsófia Friderika főhercegnő volt.
68 éven át uralkodott, ő volt a Habsburg monarchia leghosszabb ideig regnáló uralkodója, egyben Európa negyedik leghosszabb ideig uralkodó monarchája (XIV. Lajos francia király, II. Erzsébet brit királynő, illetve II. János liechtensteini herceg után).
Az osztrák hadsereg az ő uralkodása kezdetén, I. Miklós orosz cár hadainak segítségével verte le a magyarok 1848–1849-es szabadságharcát, Julius Haynau táborszernaggyal, a "Bresciai hiénával" kivégeztette a teljes magyar haderő vezérkarát. Irányítása alatt az 1850-es–60-as években az Osztrák Császárság súlyos katonai és politikai veszteségeket szenvedett, a szárd háború és a porosz–osztrák háború nyomán elveszítette vezető szerepét a német államok között, és le kellett mondania itáliai tartományairól is. Ezek a vereségek kényszerítették ki a Magyarországgal való kiegyezést, a központosított birodalmi kormányzat dualista rendszerré való átalakítását.
Hosszú uralkodását és családi tragédiáit jól jellemzi a halála előtt 2 évvel, Ferenc Ferdinánd főherceg meggyilkolása kapcsán mondott meghatározása: „Az élet semmitől sem kímélt meg.”

## Neve
Névváltozatai a Monarchia egyéb nyelvein: csehül: František Josef I., horvátul: Franjo Josip I., lengyelül: Franciszek Józef I., olaszul: Francesco Giuseppe I., románul: Francisc Iosif, szerbül: Франц Јозеф, szlovákul: František Jozef I., szlovénül: Franc Jožef I. és ukránul: Франц Йосиф.

## Ifjúkora

### Gyermekkora
Ferenc József 1830. augusztus 18-án született Bécsben, az osztrák császári család rezidenciájaként szolgáló schönbrunni kastélyban. Apja, Habsburg–Lotaringiai Ferenc Károly, osztrák főherceg, V. Ferdinánd császár öccse volt. Anyja, a Wittelsbach-házból származó Zsófia Friderika bajor királyi hercegnő, házassága révén osztrák főhercegné, aki I. Miksa bajor király és választófejedelem tizedik gyermeke volt. Az újszülöttet két nappal később, augusztus 20-án keresztelték meg, Ferenc József Károly néven.
Zsófia Friderika hercegnő sokáig tiltakozott a házasság ellen, ám az 1824-es esküvőt követően viszont, mint anyja Karolina királyné leveléből kitűnik, alkalmazkodott a helyzethez: „annyira lelkesedik érte (Zsófia Ferenc Károlyért), amilyen elégedetlen volt menyasszony korában”. Ferenc Károly tartózkodó, visszahúzódó személyiség volt, ennek következtében hamar „elismerte Zsófia szellemi felsőbbrendűségét”. Ferenc Károly és Zsófia Friderika házasságából összesen öt gyermek született, közülük a négy fiú érte meg a felnőttkort (ugyanis Ferenc József egy húga, Mária Anna ötévesen meghalt). Ferenc József öccsei közül került ki a későbbi I. Miksa (1832–1867) mexikói császár, Károly Lajos (1833–1896) főherceg, a későbbi Ferenc Ferdinánd trónörökös apja, valamint Lajos Viktor (1842–1919) főherceg, akit homoszexuális hajlamai miatt később száműztek a császári udvarból.

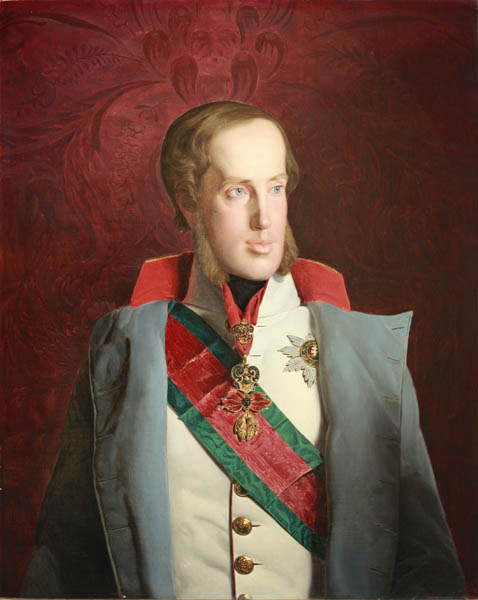
Édesapja
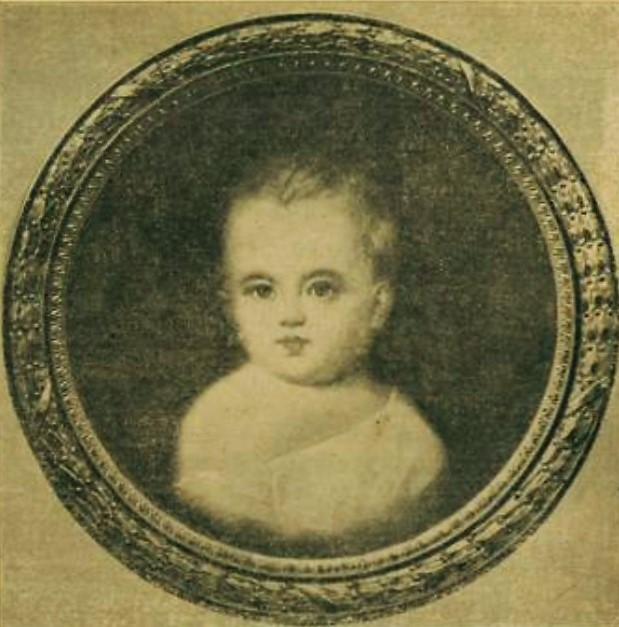
Egy évesen
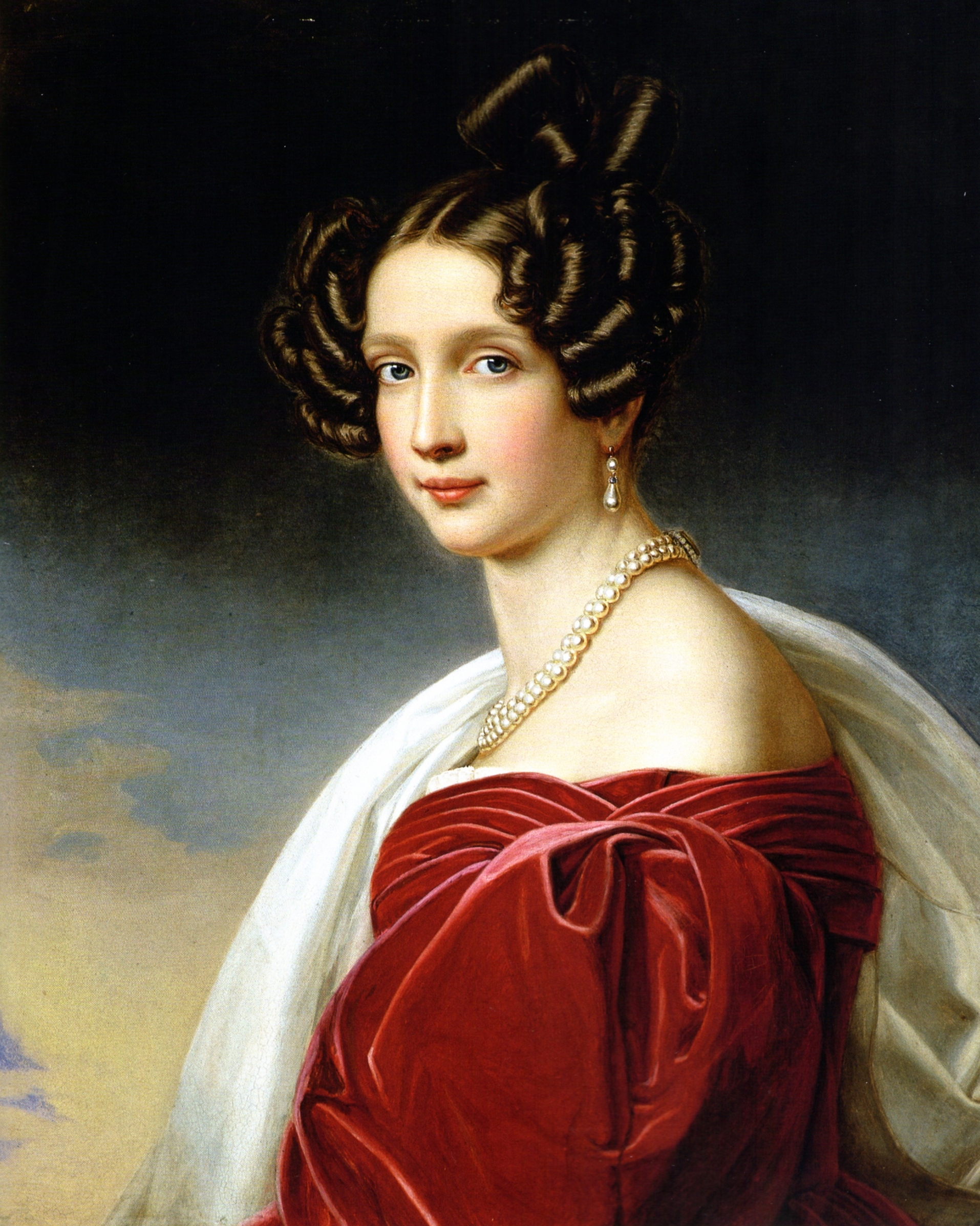
Édesanyja

### Neveltetése
Ferenc József Károly neveltetése hatéves korában, 1836-ban kezdődött meg. Neveléséről Heinrich Franz von Bombelles gróf, udvari diplomata gondoskodott. A főherceg már ebben az esztendőben heti tizenhárom órában írást, hittant, nyelveket és földrajzot tanult, a következő évben az órák száma 32-re nőtt. A magyar kultúra megismertetéséért Nemeskéri Kis Pál, a korszak magyar műveltségének emblematikus egyénisége felelt. Oktatóként a magyar nyelvvel, földrajzzal és történelemmel ismertette meg Ferenc Károly fiait. A későbbi uralkodó már ebben a korban kiemelkedő nyelvtudásról adott számot, a német és a francia után a cseh, a magyar, a lengyel és az olasz nyelveket is rövid időn belül elsajátította. Egy soknemzetiségű birodalom trónjának várományosaként mindez nagy előnyt jelentett. A nyelvek mellett komoly érdeklődéssel fordult a történelem és a jogtudomány irányába, emellett tehetségesen rajzolt. Azonban hamar kiderült, hogy az elvont tárgyakhoz nincs sok érzéke, így a matematika mellett a görögöt és a latint is „felesleges nyűgnek” tartotta.
Később Othmar Rauschertől, a kor kiemelkedő tudósától teológiát és filozófiát tanult, majd 1847-től Metternich kancellártól vett diplomáciaórákat.
Sokoldalú testgyakorlási feladatokkal (torna, úszás, lovaglás) hamar megkezdődött katonai neveltetése és vívásoktatása is. Tizenharmadik születésnapján lett a 3. császári dragonyosezred tulajdonosa, amely mellé hadnagyi kinevezés járt. Nem a harc és az erőszak vonzotta, hanem a hadsereg rendezettsége és pedantériája, mely közel állt személyiségéhez. Előbb említett hajlamait a vadászatban élte ki, amely lotaringiai őseihez hasonlóan hamar szenvedélyévé vált.

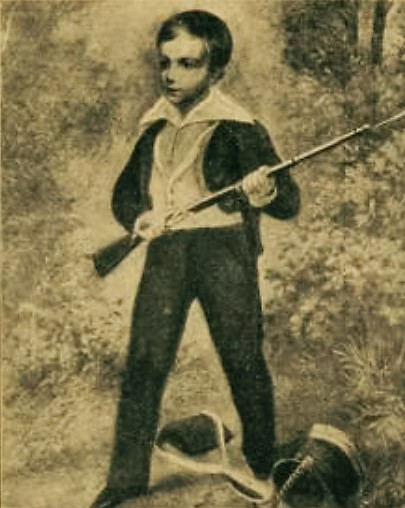
Nyolc évesen
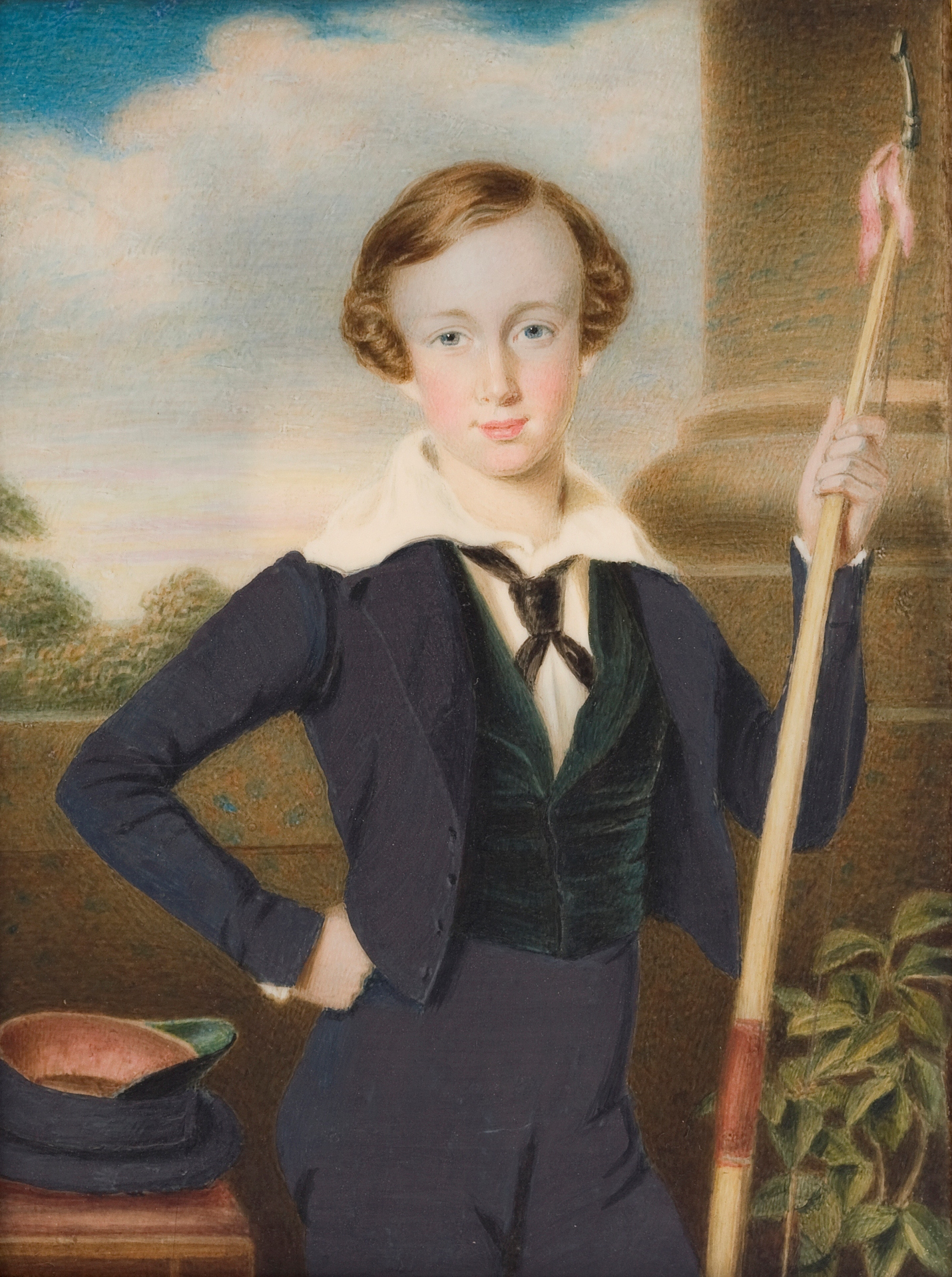
Tíz évesen (Daffinger)
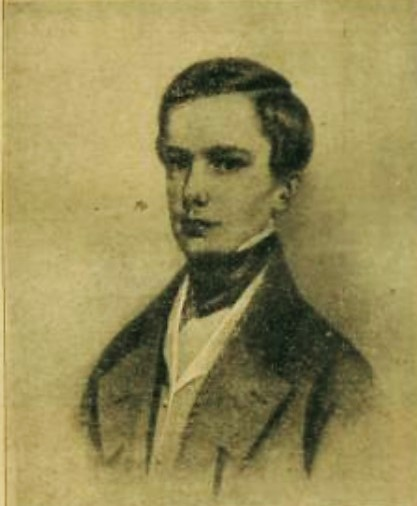
Tizenhét évesen

## Trónra lépése

### A bécsi forradalom és itáliai szolgálata
Az 1848-as februári franciaországi forradalom híre Bécsben érte a főherceget. 1848. március 13-án pedig kitört az első bécsi forradalom, mely során a tömeg Metternich kancellár menesztését követelte. A vérontást látva a polgárőrség nem vett részt a katonaság akciójában, és petíciót nyújtottak be, hogy vonják ki a katonaságot Bécsből, menesszék Metternichet és fegyverezzék fel a diákságot. Miután a harcok nem csitultak, Metternich este lemondott. Ez azonban még nem hozott teljes megnyugvást, 14-én a külvárosokban tovább folyt a fosztogatás, és a polgárságban gyanút ébresztett, hogy Windisch-Grätz herceg teljhatalmat kapott a helyzet megoldására. A kedélyek lecsillapítására 14-én az uralkodó engedélyezte a nemzetőrség felállítását, menesztette Sedlnitzky rendőrfőnököt, és Albrecht főherceget, és 15-én megígérte, hogy alkotmányt ad.
Ugyan hamar felmerült az uralkodócsere gondolata, Metternich még lemondása előtt kijelentette: „Először rendet kell teremteni a házban, mielőtt a gyeplőt másnak adjuk.” emellett az uralkodó zsenge korára hivatkozva Windisch-Grätz herceg sem támogatta ezt. Ugyanakkor április 6-án Ferencet Csehország helytartójává nevezték ki. Ezt követően, hosszas tanácskozás után április 25-én Ferenc Józsefet az agg Radetzky tábornagy felügyelete alá küldték Észak-Itáliába, ahová 29-én meg is érkezett. Itt javában folyt az 1848-49-es itáliai forradalmi háború, amelynek később több csatájában a főherceg személyesen is részt vett. Az ekkor tizenhét éves Ferenc József az 1848. május 6-i Santa Lucia-i csatában esett át a tűzkeresztségen. Emlékeiről a következőképpen ír édesanyjának: 

| „ | Az ellenséget súlyos vereség érte egy nagyon erős ütközetben, Verona közelében és visszavonult. Első ízben hallottam ágyúgolyót a fülem mellett elsüvíteni - egészen boldog vagyok. (…) Az ágyútűz nem olyan ijesztő, mint az ember gondolná, de az Ön megnyugtatására, és az én szomorúságomra, az urak amennyire tudnak, visszatartanak engem. | ” |
|   | |   |

Közben a minisztertanács sürgetésére Ferenc herceget a harctér veszélyeitől megkímélvén Innsbruckba rendelték, ahová néhány nappal később a Schönbrunnból elmenekült császári család is megérkezett.

### Ferdinánd lemondásának kérdése

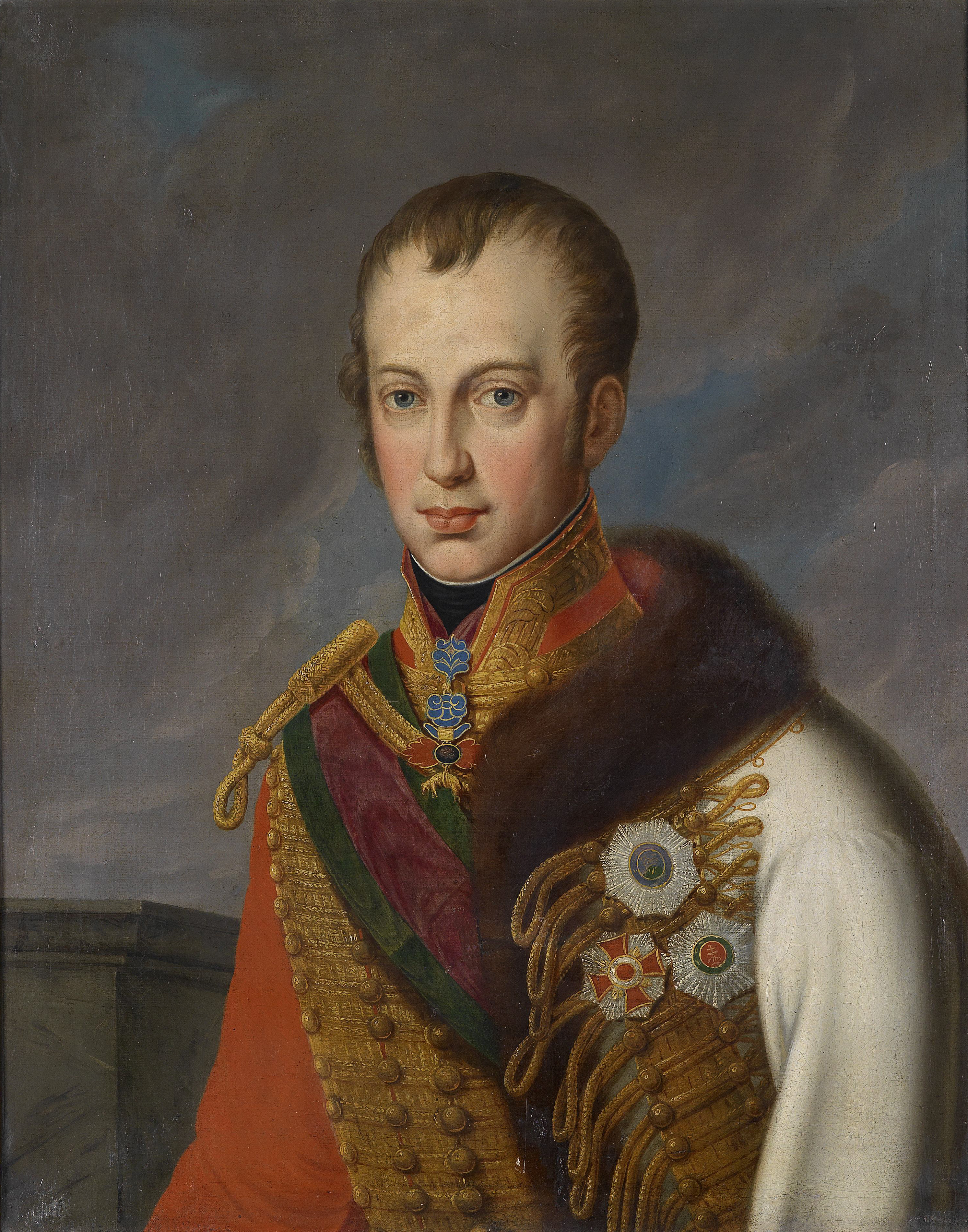
V. Ferdinánd

Régóta vita tárgyát képezi a történelemben, hogy mennyiben volt V. Ferdinánd leköszönése puccsszerű kényszerítés, vagy önkéntes távozás. Annyi bizonyos, Windisch-Grätz herceg támogatta az uralkodóváltást, ám csak Ferenc József nagykorúvá válása után (ez 1848. augusztus 18-án volt esedékes). Somogyi Éva történész szerint: „Mária Anna császárné féltette a birodalmat ura meggondolatlanságától, és még inkább mindkettejük nyugalmát a reájuk nehezedő, megoldhatatlan gondoktól. A császárné anyaként szerette és gondozta Ferdinándot, elege volt az udvarból, politikából, népforradalomból: egy távoli kastély békéjébe és magányába vágyott.”
Tudvalevő, hogy Ferdinánd helyett Metternich kancellár kormányzott, a császár csak az ő bábja volt. Az uralkodó beteges testalkatú, gyenge képességű személy volt, sokak szerint szellemileg elmaradott is. Elmebeli képességeire és ennek ellentmondásosságára néhány példával lehet reflektálni. Egyfelől hat nyelven beszélt kiválóan: németül, magyarul, csehül, olaszul, franciául és horvátul, valamint többféle hangszeren játszott tehetségesen. Életrajzírói, kortársai általában úgy írtak róla, hogy szívélyesen viselkedett mindenkivel, de az uralkodói, irányítói képességnek teljesen híjával volt. Rendkívül befolyásolható személyiségként mindig annak adott igazat, akivel utoljára beszélt. Mindezek miatt a dinasztia a válságos időkben nem engedhette meg, hogy a birodalom irányítása Ferdinánd bizonytalan kezeiben nyugodjon.
A császár öccse, Ferenc Károly főherceg a becsvágyó, tehetséges és célratörő Zsófia főhercegné férje azonban nem mutatott komoly érdeklődést az államügyek vezetése iránt, bár 1848 tavaszán a császár nevében ő maga is többször tárgyalt a magyar országgyűlés küldötteivel, április után pedig a magyar miniszterelnökkel, Batthyány Lajos gróffal is. Ferenc Károly főherceg trónigénye híján az öröklési rendben elsőszülött fia következett.

### Koronázása
Közben, 1848 augusztusának első heteiben, a császári család visszatért Bécsbe, ám az újabb augusztusi tüntetések majd az október 6-án kitört harmadik bécsi forradalom után ismét elhagyni kényszerült a fővárost. A család október 7-én a morvaországi Olmützbe indult. A menet 14-én érkezett meg, a család nagyobb része a hercegérseki kastélyban helyeztetett el, míg Ferenc trónörökös saját rezidenciát alakított ki a préposti kastélyban.
Novemberre Windisch-Grätz leverte a bécsi forradalmat, 21-én pedig megalakult az új kormány Schwarzenberg herceg vezetésével. Immár bizonyossá vált, hogy az uralkodóváltásra rövid időn belül sor kerül. Ennek mihamarabbi megtörténte fontossá vált, mivel Ferdinánd szentesítette az áprilisi törvényeket, esküt tett a magyar alkotmányra, így annak betartását a magyar rendek számonkérhették rajta. Ezért december 2-án Olmützben sor került a herceg megkoronázására. Az eseményről Alexander Hübner diplomata így írt: „Pontosan nyolc órakor kinyílt a trónterem ajtaja, hogy a főherceg, a főhercegnők, a miniszterek, Windisch-Grätz tábornok, Jelačić bán és Grünne gróf bebocsájtást nyerjenek. Mint jegyzőkönyvvezető, én is jelen voltam ennél a történelmi aktusnál. Miután bezárult mögöttünk az ajtó, megjelentek őfelsége és neje, azután Ferenc Károly hitvesével és fiával” A leköszönő Ferdinánd császár „Isten áldjon, csak légy derék, az Isten majd megóv téged” szavakkal adta át a hatalmat I. Ferenc Józsefnek.
Uralkodó nevét aktuálpolitikai viszonyoknak is köszönheti: Ferenc császár (nagyapja) nagy tiszteletnek örvendett a család körében és a stabil, erős Habsburg hatalmat testesítette meg, üzenetként a szerte a birodalomban lázongó lakosságnak. Míg a József név II. Józsefre utalva szabadelvűségről árulkodott.

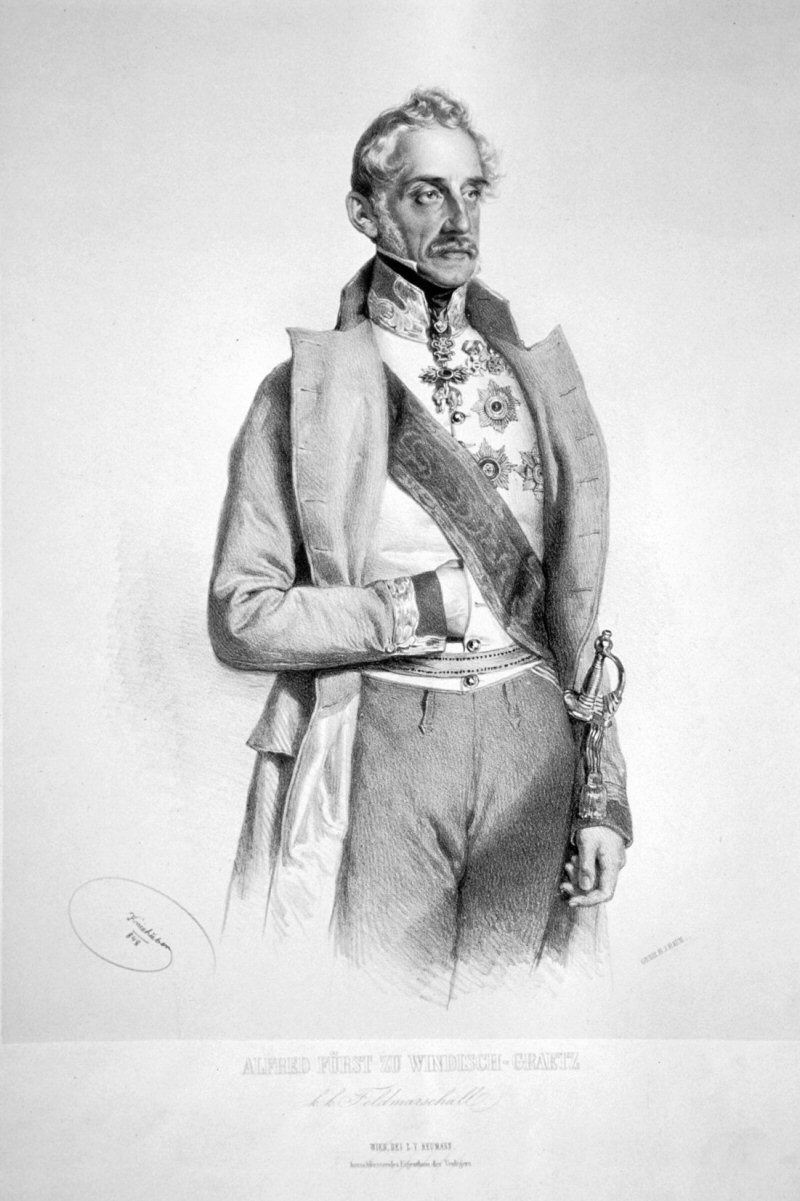
Windisch-Grätz herceg
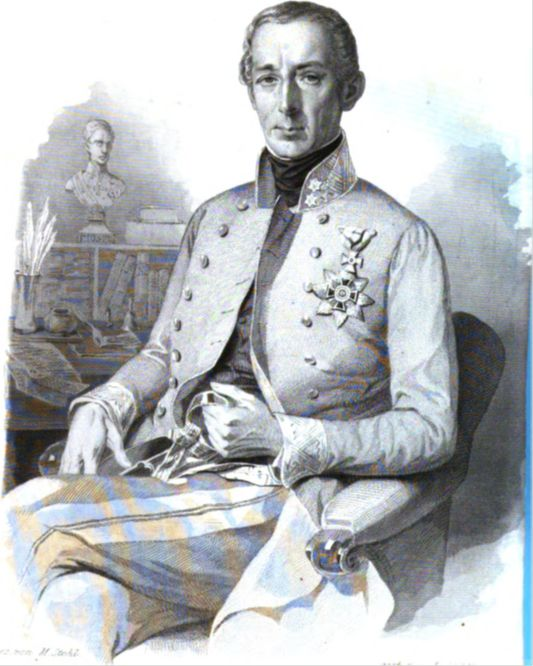
Schwarzenberg herceg
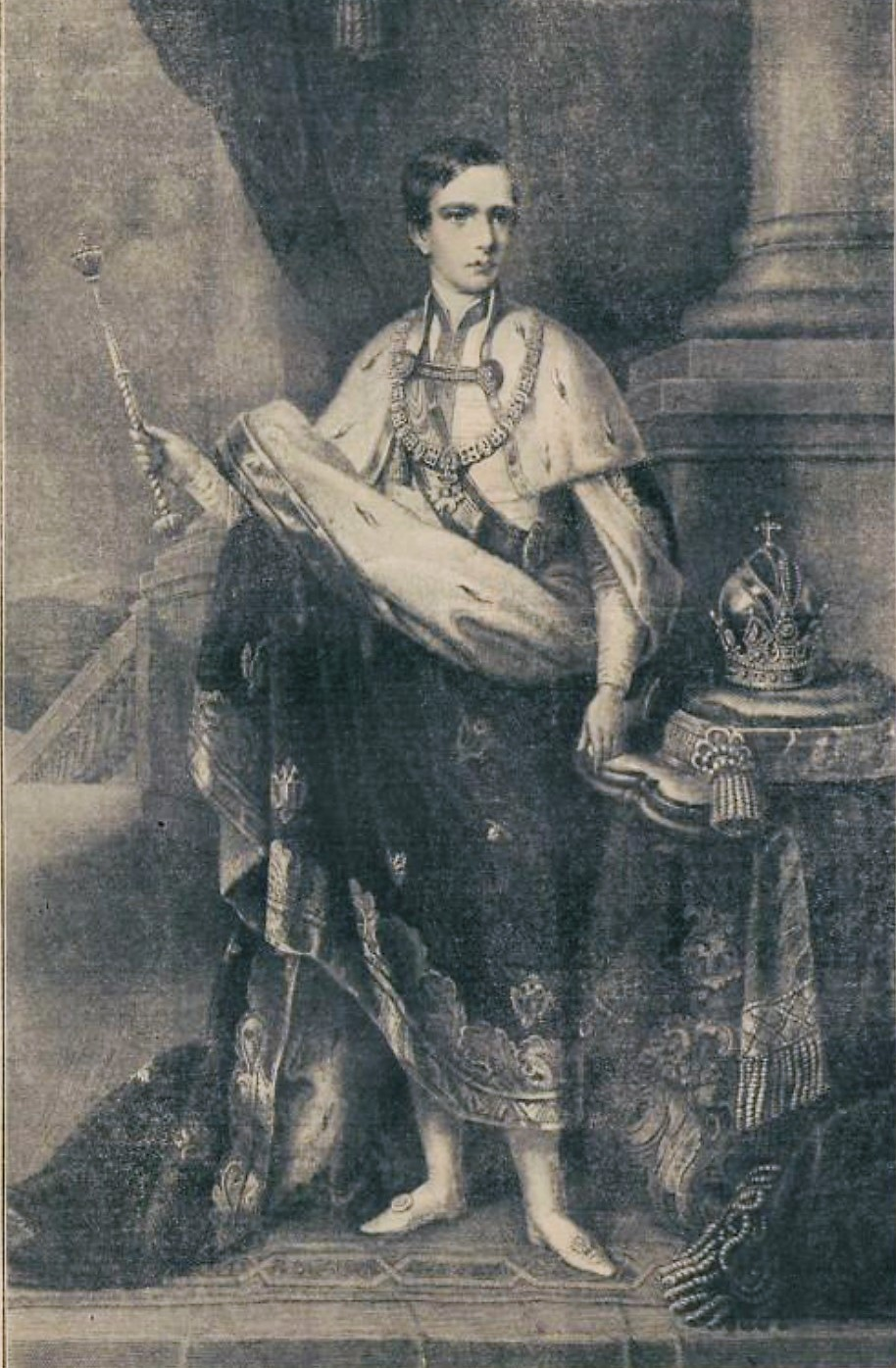
I. Ferenc József koronázása
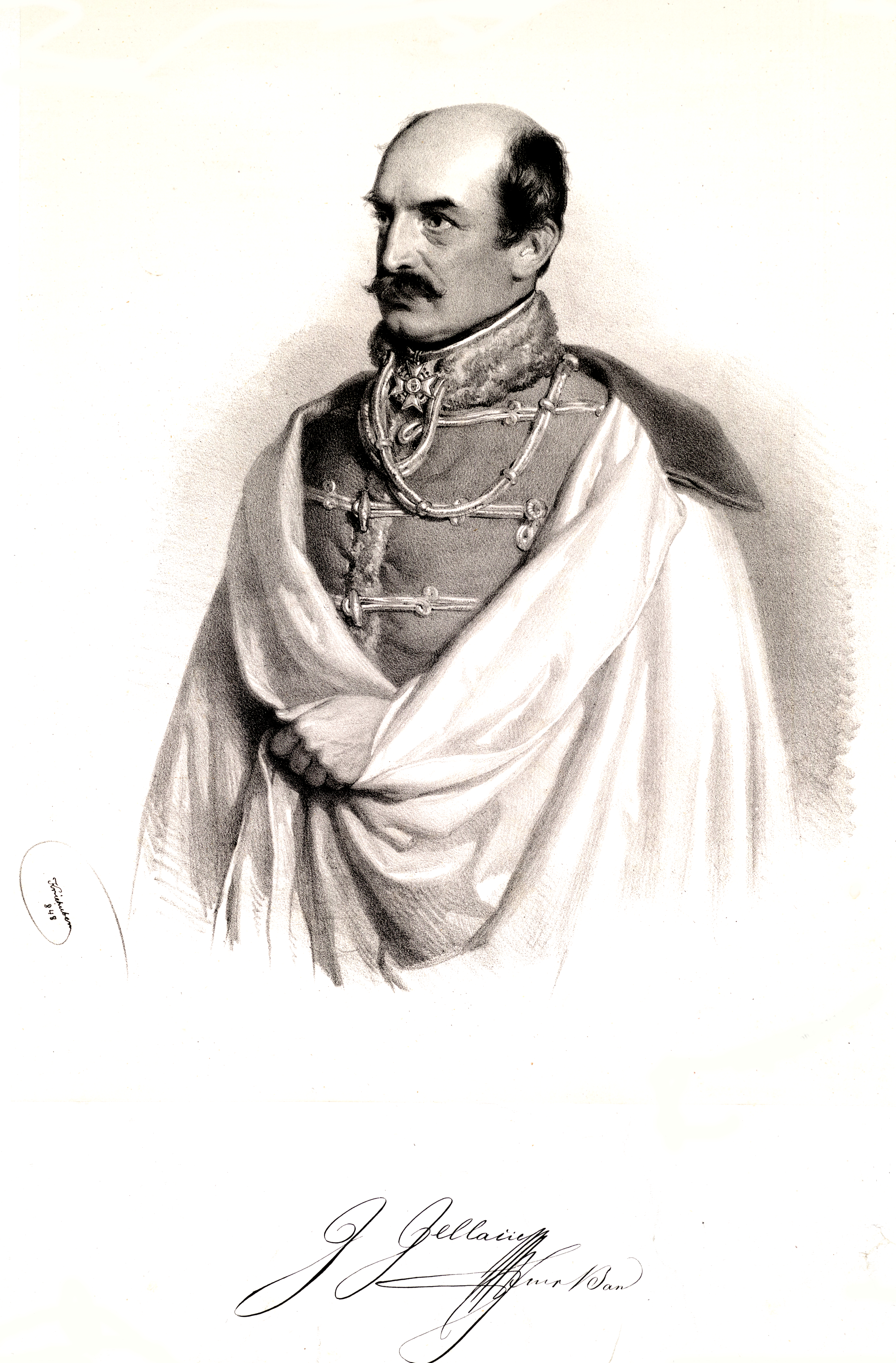
Jellasics horvát bán
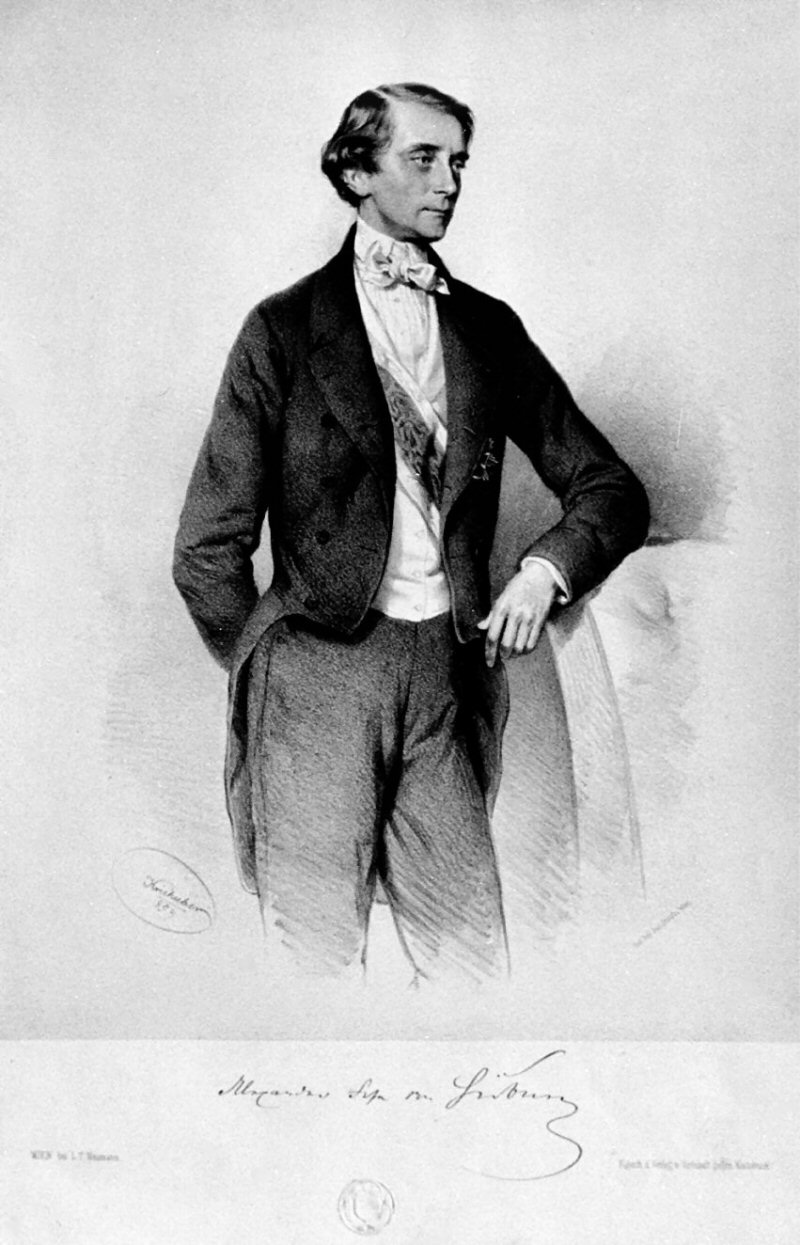
Alexander Hübner követ

## Uralkodása

### 1848–49: Forradalom és szabadságharc
Bővebben: 1848–49-es forradalom és szabadságharc

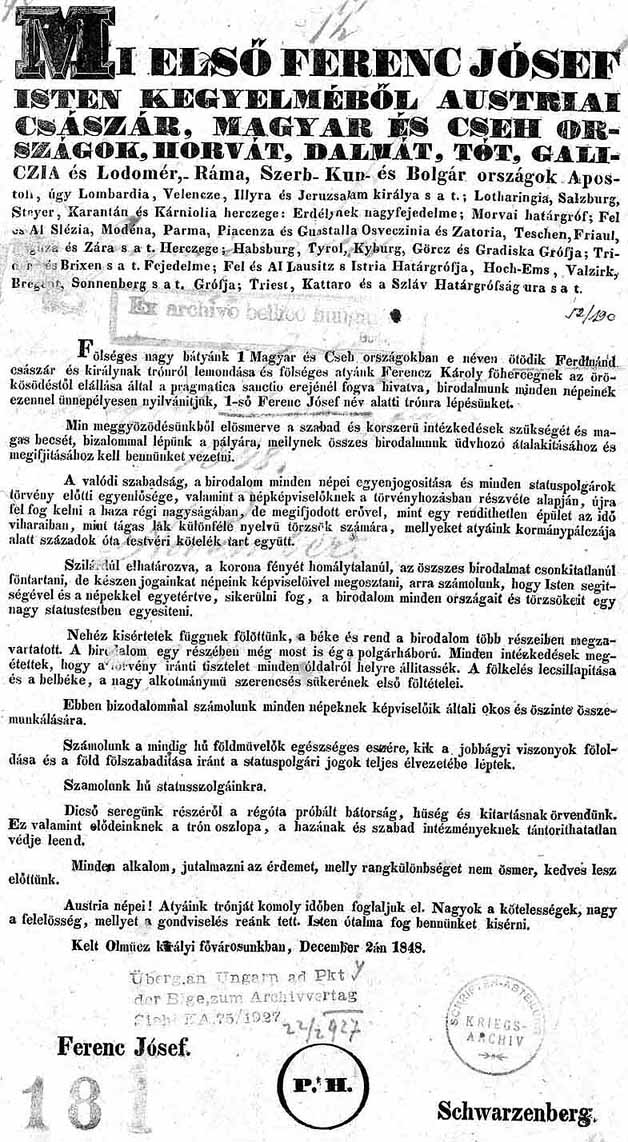
Hirdetmény Ferenc József trónra lépése alkalmából

A királyváltást az országgyűlésen elutasították, mondván a trón csak az előző uralkodó halálával üresedhet meg, tehát V. Ferdinándot tartotta továbbra is királynak. Bár fontos megjegyezni, a tiltakozás nem az uralkodó személyének szólt. A császár ugyanis hercegként több alkalommal járt Magyarországon, a Festetics- és a Széchenyi-kastélyban vendégeskedve, vadászattal múlatván az időt. Későbbi látogatásakor már beszédet is mondott, igen nagy sikert aratva a magyar hallgatóság körében, mindennek köszönhetően viszonylagos népszerűségnek örvendett az országban. Ez a pozitív megítélés a magyar vezetés illúzióival egyetemben gyorsan szertefoszlott amikor kiderült, Ferenc József trónra kerülésekor nem esküdött fel a magyar alkotmányra, és az áprilisi törvényeket sem fogadta el, ezért sokkal nagyobb szabadsággal rendelkezett a magyar országgyűléssel szemben.
Ferenc József trónra lépése után kiáltványt bocsátott ki, amelyben törvény előtti egyenlőséget, a népek egyenjogúságát és népképviseleti törvényhozást ígért, ám hozzátette, hogy birodalmát megtartja egésznek. Windisch-Grätz herceget felhatalmazta a közcsend és közrend helyreállítására. Decemberben vezetésével az udvar általános támadást indított Magyarország ellen. A Dembiński által vezetett magyar sereg 1849. február 27-én Kápolnánál vereséget szenvedett a Windisch-Grätz vezette osztrák csapatoktól. A vereség katonailag nem volt súlyos, nem borította fel az erőviszonyokat. Politikailag azért vált jelentőssé, mert Windisch-Grätz eltúlozta a csata jelentőségét („A lázadó csordákat, melyeket Kápolnánál iszonyú mennyiségben találtam fel, szétvertem és nagyrészt megsemmisítettem... Egyedül a csapatok kitűnő szelleme és vitézsége, a tábornokok célirányos vezetése, kitűnő tüzérségünk hatékony tüzelése tudott mindenütt úrrá lenni a jelentős túlerő felett.”).
A birodalom nyugati felének stabilizálása, majd a Windisch-Grätz hercegtől érkező, gyors győzelemről beszámoló jelentések megtették hatásukat, az uralkodó rosszul felmért helyzetbe került, amely az olmützi alkotmány 1849. március 4-i kiadásához vezetett. Az oktrojált alkotmány értelmében a Magyar Királyságot a centralizált birodalomba olvasztották, megszüntették az Erdéllyel kialakított uniót, így létrehozva a Magyar Királyságot, az Erdélyi Fejedelemséget, valamint a Katonai Határőrvidéket és a Dalmát–Horvát–Szlovén Királyságot. A császári házhoz lojális Horvátország pedig Dalmácia mellett megkapta a Magyar Királyságtól elvett Fiume kikötővárost is. Ám a magyar ellenállás még közel sem volt olyan vert helyzetben, mint amilyenben Windisch-Grätz ábrázolta, így rövid időn belül megtette ellenlépéseit. Az olmützi alkotmányra válaszul az országgyűlés Kossuth javaslatára kimondta a Habsburg-ház trónfosztását, Magyarország függetlenségét (függetlenségi nyilatkozat, Debrecen, 1849. április 14.) és Kossuth ideiglenes államfői, kormányzó-elnöki kinevezését.
A császári udvarban egyre nyilvánvalóbbá vált Windisch-Grätz baklövése. Ezt tetőzvén a Magyarországon tartózkodó, így az uralkodótól messzire került herceg több levél útján próbálta visszaszerezni a korábban Ferenc Józsefre gyakorolt befolyását. Ezen levelekben többek között arra kéri az ifjú uralkodót, ne hagyjon jóvá semmilyen olyan utasítást, amelyet ő személyesen nem véleményezett. Az ambiciózus császár viszont erre bizalmának megvonásával válaszolt, április 6-án menesztette Windisch-Grätzet a fővezéri posztról. Helyére április 12-én Ludwig von Welden táborszernagy került.
Ferenc József május elsején – saját kezűleg írt levélben – segítséget kért I. Miklós cártól, aki május 9-én bejelentette hadainak elindítását. Közben a császár május 5-én Olmützból visszatért Bécsbe és a minisztertanács ülésén bejelentette, Magyarországra kíván látogatni. Így az uralkodó május 14-én már Pozsony környékén tartózkodott, ahol több napot töltött el. Ezt követően Ferenc József május 20-án Varsóba utazott Miklós cár hívására. A város rendezettsége és a korszerű vasút kedvező hatással voltak kedélyállapotára.
Júniusra a császár ismét visszatért Magyarországra a csapatokhoz. Fivérével, Miksa főherceggel részt vett a Győr és a Komárom környékén zajló ütközetekben. Előbbi helyen csapatai élén a lángoló hídon nyomult be, anyjának írott levelében később meg is jegyzi: „Győr tegnapi bevétele igazán csinosan sikerült.” A kormány élén álló Schwarzenberg herceg azonban nem tartotta tanácsosnak az uralkodó testi épségének és életének súlyos veszélyeztetését, ezért nyomatékosan kérte mihamarabbi visszatérését Bécsbe.
1849 júniusában megkezdődött a kért orosz intervenció. Miklós okulva az Engelhardt és a Szkarjatyin dandárok erdélyi példájából, ezúttal nemcsak segédcsapatokat szándékozott küldeni, hanem egy olyan hadsereget, amelyik önmagában is képes letörni a honvédség ellenállását. Így 1849. június közepén Rüdiger és Paszkevics orosz tábornokok vezetésével több oszlopban közel 200 000 fős orosz hadsereg tört Magyarországra. Az orosz haddal kiegészült osztrák csapatokkal már nem tudtak megbirkózni a magyar erők, a szabadságharcot közel két hónap alatt leverték.

#### A szabadságharc leverése és a megtorlás

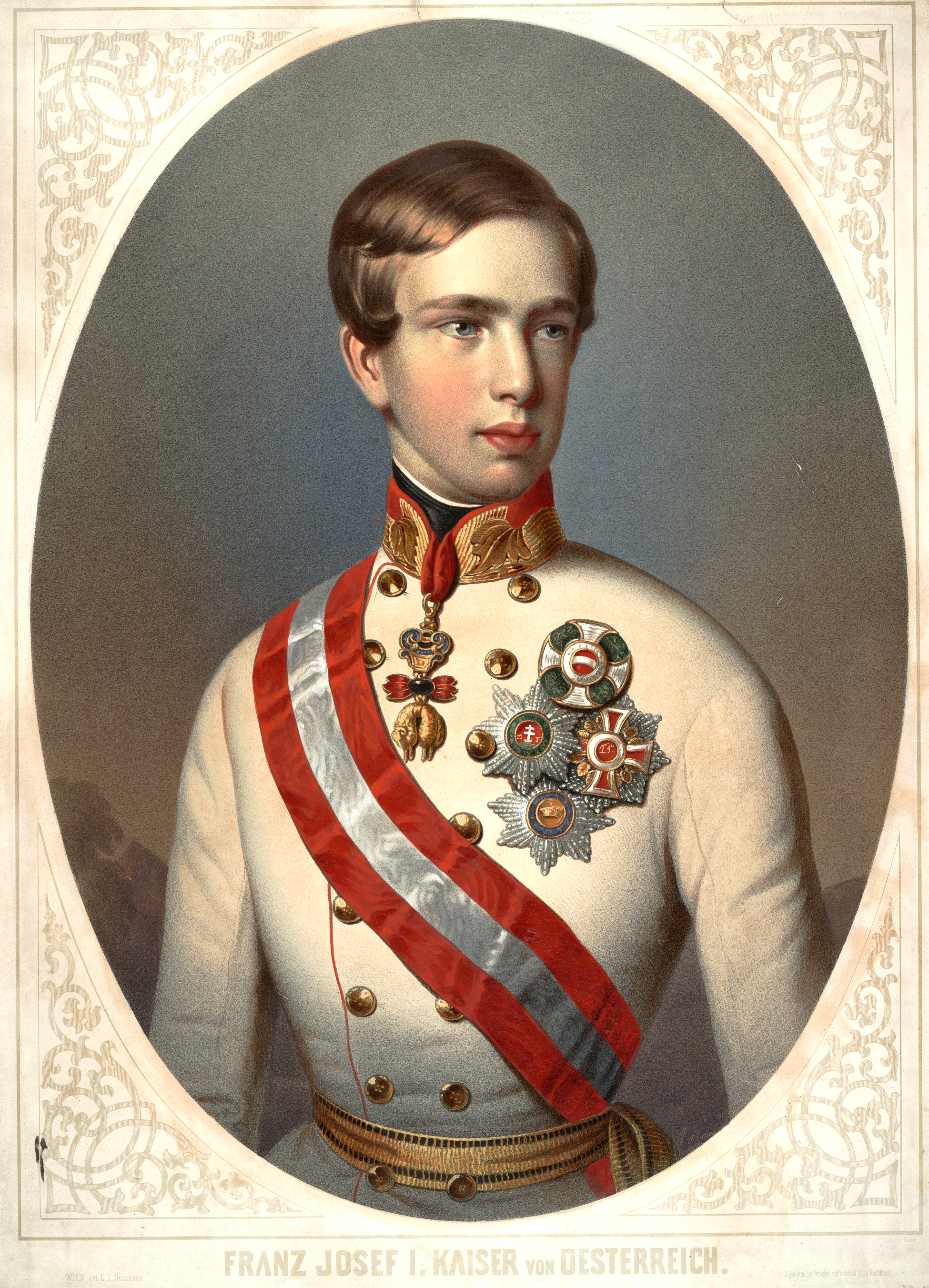
Ferenc József utasítása Haynau táborszernagy számára: „…a legnagyobb szigorúság a kompromittáltakkal szemben. Sok fejnek kell lehullania, mint a kiemelkedő mákfejeknek, ha az ember fölöttük ellovagol.”

Augusztus 13-án Görgei tábornok Világosnál letette a fegyvert, abban a hitben, hogy az orosz cár kegyelmet kér a kapituláló magyaroknak, amit az orosz uralkodó meg is tett. Eközben Ferenc József éppen Bad Ischl felé utazott családjával. Itt érte a hír a magyar fegyverletételről, melyet követően nyomban visszautazott Bécsbe. Augusztus 20-án már ő elnökölt a Minisztertanács ülésén, amelyen határozat született a magyar szabadságharc résztvevőinek felelősségre vonásáról, a tisztek bíróság elé állításáról. Így az osztrák kormányzat szabad kezet adott Haynaunak, rövid időn belül elkezdődött a megtorlás.
Haynau mint magyarországi osztrák főparancsnok felállította a haditörvényszéket, melyek több száz tisztet és polgári személyt ítéltek halálra és még többet várfogságra. A foglyul ejtett katonák közül a magyarokat, székelyeket, lengyeleket és németeket erőszakkal besorozták az osztrák hadseregbe, a más nemzetiségűeket hazaengedték. 1849. október 6-án Aradon kivégezték a magyar forradalom 12 tábornokát és egy ezredesét, az aradi vértanúkat. Ugyanezen a napon sortűzzel kivégezték Batthyány Lajos első magyar miniszterelnököt is, majd október 25-én Kazinczy Lajos ezredest. Schwarzenberg a megtorlástól a magyarok megtörését várta. Haynaut, miután elvégezte a piszkos munkát – Ferenc József utasításait késleltetve teljesítette, és a kormányzattal is több ízben nézetkülönbsége alakult ki – 1850. július 6-án nyugállományba helyezték.
Sokáig képezte vita tárgyát mennyiben tehető felelőssé érte és hogyan viszonyult a megtorláshoz az uralkodó. Ma már minden kétséget kizáróan kijelenthető, Ferenc József elrendelte és támogatta a szabadságharcban részt vevő katonai és polgári személyek felelősségre vonását és szigorú megbüntetését. Az augusztusi minisztertanácsi határozat értelmében a tervezett kivégzésekről még az ítéletek végrehajtása előtt, Haynaunak tájékoztatnia kellett volna a felsőbb bécsi szerveket, ezután pedig meg kellett volna várnia az érintett intézmény jóváhagyását. Augusztus 29-én az uralkodó viszont arra utasította a fővezért, hogy a halálos ítéleteket csak végrehajtásuk után, tudomásulvétel végett kell felterjesztenie. Az uralkodó közbenjárására 31-én a minisztertanács is ilyen értelmű határozatot fogadott el.
Fontos megjegyezni, hogy Ferenc József kötelességének érezte a szigorú fellépést már csak neveltetése okán is, mind Metternich tanácsai, mind a Radetzky táborában töltött időszak meggyőzte őt a hadsereg és a lázadókkal szembeni kegyetlenség fontosságáról. A császár őszintén hitt tettének jogosságában és elkerülhetetlenségében, így később sem érzett lelkiismeret-furdalást vagy megbánást, legalábbis sosem tett semmiféle ilyen megjegyzést még közvetlen környezete felé sem. Arról azonban lehet vitatkozni, mennyire mérte fel az ifjú uralkodó ennek következményeit. A kivégzéseket 1849. október 26-án, a nagy európai felháborodás hatására, le kellett állítani. A nemzetközi közvélemény viszonyulásánál azonban talán még súlyosabb volt a magyar társadalomban bekövetkezett törés a hatalom és az uralkodó irányába. Szó sem lehetett többé az ártatlan, ifjú uralkodó rokonszenvességéről, hiszen kezeihez vér tapadt. A társadalom később ugyan megbékélt az uralkodóval és elfogadta személyét, ám nem felejtette el sem a véres rendteremtést, sem az „aradi tizenhármat”.
Közkeletű hagyomány szerint 1857-ben Ferenc József látogatása alkalmából Arany Jánost felkérték egy üdvözlőbeszéd megírására. A legenda szerint nem vállalta el, de írt egy balladát. A walesi bárdok című „óangol” balladában Edward angol király látogatásra indul újonnan leigázott tartományába, Walesbe. Mindenki számára nyilvánvaló volt, hogy Edward angol király maga Ferenc József, a walesi bárdok pedig magyar költők. Újabban kimutatták, hogy a vers később született, 1861 körül Széchenyi István Ein Blick című művének hatására, az akkori hangulatot tükrözve.

### 1850–59: A neoabszolutizmus korszaka

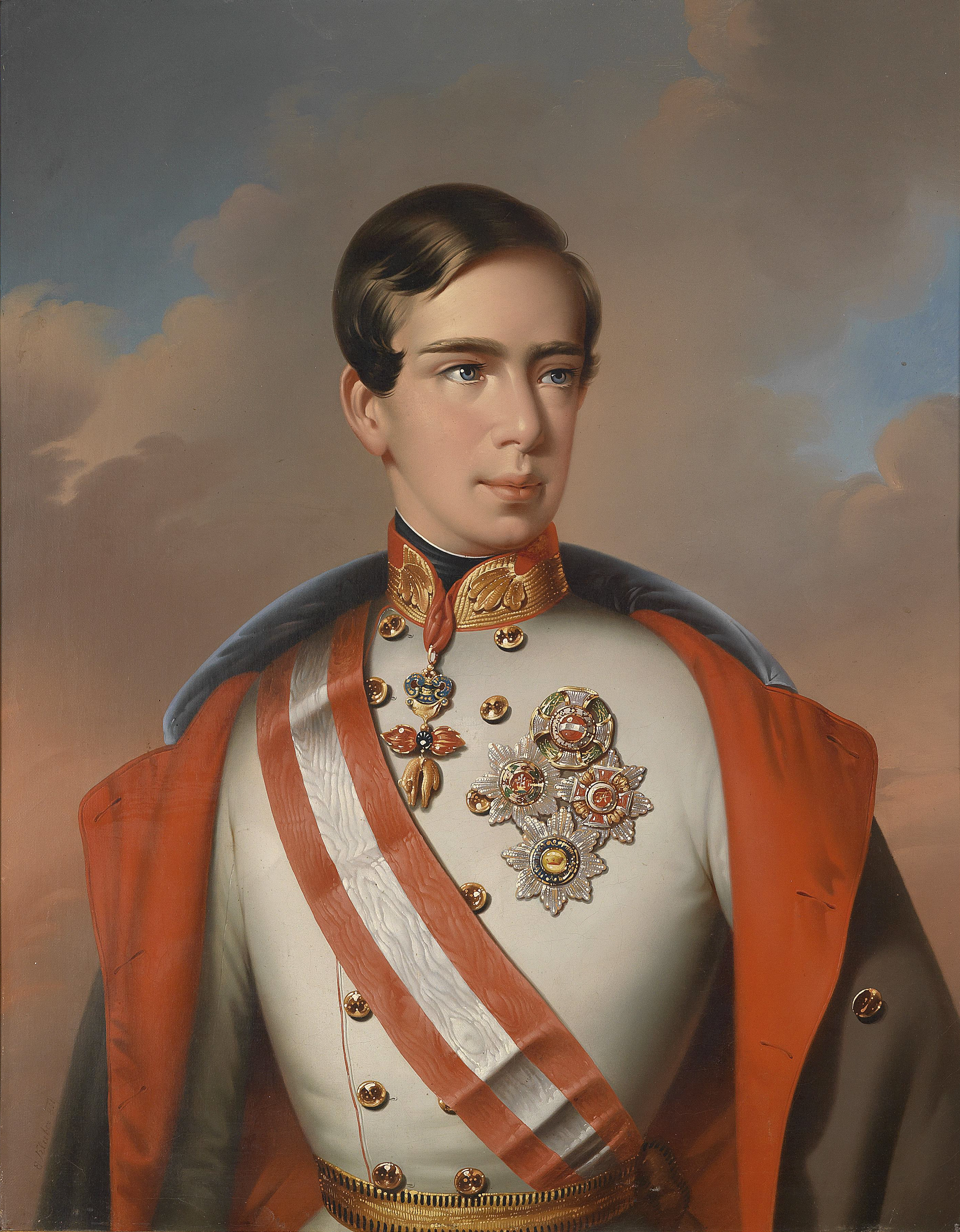
A fiatal uralkodó a Császári-Királyi Hadsereg (Kaiserlich-Königliche Armee) tábornagyi (k.k. Feldmarschall) egyenruhájában, 1851-ben huszonegy évesen

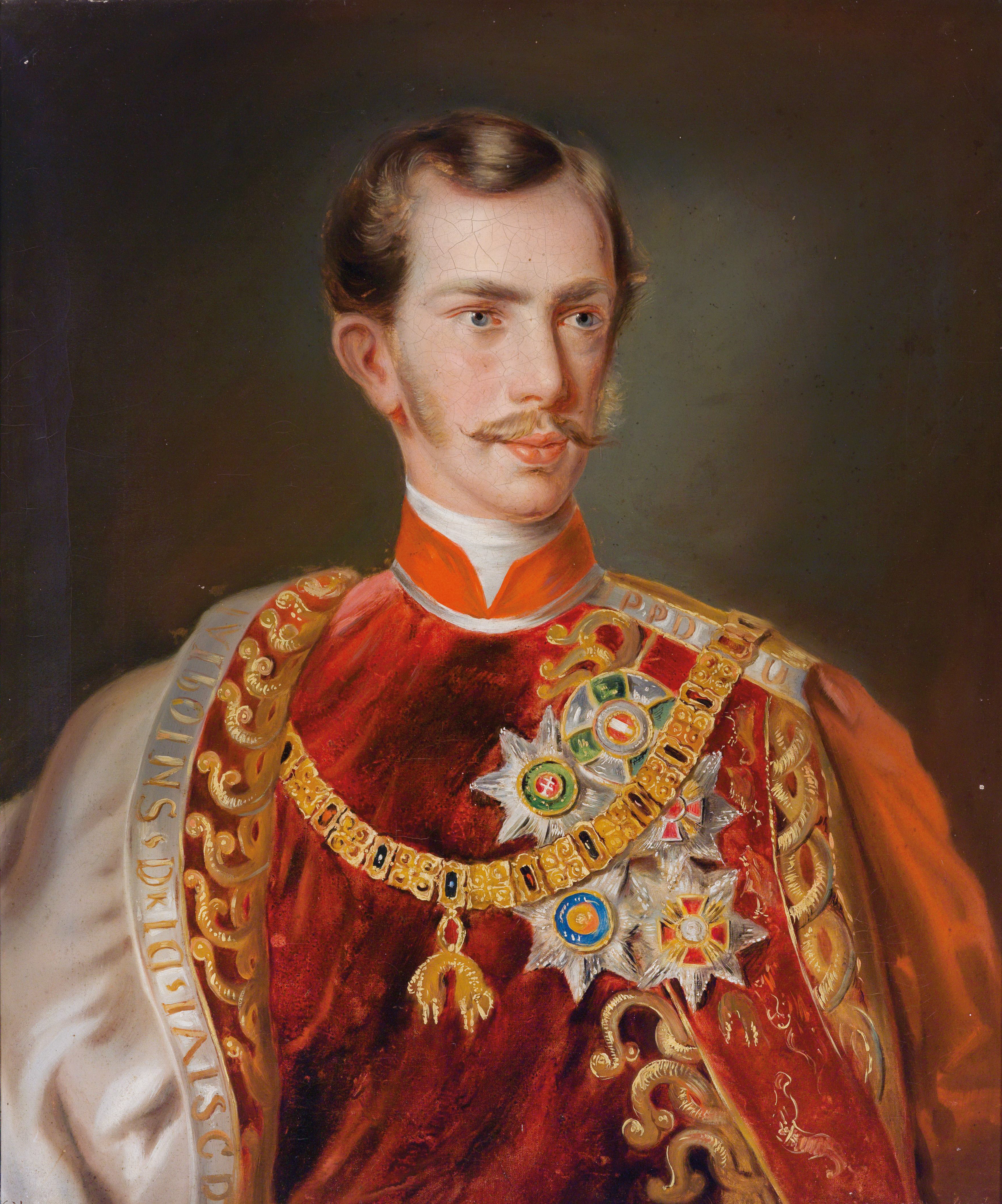
Ferenc József 1855-ben, császári öltözetben

Ferenc József uralkodásának első kilenc esztendejét (1850–1859) a neoabszolutizmus korszakának nevezik. 1851 végén a szilveszteri pátensben nyílt abszolutizmust vezettek be az országban. Az uralkodó kezében összpontosult a kormányzás, részt vett a külpolitika alakításában, és a stratégia kialakításában is szerepet vállalt. Közismert tény az uralkodóról, nem kedvelte az alkotmányos formulákat, hogy bárki beleszóljon döntéseibe és esetlegesen felülbírálja azt. Ezért már a magyarországi megtorlásokat követően Ferenc József az osztrák és német tartományokban Schwarzenbergen keresztül csupán az alkotmányosság látszatát próbálta fenntartani. A bécsi forradalom eredményeinek részleges eltiprásának tekinthető, hogy az uralkodó 1851. március 14-én a népképviseleti Birodalmi Gyűlés (Reichstag) helyett az általa kinevezett méltóságokból álló Birodalmi Tanácsot (Reichsrat) hívott össze. A császár elnökölt az augusztus 17-i minisztertanácson, ahol kifejtette az olmützi alkotmány keresztülvihetetlenségét és annak reformját határozta el. Első lépésként (október 20-án) a forradalom három legnagyobb eredménye közül eltörölte a miniszteri felelősséget, így a még V. Ferdinánd idejében hozott rendeletek és törvények betartatása alól felmentette minisztereit. A polgári jogegyenlőség és a jobbágyfelszabadítás visszavonását azonban a császár nem tartotta célszerűnek. Ekkoriban írta anyjának híressé vált idézetét: „Nagy lépést tettünk előre, sutba dobtuk az alkotmányt, Ausztriának ezentúl csak egy ura van. Most még szorgalmasabban kell dolgoznom.” 1851. december 31-én gyakorlatban javarészt életbe nem lépett olmützi alkotmányt hatályon kívül helyezték. A haynaui katonai diktatúra után Ferenc József egy szigorúan centralizált, központilag Bécsből irányított egységállamot (Gesamtstaat) igyekezett létrehozni, amely vezető szerepet tölthet be Európában. Magyarországot pedig egy 17. századi elképzeléssel, az úgynevezett jogeljátszás elméletével be kívánta olvasztani az összbirodalomba (Gesamtmonarchie). Az elmélet lényege az, hogy az uralkodó ellen fegyvert ragadott magyarság minden jogát elvesztette, így az uralkodó sem köteles a magyar alkotmányt figyelembe venni.
1852. április 5-én Felix zu Schwarzenberg herceg, az uralkodó miniszterelnöke és külügyminisztere, valamint megbízható embere váratlanul meghalt. Ferenc József délutáni sétáján kapta a hírt és nyomban az Államkancellária épületébe sietett, ahol megtörten imádkozott Schwarzenberg halálos ágya felett. Az esetnek személyes vonatkozásán túl fontos szerepe volt a centralizációs folyamatban. Az április 13-i minisztertanácson ugyanis a császár bejelenti politikájának folytatását, ám nem nevez ki újabb miniszterelnököt, saját maga gyakorolja a miniszterelnöki hatalmat. A hadseregnek továbbra is fontos szerep jutott, a császár a stabilitást személyéhez hű hadseregében látta, többek között ezért is vált állandó viseletévé a jellegzetes fehér osztrák tiszti egyenruha. Ekkorra tehető a rendőrminisztérium megszervezése is, mely a rendfenntartás mellett hivatásos kémek, megfigyelők és besúgók hálójával affajta központi hírszerzés szerepét is ellátta. A szervezet magas rangú személyek, akár külföldi diplomaták megfigyelésével foglalkozott. A császár 1851-ben Johann Kempent, Bécs korábbi katonai kormányzóját nevezte ki a minisztérium élére.
Magyarországon a Bach-korszak keretében egy központosított, az 1848-as állapotot figyelmen kívül hagyó közigazgatási rendszert építettek ki. Az osztrák kormányzat megvonta a függetlenséget és az alkotmányosságot a magyaroktól és elkezdett kiépíteni egy bürokratikus polgári államot. Magyarországot még Horvátország és Erdély leválasztása után is tovább darabolták, mivel túl nagynak ítélték. Így hozták létre a bécsi irányítás alá került Szerb Vajdaságot és a Temesi Bánságot (Bács-Bodrog, Torontál, Temes és Krassó vármegyékből). A Határőrvidék külön katonai közigazgatás alá került. A fenn maradó területen további öt kerületet alakítottak ki, melyek élén kezdetben a főispán, később a helytartósági alelnök állt. A megyei és városi önkormányzatokat megszüntették, és az elcsatolt területek nélküli Magyarországot Budáról irányította Albert főherceg, Ferenc József nagybátyja. Az élet minden lépését irányító apparátus került kiépítésre. A belső vámhatárt 1850-ben eltörölték. Jelentős germanizálás kezdődött, bevezették az általános osztrák polgári törvénykönyvet, mértékrendszert, adózási rendet, oktatási rendszert (8 osztályos gimnázium, érettségi), ugyanakkor csökkentették a magyar iskolák számát. Jelentős számú rendőrrel és besúgókkal, valamint az újonnan felállított zsandársággal figyeltették az ország népét. Jelentős császári haderő állomásozott Magyarországon. 1853-ban kiadta az úrbéri pátenst, amely a jobbágyfelszabadítás befejezése volt. Ez sok feszültséghez vezetett a jobbágyok és földesurak között, hiszen a földesurak a kártalanítást csak sokkal később, sorsolás után kaphatták meg, így sokan tönkrementek. A szabadságharc bukásába sokan nem tudtak beletörődni és ellenállásba kezdtek. Ezek egyike a Makk-féle összeesküvés volt, a székelyföldi szervezkedések központjában a marosvásárhelyi református kollégium tanára Török János állt, a magyarországi területeken a felkeléseket Jubál Károly és Kossuth legifjabb húga Zsuzsanna szervezte, velük állt kapcsolatba Gasparich Márk Kilit és Noszlopy Gáspár, ám ezeket a szervezkedéseket elfojtották. Az ellenállás másik, passzív formája abban nyilvánult meg, hogy nem fizették be adót, nem működtek együtt a hatóságokkal, ennek egyik legjelesebb képviselője Deák Ferenc volt.

### 1860–67: A kiegyezés és az ahhoz vezető út

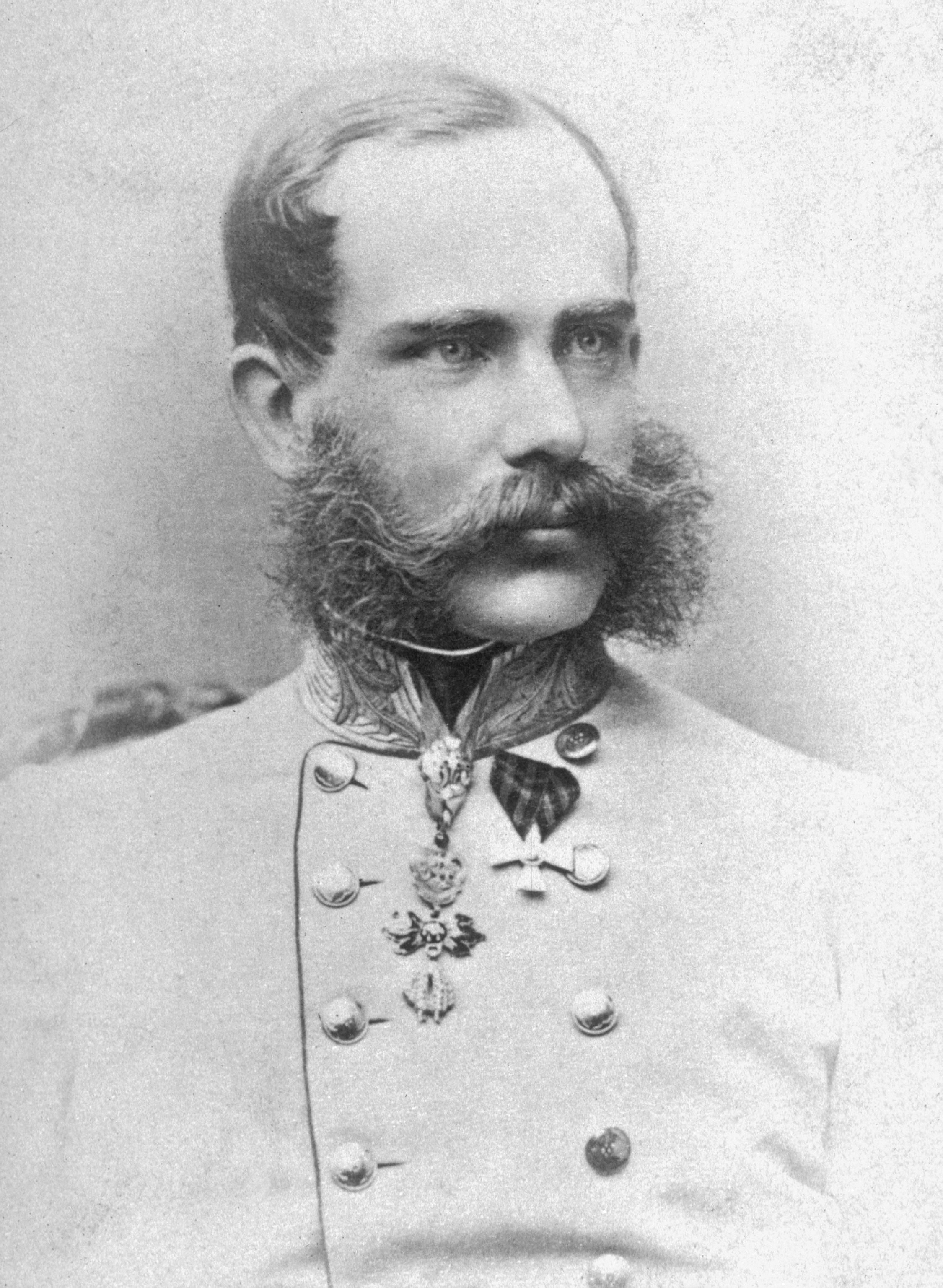
Ferenc József 1865-ben, harmincöt éves korában

Az abszolutista berendezkedés miatt államcsőd fenyegetett, hiszen Magyarország és Itália megszállása hatalmas költségeket jelentett. Széchenyi is bírálta a Bach-rendszert az Ein Blick című írásában. 1859-ben a szárd-francia csapatoktól elszenvedett vereség után Ferenc József igyekezett több figyelmet szentelni az alkotmányosság kérdésének, továbbá menesztette Alexander Bach belügyminiszterét és reformokat ígért. 1860. október 20-án kiadta az októberi diplomát, mely több pontjában is az 1848 előtti viszonyokat állította vissza, kilátásba helyezett egy szűkebbre szabott hatáskörű országgyűlést is (adókról és újonclétszámról nem dönthetett). Az ország területi egységét is rendezték valamelyest, a Bach-korszak alatt felállított öt kerületet, valamint a Szerb Vajdaságot megszüntették, visszaállították a megyerendszert, a Kancelláriát és a Helytartótanácsot, valamint a magyar nyelvet.
Az 1859-es szárd–francia–osztrák háborúban elszenvedett osztrák vereség nyomán, 1861-ben újabb lépés történt, február 26-án Ferenc József kiadta a februári pátenst. Ennek értelmében olyan rendszer került kialakításra, ahol a Birodalom egyes tartományaiban elismert helyi országgyűlések fölé kétkamarás Birodalmi Gyűlést rendelt, amelyben minden tartomány képviseltethette magát. Ez a birodalmi gyűlés már alkotmányos jogokkal rendelkezett, de még mindig korlátozott volt jogaiban. A februári pátens értelmében az osztrák-német képviselők nem kerültek túlsúlyba, viszont a népek egymás ellen kijátszhatók voltak az osztrák cél elérésére. A Reichstagban a 343 helyből 85 jutott Magyarországnak, 54 Csehországnak, 26 Erdélynek és 9 Horvátországnak. A pátens értelmében még 1861-ben összehívták az országgyűlést, melyben határozottan elutasították a birodalmi gyűlés gondolatát, azonban az elutasítás tudatásával kapcsolatban nem egyeztek a pártok véleményei. A Felirati Párt (Deák), felirat formájában közölte volna a királlyal a döntést, ezzel elismerve Ferenc Józsefet legitim uralkodónak, és közeledést mutatott volna a megegyezésre, míg a Határozati Párt (Teleki) határozat formájában a nyilvánossággal kívánta volna közölni az elutasítást. A határozati párt hívei voltak többségben, azonban Teleki László öngyilkossága után a felirat hívei kerültek ki nyertesen 155:152 arányban, tehát sokan pártjuk ellen szavaztak. Az uralkodó azonban nem kívánt tárgyalásba bocsátkozni és 1861 augusztusában feloszlatta az országgyűlést, betiltotta a megyegyűléseket, felfüggesztette az alkotmányosságot és provizóriumot hirdetett.
Az Anton von Schmerling által vezetett provizórium, azonban nemcsak nevében volt ideiglenes, hanem módszereiben is, ugyanis nem állították vissza az 1850-es években uralkodó helyzetet. A feszültségek csillapítására valamilyen külpolitikai lehetőséget keresett, és 1864-ben talált is. A dán király ugyanis elrendelte a két szomszédos német hercegség Schleswig és Holstein megszállását ami kivívta a német államok haragját. Ausztria szintén csatlakozott azon felhíváshoz, hogy a dánok vonuljanak ki a két hercegségből, és Poroszországgal egyetemben háborúval fenyegették meg Koppenhágát. Miután a megszállók nem tágítottak, Ferenc József Dánia ellen küldte az osztrák hadsereget, amely a poroszokkal karöltve működött. Az ún. második schleswigi háborúban az osztrákok több győzelmet arattak a dánok felett, és elfoglalták a Jüt-félsziget teljes területét. Bár a győzelmet kitörő örömmel üdvözölték Bécsben, de most is Ausztria húzta a rövidebbet. Bismarck ekkor elhatározta, hogy kiiktatja a Habsburgokat, hogy Németország ne az ő, hanem saját uralkodója, a Hohenzollernek keze alatt egyesüljön. Ausztria megkapta Holsteint, ez pedig később ürügy lett a poroszok előtt Ferenc József megtámadására. Apponyi György az áprilisi törvényeket alapul véve dolgozta ki kiegyezési javaslatát, melyben javasolta a külügy, hadügy és pénzügy közös kezelését, alkotmányos ellenőrzését pedig a két független törvényhozás delegáltjaira szándékozta bízni. Ezt a tervezetet Ferenc József elsőre levetette, de az 1867-ben megkötött kiegyezésben ezek az elvek valósultak meg. 1864 végén titkos tárgyalások során Ferenc József Deáknak jelezte közeledési szándékát. Deák erre a Pesti Naplóban jelentette meg híres Húsvéti cikkét, amelyben kijelentette, hogy ha az alkotmányosság visszaáll, és a had- és külügy, valamint az ezek fedezésére szolgáló pénzügy közös lesz, a magyar fél hajlandó a megbékélésre. Schmerlinget menesztették, majd 1865-ben összehívták az országgyűlést, amely 1866-ban a porosz–osztrák háború kitörése miatt félbeszakadt. A Poroszországtól elszenvedett háborús vereség, a pénzügyi gondok, és a nagynémet egység meghiúsulása egyre inkább arra sarkallta Ferenc Józsefet, hogy megegyezzen a magyarokkal. Több hónapos tárgyalássorozat után 1867-ben megköttetett a kiegyezés. A megállapodás létrejöttében szerepet játszott Wittelsbach Erzsébet, Ferenc József felesége is, aki rokonszenvezett a magyarsággal. A kiegyezés értemében az uralkodó elismerte az 1848-as törvényeket, és kinevezte a (második) felelős magyar minisztériumot, melynek élére Andrássy Gyulát helyezte. Ezzel létrejött az Osztrák–Magyar Monarchia.

### 1867–1907: A Monarchia uralkodójaként

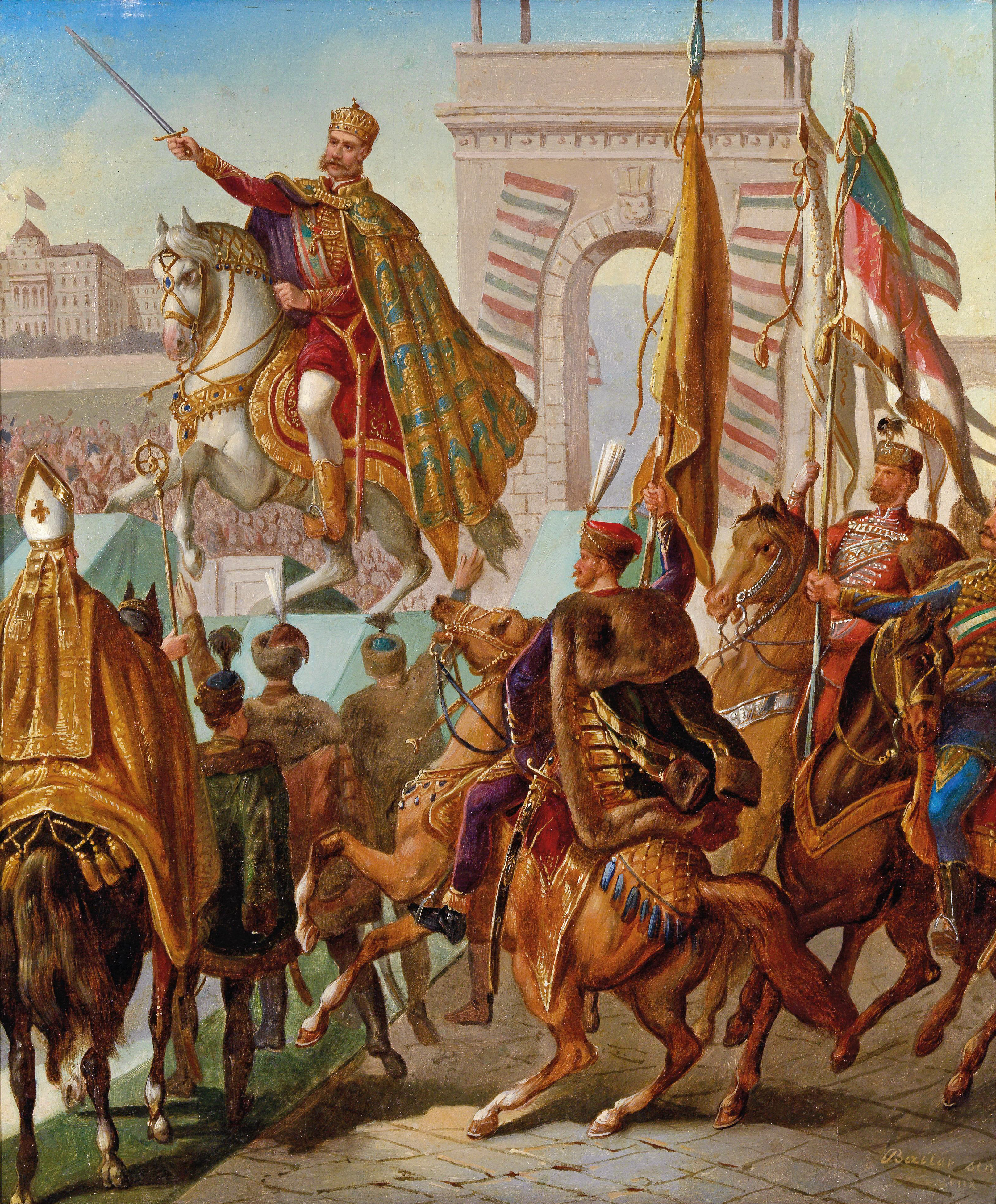
Ferenc József a Lánchíd pesti hídfőjénél, ahol a koronázási dombon megteszi a négy kardvágást

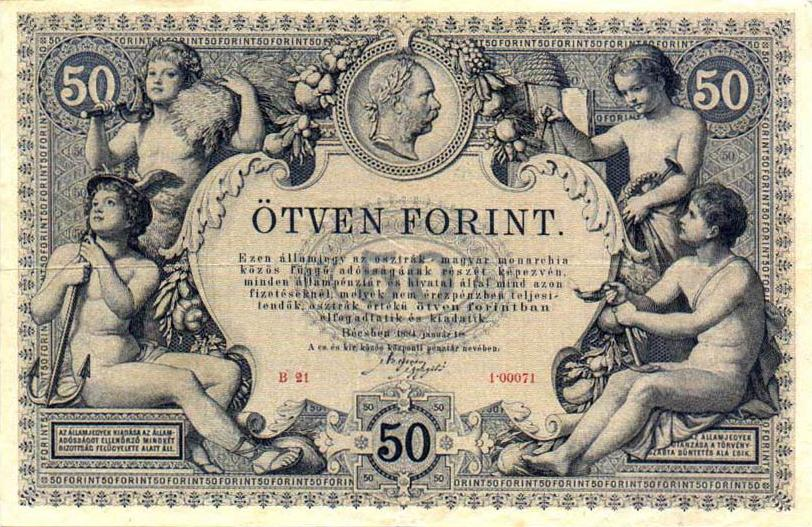
1884-es sorozatú osztrák-magyar 50 forintos pénzjegy I. Ferenc József medálportréjával.

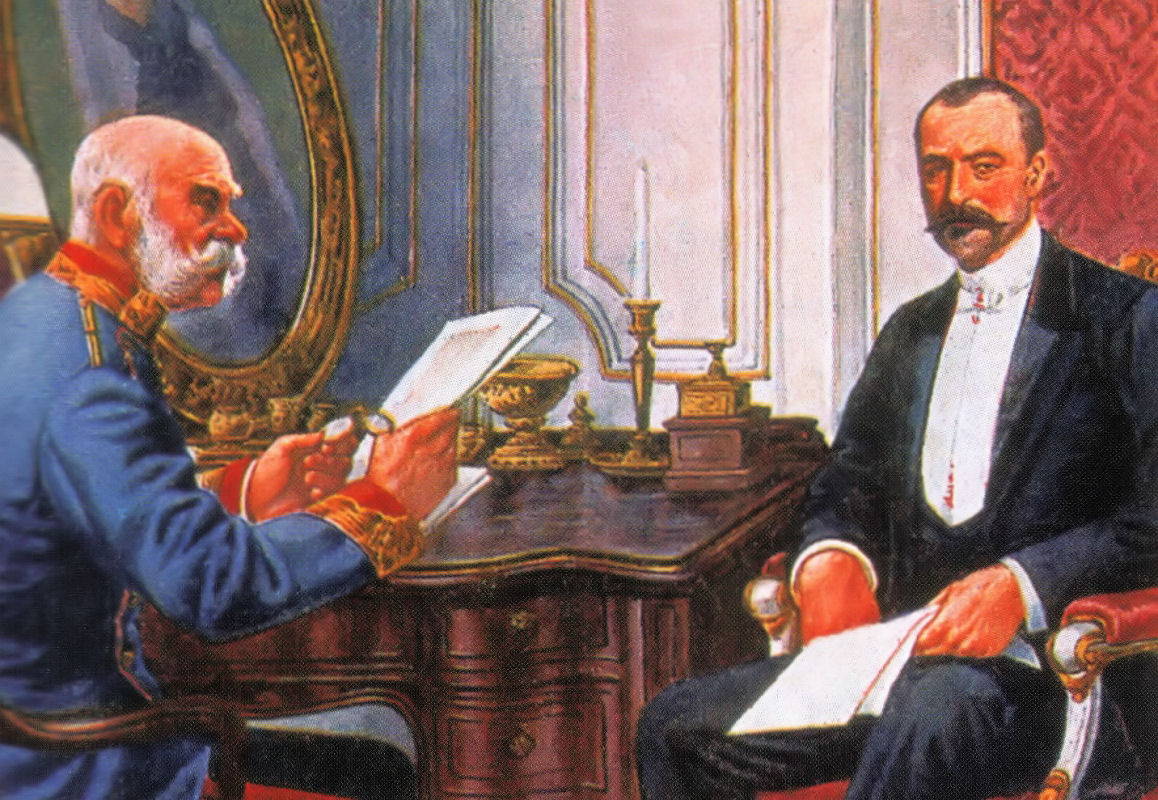
Az uralkodó és Tisza István találkozása egy 1905-ben készült képeslapon

A Budavári Palotába 1867-ben addig soha nem látott mozgalmas élet költözött. A kiegyezési tárgyalások során az uralkodó és hitvese többször tartózkodott a magyar fővárosban. Június 6-án Ferenc József a palotában fogadta az országgyűlés küldöttségét, és átnyújtotta az első ízben magyar nyelven kiállított koronázási hitlevelet. Ezzel Ferenc József megkoronázásának minden akadálya elhárult. Hatalomra kerülése után közel tizenkilenc évvel illesztették fejére Szent István koronáját. 1867. június 8-án a Lánchidat lezárták, hogy a koronázási menet szabadon közlekedhessen. A tömeg már hajnalban ellepte az utcákat, hogy a hosszú szertartás valamelyik eseményének nézője lehessen. A koronázásra a Mátyás-templomban került sor. A főnemesek, országgyűlési követek hintói már reggel hatkor begördültek, hogy hét órára, a király érkezésére mindenki a helyén legyen. Ferenc József lovon, Erzsébet pedig Mária Terézia hintóján érkezett. A templom kapujában a főpapok fogadták őket. A király magyar tábornagyi egyenruhában végigvonult a rendezvényre készített két emelvény között. A római katolikus szentmisén Liszt Ferenc erre az alkalomra komponált Koronázási miséjét (Missa Coronationalis) adták elő. A komponista – akit két nappal korábban Ferenc József-renddel tüntettek ki – még meghívót sem kapott a koronázásra, csak a Nemzeti Zenede szerzett neki helyet az orgonakarzaton. A sértett Liszt – nem várva meg a ceremónia végét – gyalog indult el a szállására. Ferenc József felöltötte a koronázási palástot, majd felkenték. Azután Andrássy Gyula miniszterelnök – aki a nádort helyettesítette – az érsek segítségével az uralkodó fejére helyezte a koronát, kezébe adta az országalmát és a jogart. Odakint díszlövések dördültek, harsonák szóltak, és a tömeg üdvrivalgása csapott fel. Ezután Erzsébetet is felkenték, vállához érintették a Szent Koronát. A szertartás a helyőrségi templomban folytatódott, ahol a király aranysarkantyús lovagokat avatott. A menet ezután Pestre vonult, ahol a Belvárosi templom előtt a király világi esküt tett. Majd a Lánchíd hídfőjénél, a 72 vármegyéből hozott földből emelt koronázási dombra ugratott fel, és kardjával négyfelé sújtva tett jelképesen ígéretet az ország védelmére.

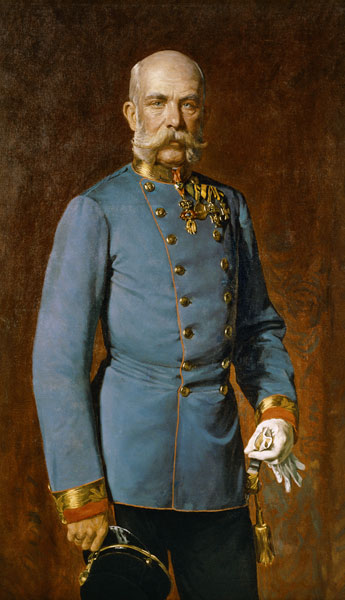
Ferenc József portréja 1900 körül

Az 1867-es kiegyezést követően Magyarország királyává koronázták. Ekkor lett a királyi jelmondata: „Bizalmam az ősi erényben”. Magyarország miniszterelnökévé a száműzetésből hazatért gróf Andrássy Gyulát nevezte ki, akit a szabadságharcban való aktív részvételéért korábban távollétében (in effigie) halálra ítéltek (Erzsébet királyné Andrássyt „a szép akasztott”-nak nevezte), az alkotmányos Ausztria első miniszterelnöke pedig Karl (Carlos) Auersperg herceg lett. A kiegyezés értelmében az új birodalom dualista szerkezetű lett, kimondta Magyarország alkotmányos és önkormányzati önállóságát. Az ország belpolitikai ügyeit a saját minisztériumai vihették. Azonban Ferenc József kezében jelentős hatalom maradt, ő volt a hadsereg vezetője. Az országgyűlés csak az adó és újonclétszám tekintetében tudta ellenőrizni, a közös ügyekben döntő delegációk külön üléseztek és véleménykülönbségük esetén a király döntött. Emellett Ferenc József előszentelési joggal is rendelkezett, azaz csak akkor kerülhetett egy törvényjavaslat tárgyalásra a magyar országgyűlésbe, ha azt Ferenc József jóváhagyta. A kiegyezés azonban nemcsak politikai volt, hanem gazdasági is, a közös ügyek rendezésére kvótarendszert állítottak fel, a költségek 30%-át állta Magyarország (később ez 36,4-re nőtt) és vámszövetséget kötöttek. A gazdasági kiegyezés tíz évente került meghosszabbításra.
Az 1867-es kiegyezést nagy ellenszenvvel fogadták a keleti területeken élő horvátok, szlovákok, szlávok, a nyugati területeken élő csehek és lengyelek, akik nem részesültek a magyarok (németekhez hasonló) kiváltságaiból. Ez a szokatlan kivételezés, amit Ferenc József is elismert, megsértette a birodalom valamennyi népének egyenjogúsági elvét. A feszültséget megszüntette a magyarokkal, viszont megtartotta a szláv népekkel. A szlávok elégedetlenségét fokozta, mikor a szláv nyelvet államnyelvként elismertető reform megbukott. A magyar kiegyezést a cseh és lengyel népek az ausztroszláv törekvések bukásaként értékelték. A cseh František Palacký javaslatára Ferenc József hajlandó lett volna a dualista birodalmat trialistává átszervezni, azonban az osztrák–német nagypolgárság és a magyar politikai vezetők nyomására elállt ettől a tervtől. A galíciai lengyel trialista elképzelések az Orosz Birodalom ellenzése miatt nem valósulhatott meg. A horvátok az illír elképzelések nyomán szintén javaslatot tettek egy trialista államra, amit az uralkodó szintén elutasított, azonban a magyar–horvát kiskiegyezés (1868. november 17-én) a horvátoknak részleges autonómiát jelentett, amelyet Ferenc József is szentesített. Ennek értelmében a horvátokat politikai nemzetnek ismerték el, és belső autonómiát is kaptak.
A királynak a kiegyezés utáni legfontosabb tettei közé tartozott a törvényalkotás, melynek során megszületett a nemzetiségi törvény 1868-ban, amely széles nyelvhasználatot biztosított az egyes nemzeteknek, a magyar csak a legfelsőbb (törvényhozás) szinten volt kötelező, a megyék, városok stb. szintjén akár négy nyelven is folyhatott ügyintézés, egyesületeket alakíthattak, stb. Bevezették a kötelező iskolába járást a 6 és 12 éves kor közötti gyerekek számára. Modernizálták az adórendszert, az igazságügyet, a büntetés végrehajtást (megszüntették a testi fenyítést). Az 1875-től 1890-ig terjedő időszak, azaz Tisza Kálmán miniszterelnöksége a dualizmus korának nyugalmi időszakának tekinthető. A Monarchia válsága az 1890-es évektől kezdett kibontakozni. A sok éve fennálló ellentétek fokozták a feszültséget, alkotmányos monarchiában a királynak vannak bizonyos abszolutista jogai. A válság állandósult és különböző megoldási kísérletek is születtek, ám Ferenc József nem volt a reformok híve. 1908-ban az addig okkupáció alatt tartott Bosznia és Hercegovina annexiójáról döntött, attól tartva, hogy az akkor már parlamentáris török állam visszakövetelheti a területeket. A két terület annektálására, azaz a birodalomba olvasztására 1908. október 5-én került sor.

### 1908–14: Az első világháborúhoz vezető út

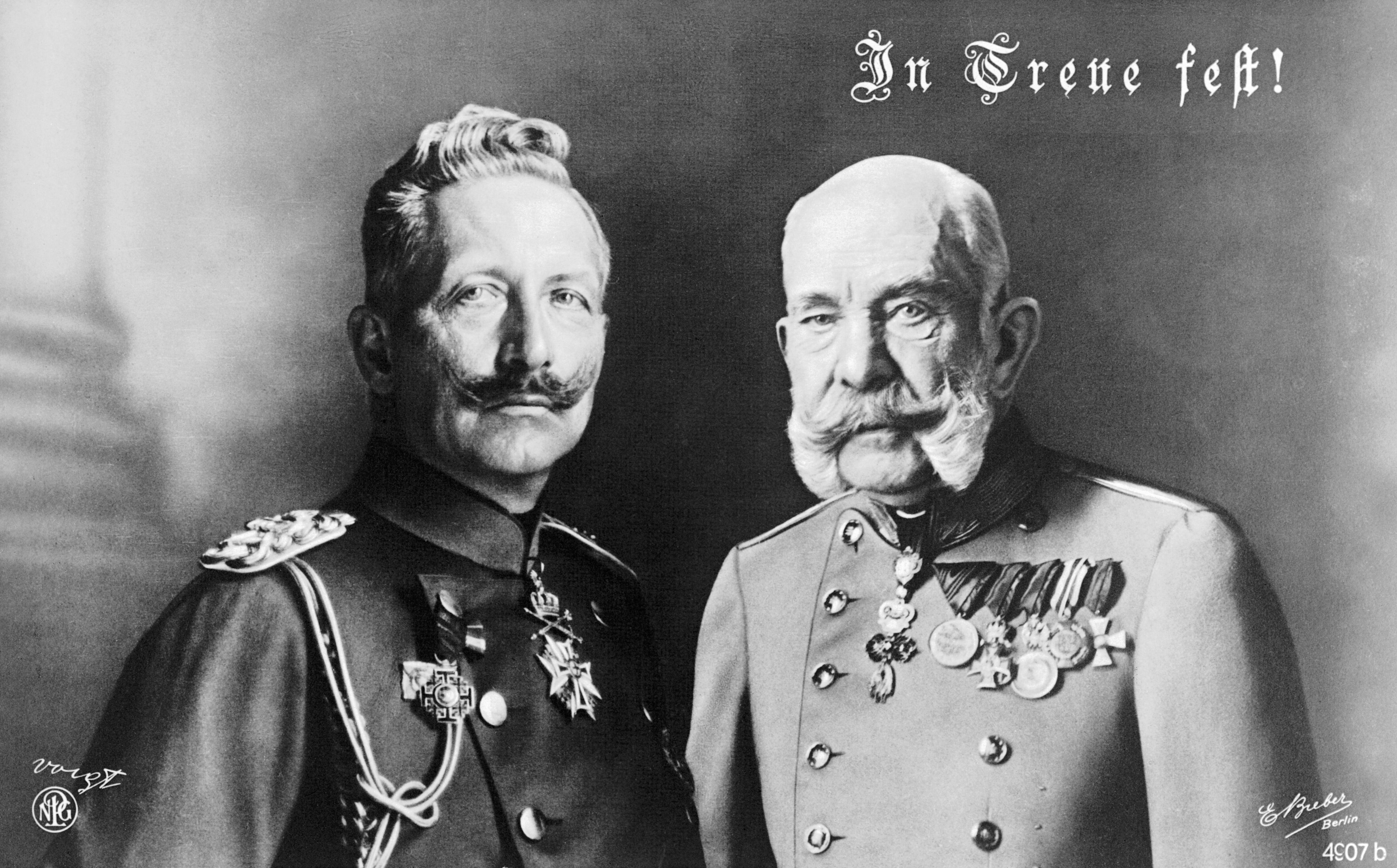
Egy 1914 körüli képeslap II. Vilmos német császár és Ferenc József közös portréjával

Ferenc József a külpolitikát a maga szakterületének tartotta, ám azt valójában külügyminiszterei irányították (Andrássy, Kálnoky, Aehrenthal). Ferenc József dinasztikus úton próbált külpolitizálni. Kapcsolatai révén igyekezett elkerülni a konfliktust az Orosz Birodalommal. Osztrák külügyminisztere, Alois Lexa von Aehrenthal gróf azonban veszélyeztette azt a politikát, amellyel az Ausztria és Oroszország balkáni érdekeltségeinek kényes kérdéseit igyekeztek kerülni. Ez 1908-ban végül Bosznia annexiójához vezetett. Ferenc József egyre nehezebben talált közös hangot európai uralkodótársaival, bár II. Vilmos német császár energikus politikáját becsülte.
Az 1908–1914 közötti időszakban továbbra is kitartott békepolitikája mellett, annak ellenére, hogy vezérkari főnöke, Franz Conrad von Hötzendorf tábornagy többször is felvetette az Olaszország és Szerbia elleni megelőző háború lehetőségét. Ferenc József 1914. június 27-én, a trónörökös ellen történt merénylet előtti napon, a nyári rezidenciájába, Ischlbe utazott. Eredetileg csak két héttel később kívánta elhagyni Bécset, de azután hirtelen előbbre hozta távozását, vélhetőleg mert nem akart találkozni a déli utazásáról visszatérő trónörökössel, így el akarta kerülni a személyes beszámolást, ami várhatóan ismét vitákhoz vezetett volna. Az uralkodó adjutánsa, Eduard von Paar június 28-án, kora délután közölte vele a távirati hírt, hogy a trónörökös és felesége merénylet áldozata lett, majd este az adjutáns kollégájának, Marguttinak beszámolt arról, hogyan fogadta a tudósítást a császár. A trónörökös meggyilkolása után Ferenc József azonban külügyminiszterének, Leopold von Berchtoldnak engedett, és kemény ultimátumot intézett Szerbiához, amely végül az első világháború kitöréséhez vezetett. Az Osztrák–Magyar Monarchia bízott a német támogatásban, ezért is mert olyan ultimátumot kibocsátani, amelyben követelte, hogy a szerb kormány távolítsa el a közigazgatásból a Monarchia-ellenes propagandában vétkes összes tisztet és tisztségviselőt, akiket a bécsi udvar nevez meg, valamint Szerbia engedje a Monarchiának, hogy az ellene irányuló felforgató mozgalmakat a szerb kormánnyal közösen küzdjék le, ezenkívül indítson bírói vizsgálatot a Monarchia részvételével a trónörökös elleni összeesküvésben résztvevőkkel szemben.

### Külpolitikája

#### Hadviselés
A Császári-Királyi Hadsereg 1848-1849-ben

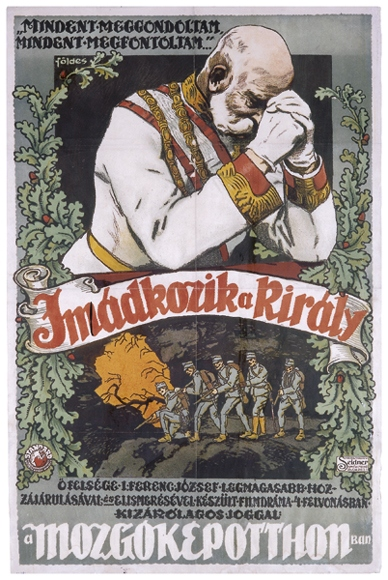
Propaganda plakát, 1914.

##### Krími háború
1854-ben a krími háború során folytatott politika nagyrészt Ferenc Józsefnek tudható be. Az orosz cár lekötelezettje volt, ugyanakkor a Monarchia érdekét szem előtt tartva az angolok és franciák felé húzott. Arra tett kísérlete, hogy a nyugati hatalmakat megnyerje az orosz határok mentén – Galícia felé – tett csapatmozgósításokkal kudarcot vallott, ugyanakkor elvesztette az oroszok bizalmát is.

##### Szárd–francia–osztrák háború
Az 1859-es szárd–francia–osztrák háborúban az osztrák birodalom jelentős vereséget szenvedett, amelyért személyesen a császár tehető felelőssé. Cavour gróf, szárd miniszterelnök sikeresen kiprovokálta Ferenc Józsefből a hadüzenetet, miután már korábban megegyezett III. Napóleon francia császárral, hogy egyesült erővel űzik ki az osztrákokat Észak-Itáliából. Miután a 29 éves Ferenc József a katonai vezetőket, a katonai vezetést alkalmatlannak találta a feladatra, maga vette kezébe a csapatok irányítását. 1859. június 24-én azonban a Solferinónál vívott csatában a császáriak véres vereséget szenvedtek. Ferenc József nem fogadta el a Poroszország által felajánlott katonai segítséget, mert annak fejében az osztrák hadsereget porosz fennhatóság alá kellett volna helyezni. A háborút 1859 júliusában a villafrancai fegyverszünettel, majd novemberben a zürichi békével zárták le, amelyben a császár átengedte Lombardiát a Szárd–Piemonti Királyságnak.
Az 1863-ban Ferenc József által egybehívott frankfurti birodalmi gyűléstől I. Vilmos porosz király távol maradt. A gyűlés összehívásának célja az volt, hogy megválasszák az osztrák császárt német uralkodónak is, ezzel megvalósítva a nagynémet egységet. Mivel a porosz király nem jelent meg, a kis német államok nem mertek döntést hozni. Vilmos távol maradása egyértelmű jele volt annak, hogy a Porosz Királyság már nem Ausztriát tekinti a vezető német hatalomnak.

##### Porosz–osztrák–dán és porosz–osztrák–olasz háborúk
Ausztria 1864-ben még Poroszország oldalán harcolt a Dánia elleni háborúban, azonban 1866-ban már Poroszországgal került szembe. Helyzetét súlyosbította, hogy az új Olasz Királyság és Poroszország szövetséget kötött Ausztria ellen. Fennállt a veszély, hogy egyszerre két fronton kell hadat viselni az ellenséges hatalmakkal. Ferenc József 1866-ban egyezményt kötött III. Napóleonnal, amely kimondta, hogy az osztrák fennhatóság alatt álló Veneto tartományt az Olasz Királyságnak kell juttatni, függetlenül a poroszok elleni háború kimenetelétől. A megállapodás ellenére Ferenc József harcot indított Olaszország ellen, mivel a harc nélküli terület-feladást nem találta elfogadhatónak. Az olasz fronton aratott nagy osztrák győzelmek ellenére a poroszok elleni háború súlyos vereséggel végződött. 1866-ban aláírták a prágai békét. Ennek értelmében létrejött a Kisnémet egység, porosz vezetés alatt. Elveszett Veneto és Friuli tartomány is. Az Osztrák Császárság nagyhatalmi helyzete megrendült.

### Szövetségek
1873-ban Bismarck törekvésinek megfelelően Ferenc József belépett a „három császár egyezményébe” (Dreikaiserabkommen), melyben a németeken kívül még Oroszország képviseltette magát. A konzultatív együttműködés kialakulásában Ferenc József is döntő szerepet vállalt azáltal, hogy 1873-ban közösen jelent meg II. Sándor cárral Berlinben.
Az 1877–78-ban lezajlott orosz–török háború utáni rendezésről a berlini kongresszus gondoskodott 1878-ban. A Monarchia engedélyt kapott Bosznia-Hercegovina okkupációjára. Az okkupációnak nem új terület szerzése volt az oka, hanem a vegyesen lakta területek szerb kézre kerülését kívánta megakadályozni. A tárgyalásokon Andrássy Gyula vett részt, és az ő nevéhez fűződik a német–osztrák–magyar szövetség szorosabbra vonása is, a kettős szövetség (Zweibund) keretében, 1879-ben. A katonai védelmi szövetség a Monarchia számára azért volt kedvező, mert egy esetleges orosz támadás esetén biztosított német támogatást. A szövetség 1882-ben bővült hármas szövetséggé (Dreibund), Olaszország bevonásával. 1884-ben a románok is csatlakoztak. A kettős szövetséget Ferenc József minden ellenzőjével szemben megvédte, viszont a később csatlakozottakkal szemben fenntartásokkal viseltetett, ami később a két szövetséges eltávolodásához vezetett.

## Magánélete
Ferenc József nem tartotta szeretők sorát, két asszonyról azonban érdemes említést tenni. Az első, akit legkevésbé szoktak felemlegetni, Anna Nahowski (1860–1931) volt, akit a schönbrunni parkban ismert meg egy hajnali séta során, 1875-ben. Kapcsolatuk több mint egy évtizedig tartott, kisebb-nagyobb megszakításokkal egészen 1888-ig. Az akkor még fiatal, férjezett asszony a császártól kapott pénzből bérelt lakást Schönbrunn közelében. Télen szinte sosem találkoztak, hiszen akkor a császár Bécsben lakott, de előfordult, hogy nyáron sem láthatták egymást. A kapcsolatot nagyon diszkréten kezelték. Az egyetlen fennmaradt forrás Anna naplója, amiben nem nevezi néven a császárt, és semmilyen utalást nem is tesz méltóságára. Hogy nem csak barátok voltak, az kiderül abból, ahogy a napló említést tesz a férfi alsóruhájának minőségéről. Amikor kapcsolatuk megszakadt, Anna terhes volt (mások úgy vélik, egy korábban született gyermeknek lehetett Ferenc József az apja). Anna Nahowski Helen nevű lánya később Alban Berg (1885–1935) felesége lett, és idős koráig őrizte anyja naplóját, amely az 1970-es években jelent meg nyomtatásban. Anna és Ferenc József kapcsolata akkor szakadt meg, amikor a császár az Erzsébet által szerzett barátnővel vigasztalta magát. Ekkor (1889-ben) Anna először és utoljára léphetett be a Hofburgba, hogy ott megkapja fizetségét életének 15 évéért. A felajánlott összeg kétszeresét kérte, és meg is kapta (200 000 koronát), az alkudozás során többször említette gyermekét, de csak Helent.
Katharina Schratt (1853–1940) bécsi színésznővel való kapcsolata még abban az időben kezdődött, amikor még Anna Nahowskival is kapcsolatban volt. A bécsi Burgtheater színésznőjéhez fűződő kapcsolatot, a korabeli híresztelések szerint Erzsébet császárné hozta össze, hogy férje ne legyen egyedül, amíg neje utazgat a nagyvilágban. A császár viszonya Schratt Katalinnal azonban már birodalom-szerte ismertté vált.

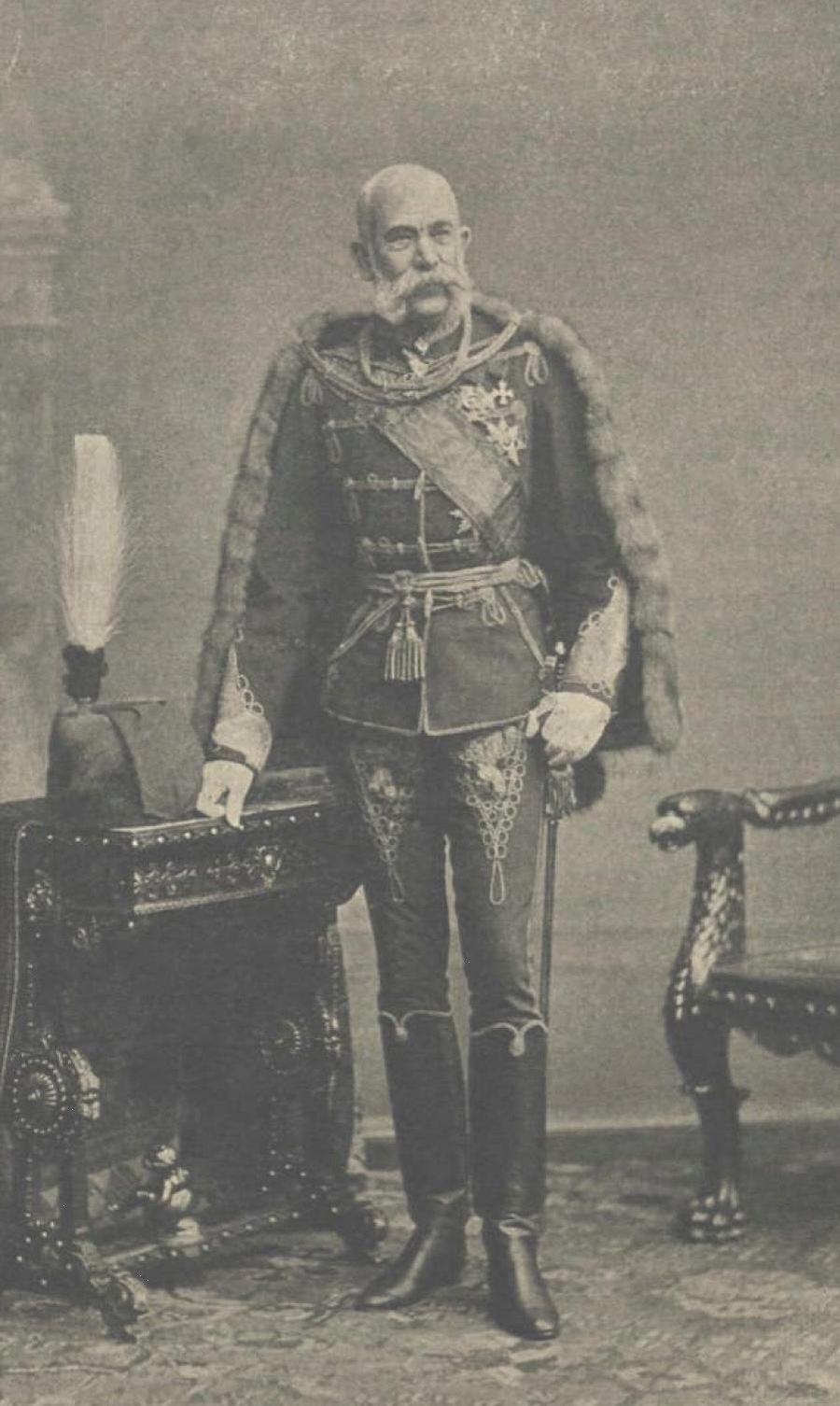
Ferenc József egy 1898-ban készült fényképen
Katharina Schratt
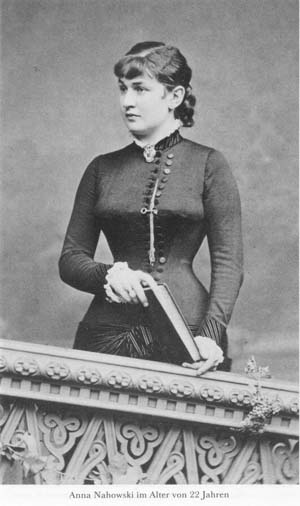
Anna Nahowski, 22 évesen, 1882-ben
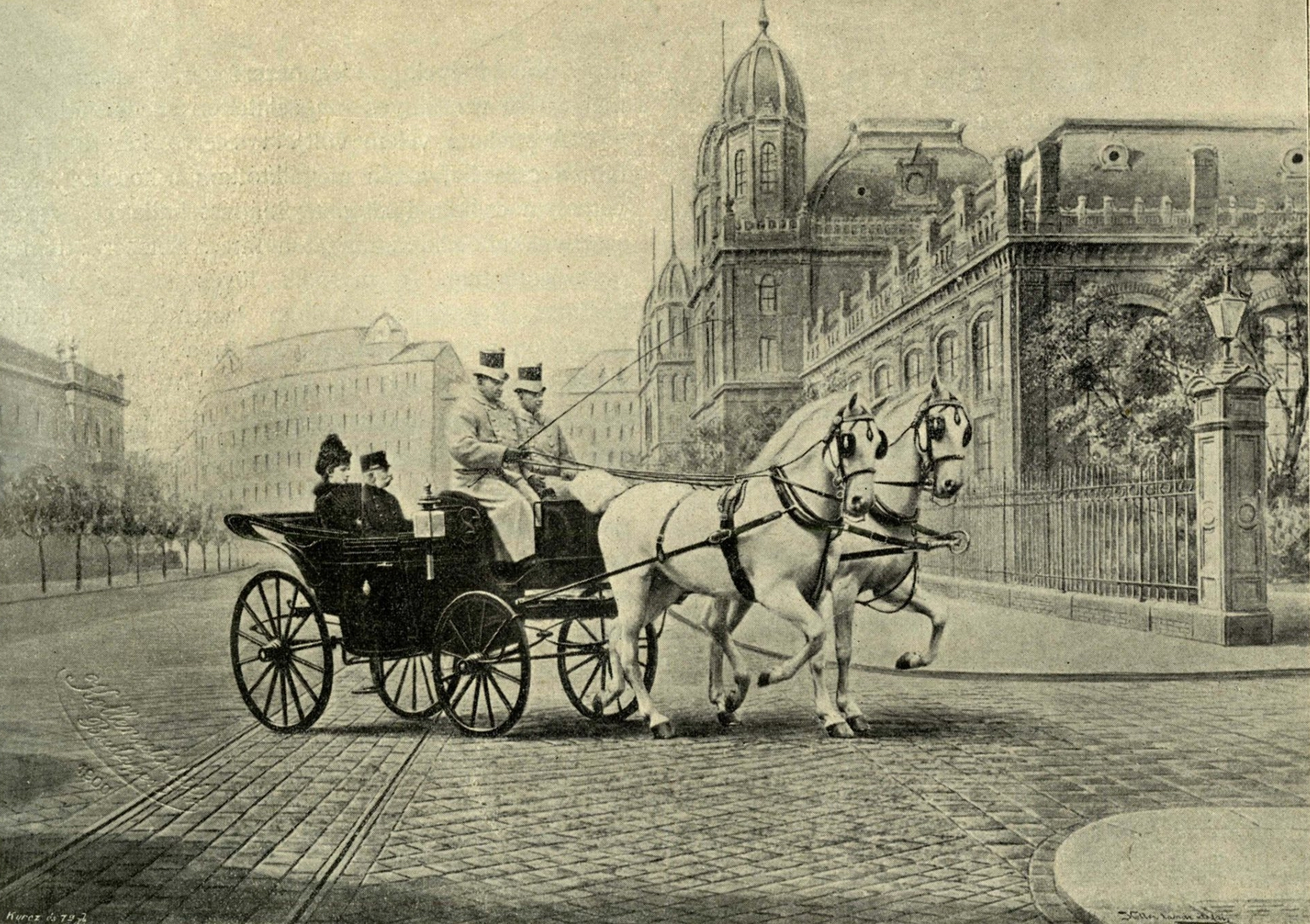
Erzsébet királyné utolsó budapesti látogatásakor férje társaságában, 1897 októberében

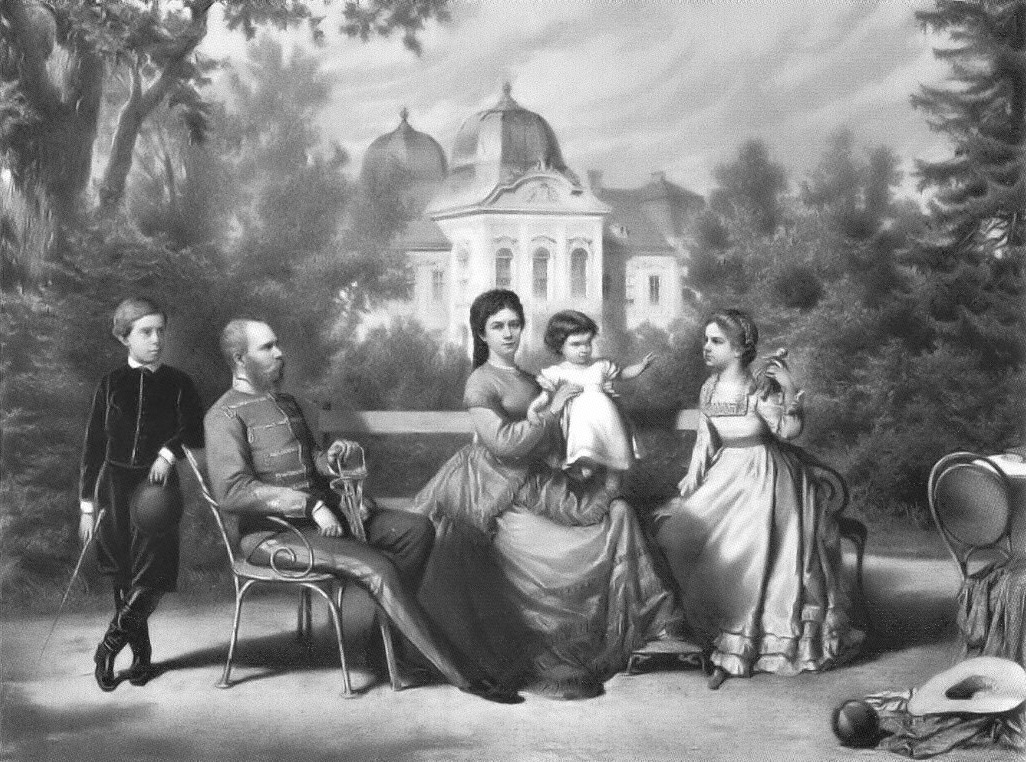
Feleségével és gyerekeivel Gödöllőn

### Házassága, gyermekei
1853-ban Erzsébet elkísérte édesanyját és nővérét, Ilona hercegnőt Bad Ischlbe, Zsófia Friderika főhercegnéhez (aki anyai nagynénje volt), hogy találkozzanak unokatestvérükkel, Ferenc József császárral, aki Ilona hercegnőt szándékozta feleségül venni. Ferenc József azonban Ilona helyett Erzsébet hercegnőt választotta. Eljegyezték egymást és 1854. április 24-én este hét órakor Bécsben összeházasodtak.
Házasságuk nem volt boldog, Erzsébet sok időt töltött távol Bécstől (és anyósától). A családot tragédiák sora sújtotta. Négy gyermekük született, elsőszülött kislányuk alig kétévesen meghalt:
|  | Név                         | Született                     | Elhunyt                                | Megjegyzés |
|  | --------------------------- | ----------------------------- | -------------------------------------- | --- |
|  | Zsófia Friderika főhercegnő | 1855. március 5. Bécs         | 1857. május 29. (2 évesen) Buda        | Ferenc József és Erzsébet királyné első gyermeke, tífuszban vesztette életét. |
|  | Gizella főhercegnő          | 1856. július 12. Laxenburg    | 1932. július 27. (76 évesen) München   | 1873-ban ment férjhez Lipót Miksa József bajor királyi herceghez, akitől négy gyermeke született. |
|  | Rudolf koronaherceg         | 1858. augusztus 21. Laxenburg | 1889. január 30. (30 évesen) Mayerling | Ferenc József és Erzsébet egyetlen fia, a trón örököse, aki 1889-ben öngyilkosságot követett el. Feleségétől, Stefánia belga királyi hercegnőtől egy lánya született.                                                                  |
|  | Mária Valéria főhercegnő    | 1868. április 22. Buda        | 1924. szeptember 6. (56 évesen) Bécs   | Az uralkodói pár legkisebb gyermeke, személyében született több mint háromszáz év után először hatalmon levő uralkodó gyermeke Magyarországon. 1890-ben kötött házasságot Ferenc Szalvátor főherceggel, akitől tíz gyermeke született. |

### Trónörökösök hada
Ferenc József családját sok tragédia érte, ami nemcsak egy személy, hanem egy ország tragédiáját is jelentette. Egyetlen fia, Rudolf trónörökös 1889-ben öngyilkosságot követett el a mayerlingi vadászkastélyban, miután megölte szeretőjét, a 17 éves Vetsera Mária bárókisasszonyt. Az uralkodó feleségét, Erzsébetet egy anarchista merénylő, Luigi Lucheni ölte meg Genfben 1898-ban.
Rudolf főherceg halála után az örökösi sorrendben Ferenc József legidősebb testvére következett volna, Ferdinánd Miksa főherceg, akit III. Napóleon francia császár segített Mexikó trónjára, őt azonban 1867-ben Mexikóban a felkelők kivégezték. Neki feleségétől – az özvegységében megőrült Sarolta belga királyi hercegnőtől – nem született gyermeke, így a császár második legidősebb öccse, Károly Lajos főherceg következett, aki 1896-ban bekövetkezett haláláig volt a trón örököse. Ekkor az ő fiai jöttek szóba; először Ferenc Ferdinánd, aki 1914-es meggyilkolásáig maradt a trón örököse. Ferenc József nem volt szívélyes viszonyban a tőle eltérő nézeteket valló unokaöccsével. Amikor vezető katonai körök nyomására a császár bizonyos területeken teret engedett az ifjú Ferdinándnak, ez számos konfliktushoz vezetett. Ferenc József azt sem bocsátotta meg neki, hogy trónörökösként rangon aluli házasságot kötött Chotek Zsófia grófnővel. A császár nyilatkozata, amelyet a szarajevói merénylet után tett, arról tanúskodik, hogy halálukat Isten büntetéseként fogta fel. Ferenc Ferdinánd házasságából két fiúgyermek is született, ők azonban ki voltak zárva a trónöröklésből, mert Ferenc József csak ezzel a feltétellel engedélyezte a szülők morganatikus házasságát. 1914-ben a következő trónörökösre került sor. Ferenc Ferdinánd legidősebb öccse, a „Szép Ottónak” is nevezett Ottó Ferenc főherceg már 1906-ban meghalt, ezért az ő legidősebb fia, Károly főherceg lett a trónörökös. 1916-ban, Ferenc József halálakor ő örökölte a Monarchia trónját.

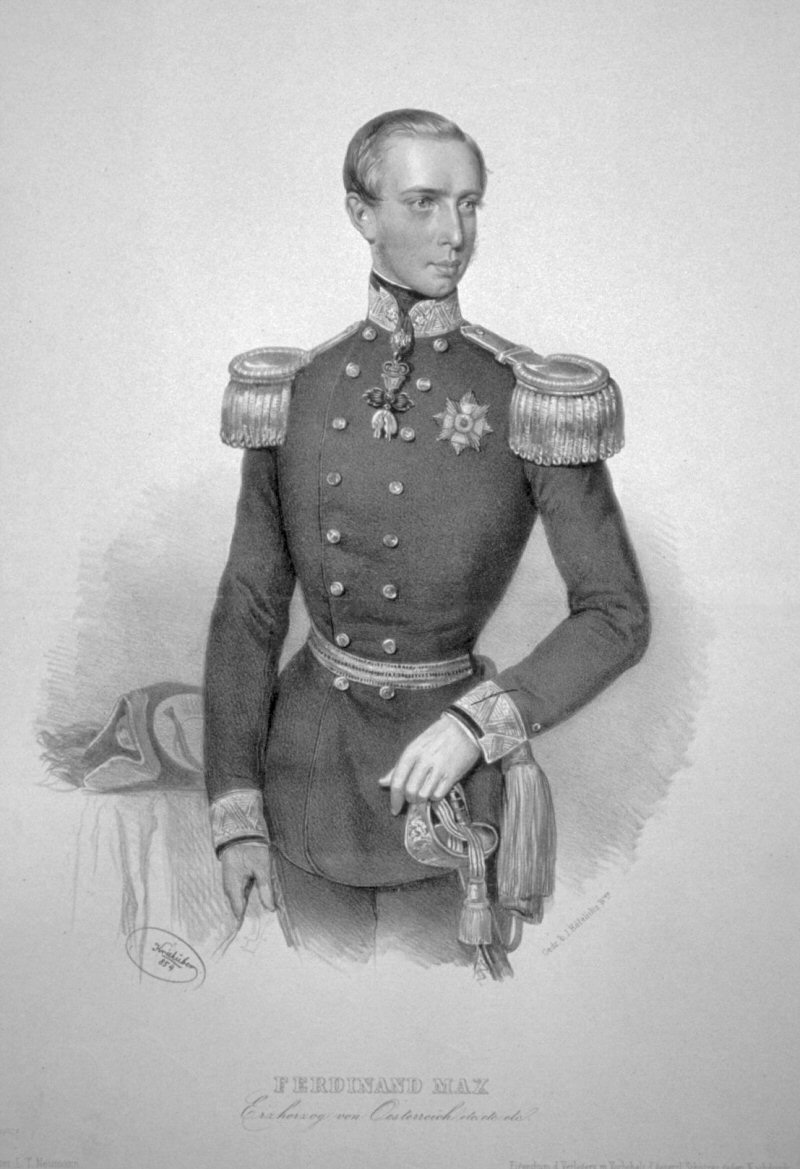
Ferdinánd Miksa főherceg, Ferenc József legidősebb öccse
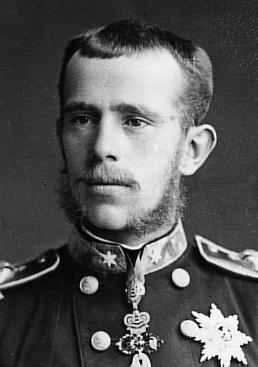
Rudolf trónörökös, a császár egyetlen fia
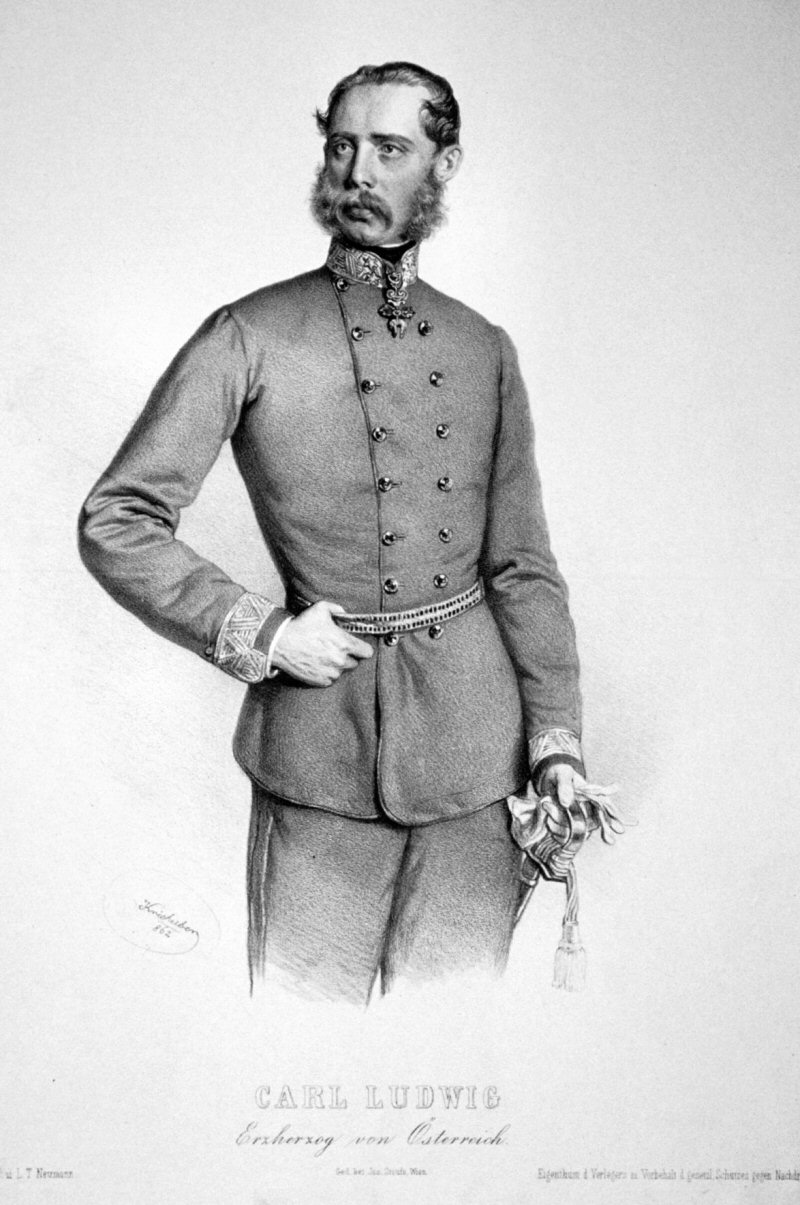
Ferenc József öccse, Károly Lajos főherceg
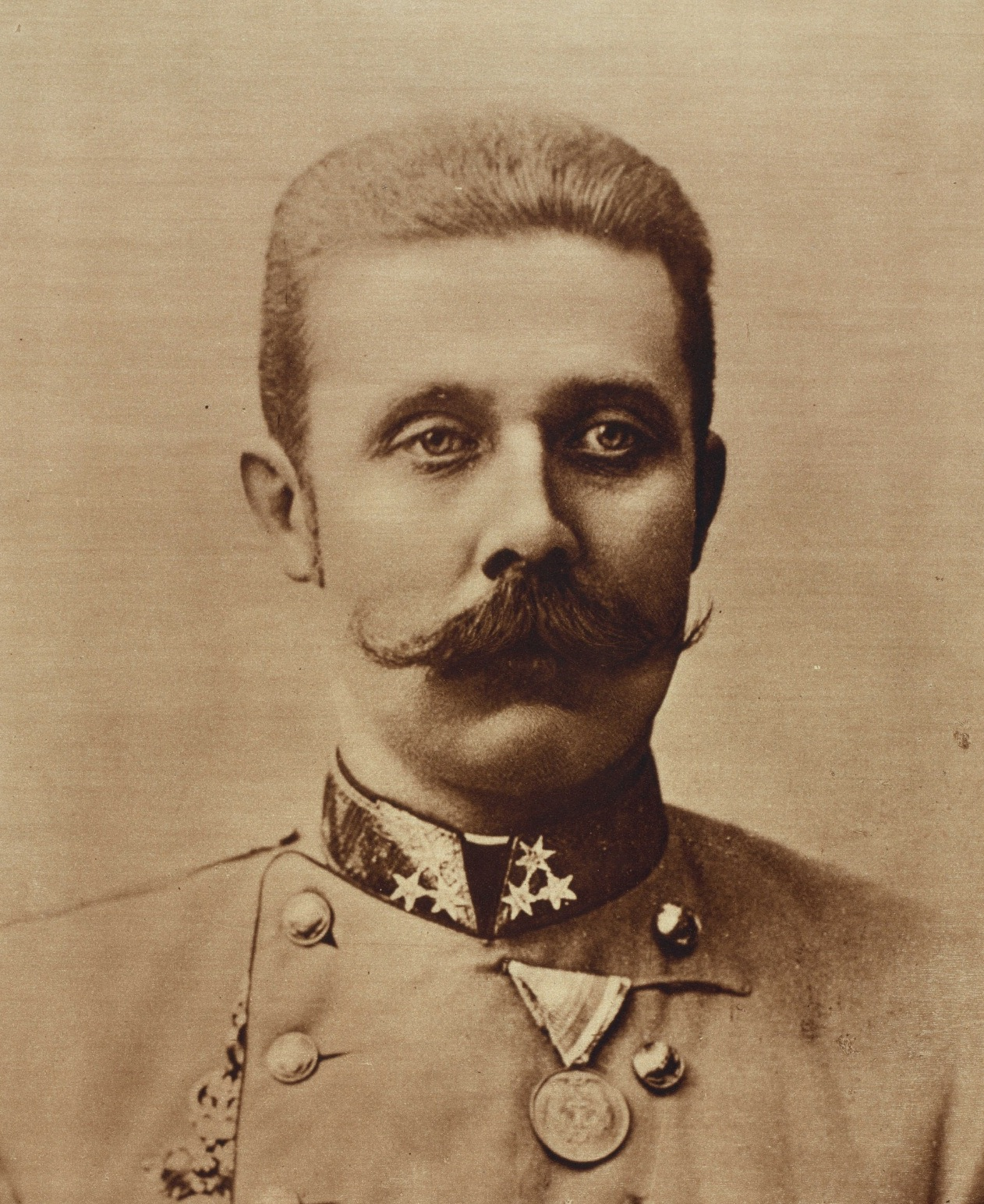
A tragikus sorsú Ferenc Ferdinánd főherceg
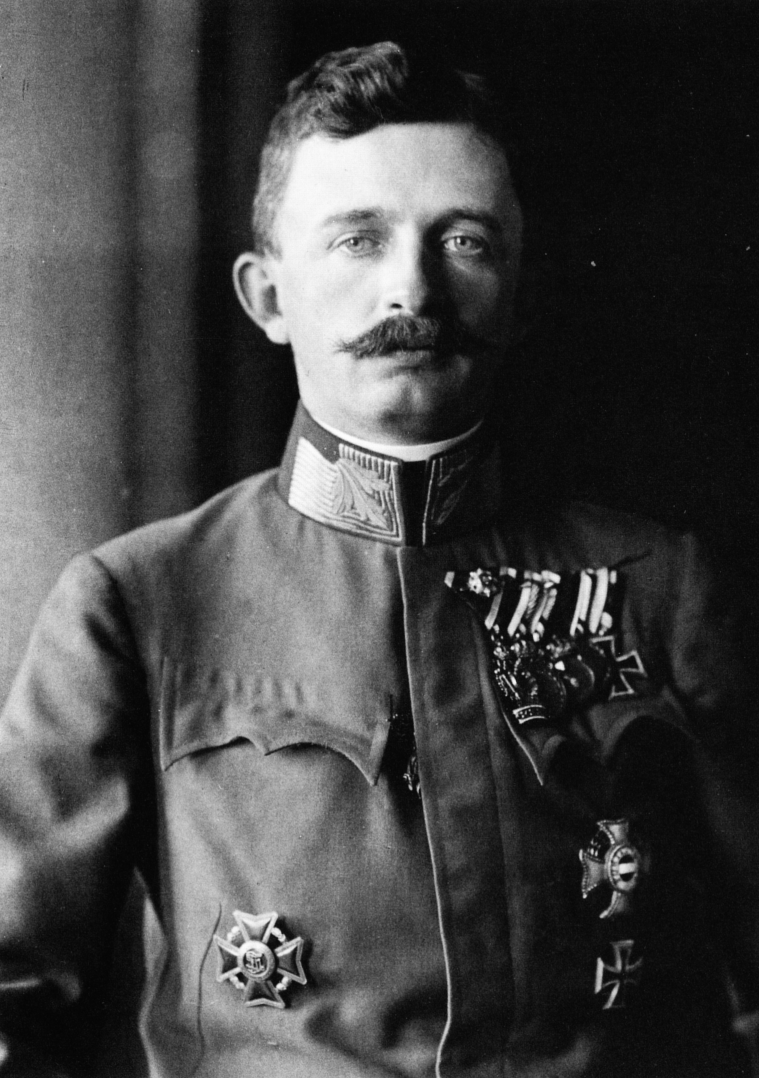
I. (IV.) Károly

### Merényletek

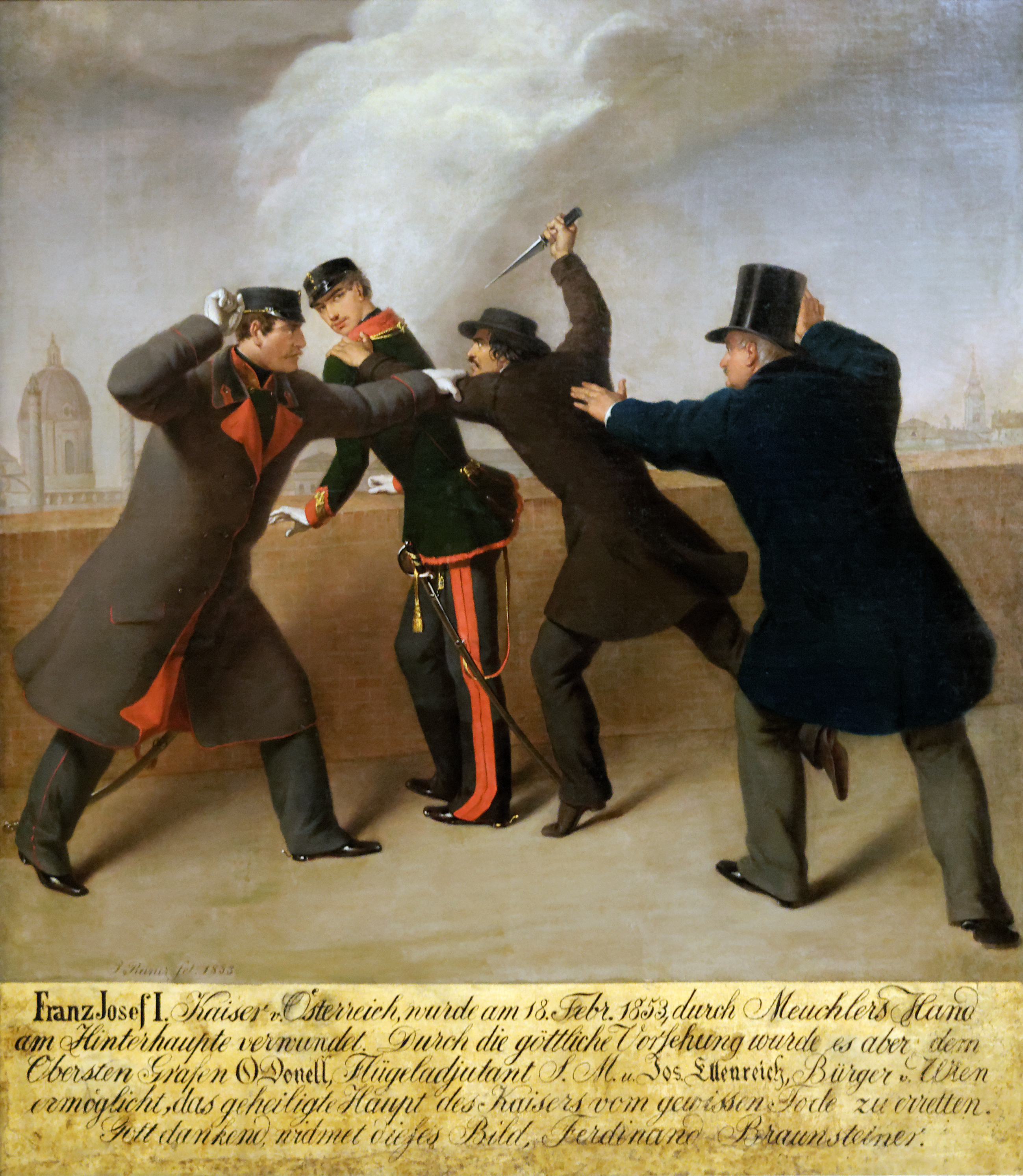
Libényi merénylete Ferenc József ellen

Ferenc József személye ellen hosszú élete során hét merényletet követtek el. Ezek közül az elsőt, 1853-ban Libényi János Fejér vármegyei magyar szabósegéd kísérelte meg.
 1853. február 18-án tört Ferenc József életére, amikor a császár szokásos sétájának útvonalán a Kärtnertor bástyasétányon időzött, amikor kihajolt a bástya mellvédjén, hogy a lent gyakorló katonákat megfigyelje. Ekkor lépett elő Libényi és késével hátulról nyakon szúrta. Kísérlete Maximilian O’Donnel ezredes, szárnysegéd és Josef Ettenreich bécsi mészáros közbelépése miatt meghiúsult, a császár kisebb sérülésekkel megúszta a támadást. Életét azonban nemcsak a gyors közbelépésnek köszönhette, ugyanis Libényi késével a kemény zubbonygallért találta el, amin megcsúszott a penge. Ez nagyban hozzájárult a császár életben maradásához. Ferenc József ágynak dőlt, és egy ideig attól kellett tartani, hogy a szeme világát is elveszíti. Libényi merénylete a nyílt ellenállás egyik megnyilvánulása volt.
1910-ben újra merényletet kíséreltek meg ellene. Az idős Ferenc József Bosznia-Hercegovinába látogatott, ahol egy Bogdan Zerajic nevű diák egészen közelről akart rálőni. De mint később mesélte, megilletődött az öregember arcának méltóságától és nem húzta meg a ravaszt. Később, ugyanez a diák megkísérelte lelőni Marijan Varešanint, Bosznia-Hercegovina tartomány kormányzóját, majd maga ellen fordította a fegyvert.

### Ferenc József jelleme és életvitele
Milyen volt Ferenc József? Ferenc József megdöbbentő ember volt, aki senkihez sem hasonlított a világon: se őseihez, akik a császári képtárakban különböző koronákkal a fejükön vagy a kezükben egymás mellett sorakoztak a múlt századokból, se testvéreihez, akik a XIX. században darab ideig vele ugyanazon égboltozat alatt éltek, de balvégzetnél, szinte „habsburgi"-nak nevezett szerencsétlen csillagjárásnál egyebet nem tapasztalhattak Ferenc József állócsillagának környékén, amely állócsillagnak a sugárzását földi és emberi sors, fájdalom, ideje előtt lesújtott halál sem tudta volna elhomályosítani.
Munkabírása, mély vallásossága és uralkodói hivatástudata egyaránt legendás volt. Politikai nézeteit tekintve ókonzervatív, gondolkodását a birodalmi szellem hatotta át, és sosem értette meg a 19. század végének nemzeti mozgalmait. Merevsége ellenére meglepő módon képes volt alapvető változtatásokra, ha meggyőzték arról, hogy a birodalom fenntartása érdekében ez szükséges. Példa erre az 1867-es kiegyezés Magyarországgal, az alkotmányosság elfogadása (bár a hadsereg feletti rendelkezés jogához mindvégig ragaszkodott), vagy az általános választójog bevezetése az osztrák tartományokban 1907. január 26-án.

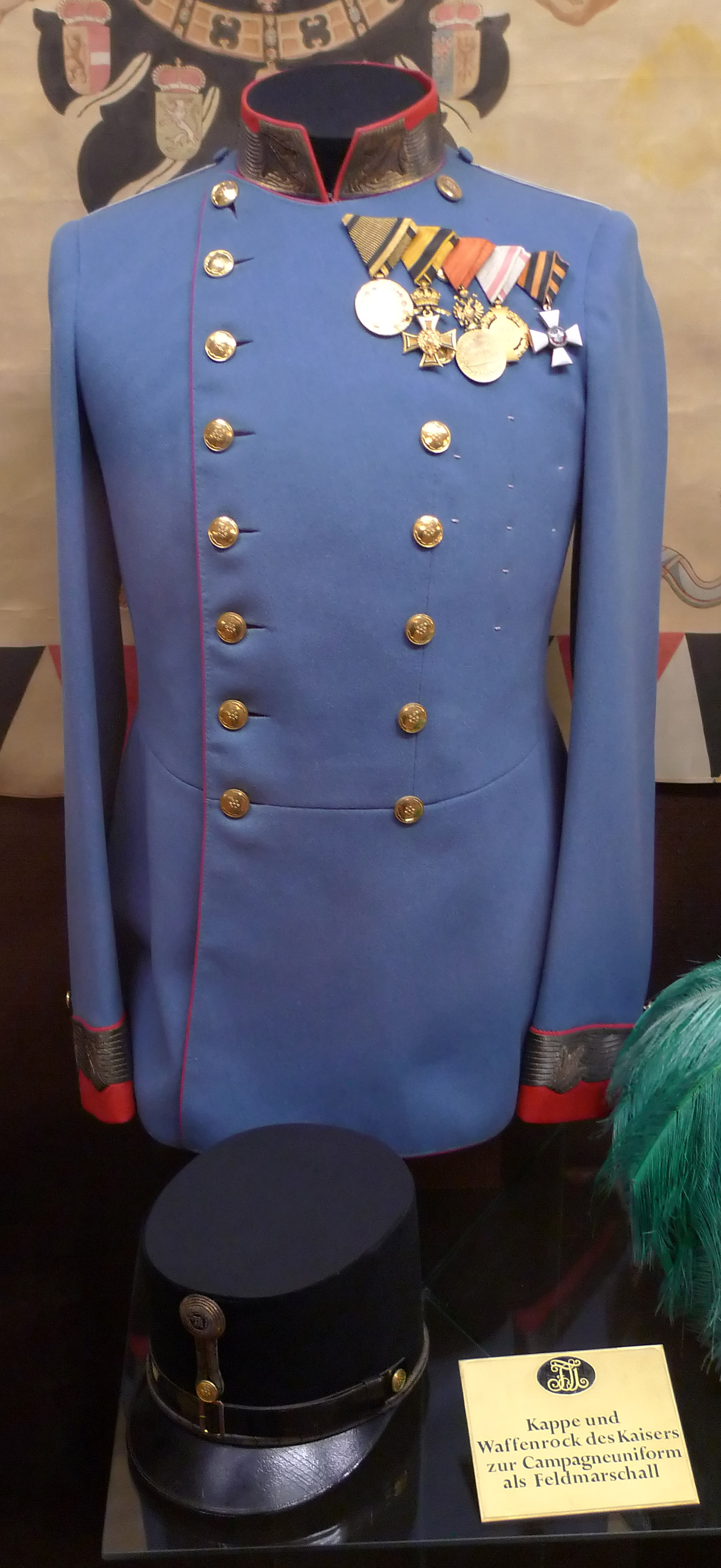
A császár tábori egyenruhája
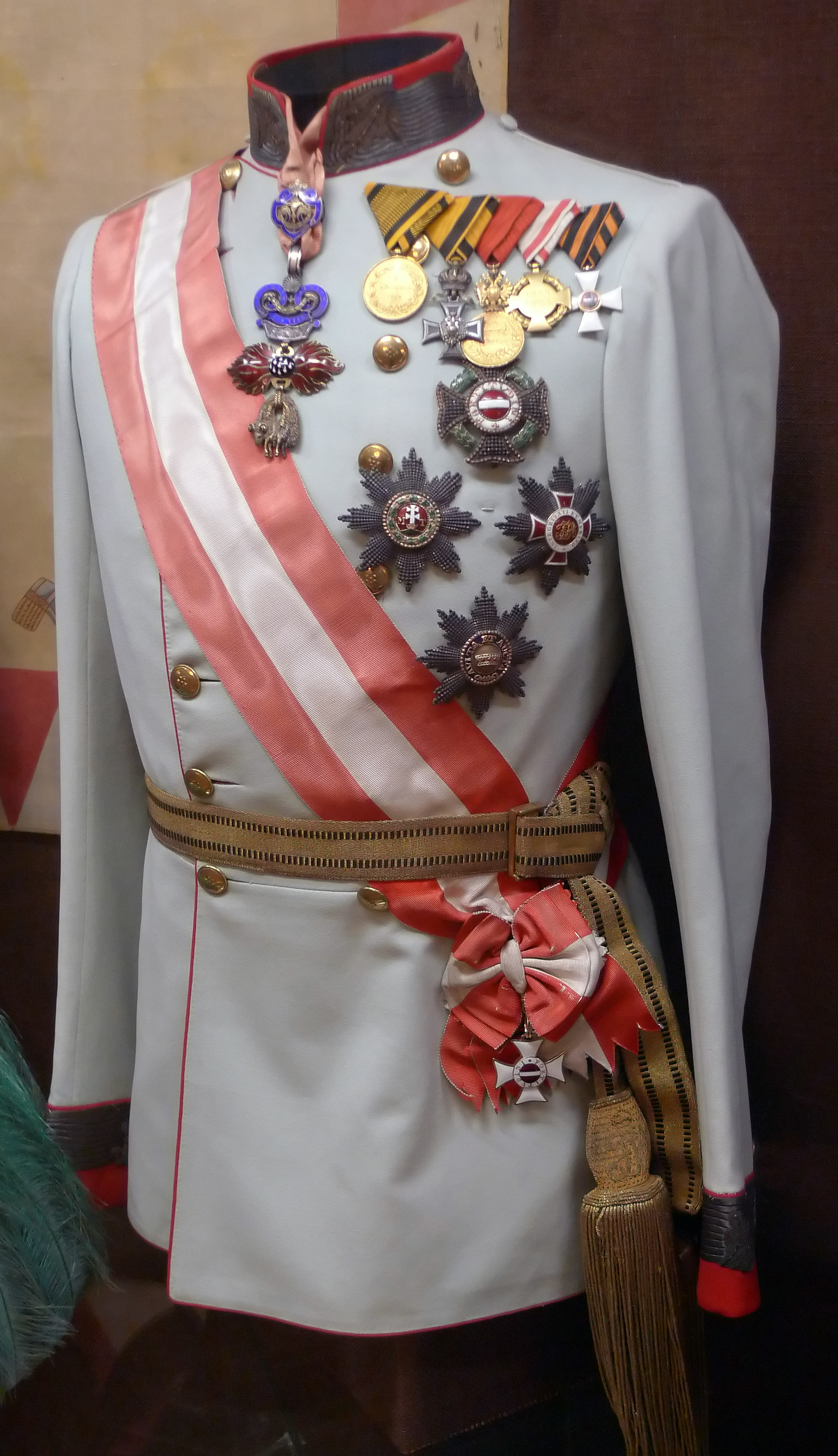
Ferenc József díszegyenruhája
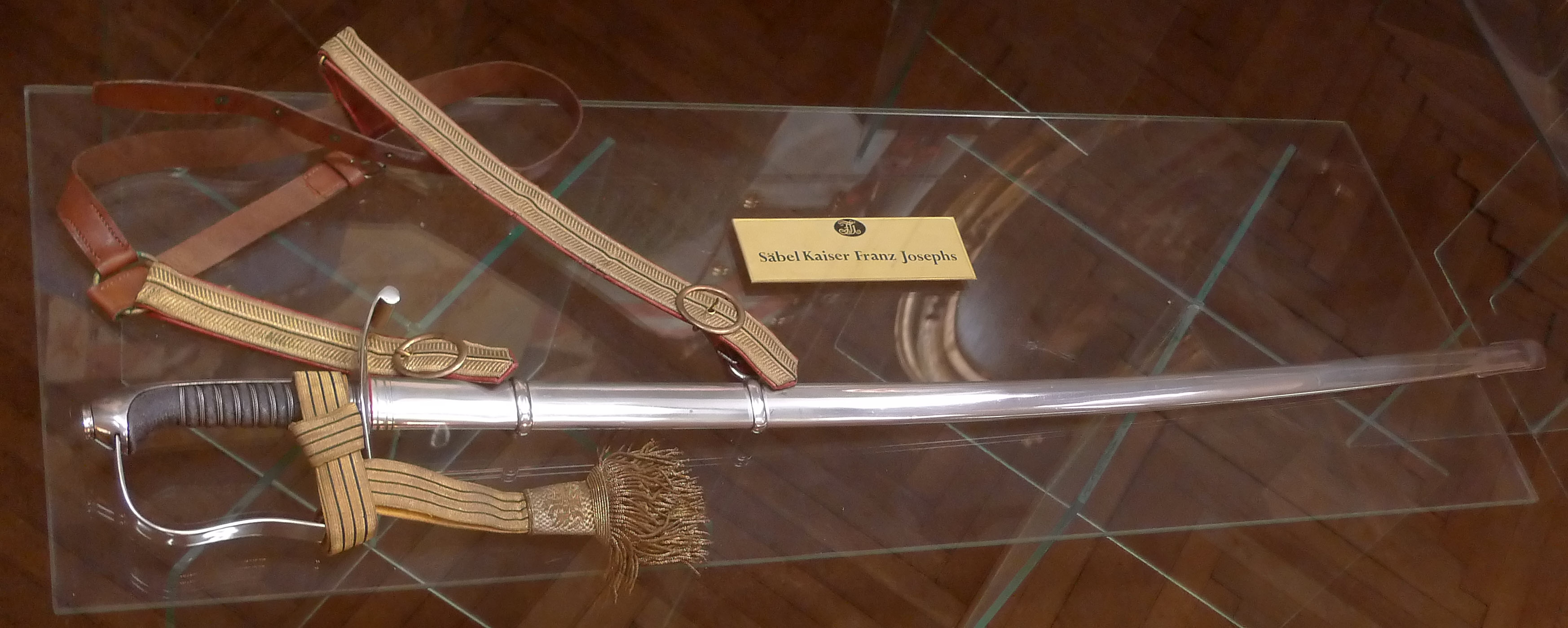
A császár szablyája
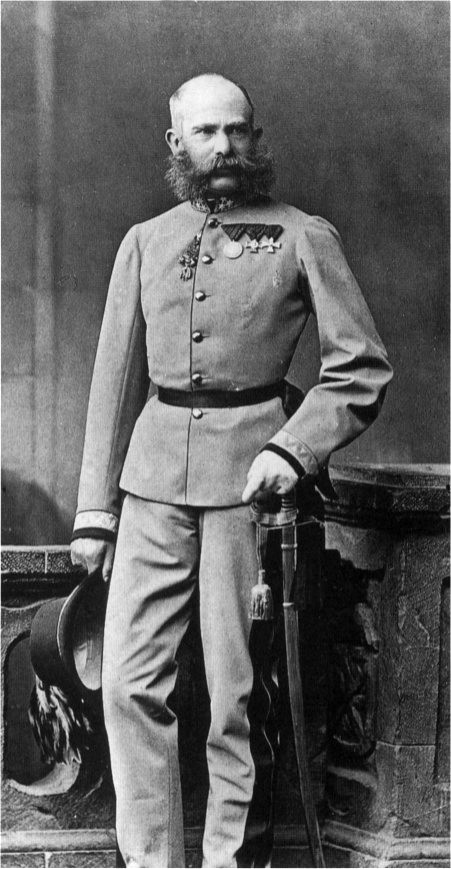
Ferenc József a vadászszázad parancsnoki egyenruhájában
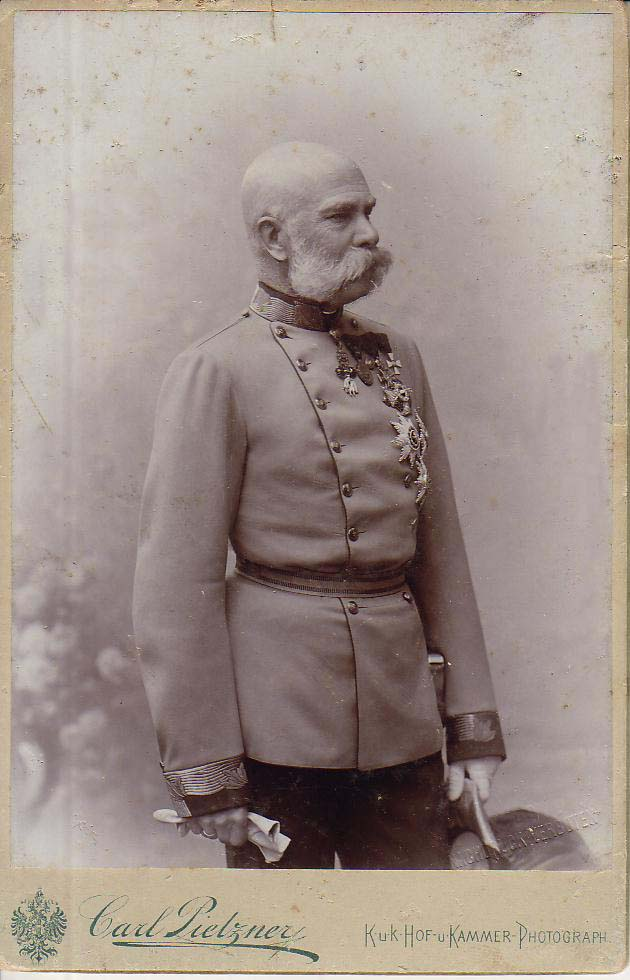
Carl Pietzner fotográfiája

Nevelését vasakaratú édesanyja, Zsófia főhercegné irányította, a gyenge jellemű apa nem volt megfelelő példakép, igazi hatást a katonai oktatók tettek rá. Ferenc József vonzódott a katonás életmódhoz és ruhákhoz (szinte egész életében egyenruhában járt), hadgyakorlatokhoz. A hadsereggel egynek tekintette magát, még a kiegyezés után sem mondott le a hadsereg vezére címről. Általános felkészültségének hiányát és gyenge ítélőképességét az okmányok gondos tanulmányozásával, megbízható emlékezőtehetségével és emberismeretével igyekezett egyensúlyozni. Mindig jól tájékozott volt, követeinek jelentését alaposan tanulmányozta, ezért hivatalnoki kara a pontosság és megbízhatóság mintaképének tartotta. Mivel a külügyeket tekintette különösen magáénak, ezért az az ellen irányított kritikákat, saját személye elleni kritikaként értelmezte. Uralkodása elején tisztelték, de nem volt népszerű, élete végére azonban elismerték a soknemzetű Monarchia egyben tartására irányuló munkáját.
A 18 évesen trónra kerülő Ferenc József nem folytatta tanulmányait, mert ez ellenkezett méltóságával. Erős volt benne a felsőbbrendűség tudata. Ezt jól példázta, hogy ritkán fogott kezet bárkivel, de ha mégis, kizárólag nemesemberrel. Irodájában külön lista volt arra vonatkozóan, hogy kivel tegeződik, ezen a listán kizárólag uralkodóházak tagjai szerepeltek, de családtagjai közül is csak alig 30–40 ember. Szigorúan megkövetelte a sok évszázados spanyol udvari etikett betartását. A polgári személyek kizárólag csak frakkban, fekete mellényben és nyakkendőben léphettek elé, ha sürgősen hívatott valakit, külön jelezte, hogy ezek a formalitások kivételesen elhagyhatók. Formatisztelő hagyományőrzése bizalmatlanná tette az újkor vívmányai iránt. A vasutat még igen, de a gépkocsit vagy a telefont már nem használta, a gépírást is csak hosszú idő után, és csak bizonyos ügyiratokra korlátozva tűrte meg.
Életének utolsó 40–50 évében meghatározott rendszer szerint élt. Nyáron hajnali négy, télen öt órakor kelt, megborotválkozott, majd elfogyasztotta szerény reggelijét, ami általában egy pohár tej volt. Ezután hét óráig leveleket írt vagy az előző napról megmaradt ügyekkel foglalkozott. Hét órakor kérte a kabinetirodák, a császári titkárságok és a hadsereg által aznapra előkészített felterjesztéseket, majd 10 óráig megjegyzésekkel gondosan ellátva visszaküldte azokat. Ezután fogadta a főhadsegédjét, a kabinetfőnököket és másokat, majd átfutotta az általa olvasásra méltónak ítélt egyetlen sajtóterméket, a hivatalos osztrák kormánylapot, a Fremdenblattot.
Ha a kérelmezők meghallgatásával végzett 12 óra előtt, valamint az időjárás is engedte, rövid sétát tett a Burg egyik kertjében. Délben elfogyasztotta ebédjét, mely tésztafélékből és húsételekből (pénteken a böjt miatt halból) állt. Kedvelte a császármorzsát, amit róla neveztek el. Spattenbrau sört, vagy tokaji bort fogyasztott.
Ebédje után tartotta a hivatalos kihallgatásokat, ahol minisztereket, főhercegeket és katonai parancsnokokat fogadott. Három óra körül intézte el a délutáni postát, elolvasta a kivonatolt újságjelentéseket és a kevésbé fontos katonai és polgári előterjesztéseket. Öt órakor megvacsorázott (estebédelt), előtte, ha maradt ideje, a schönbrunni kastély parkjában sétált.
A kora esti étkezés után elolvasta a Fremdenblatt esti számát, majd az esetleg elmaradt ügyekkel foglalkozott, végül nyáron 8, télen 9 óra tájban nyugovóra tért. Minden hétfőn és csütörtökön általános kihallgatásokat tartott. Ha távol maradt a hivatali élettől, Bad Ischlben pihent. Itt hódolhatott kedvenc szenvedélyének, a vadászatnak is.

### Halála, temetése

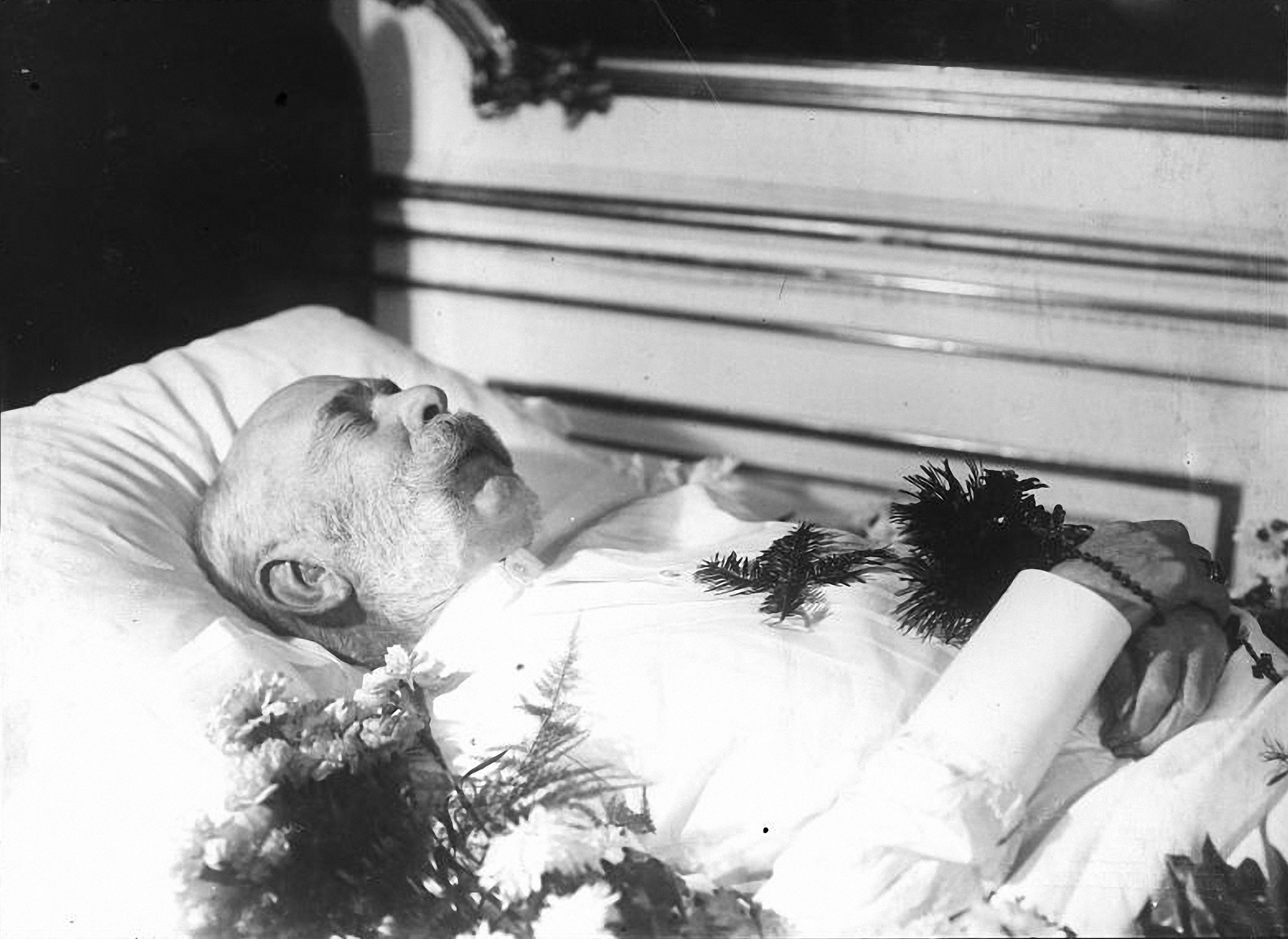
A császár a ravatalon

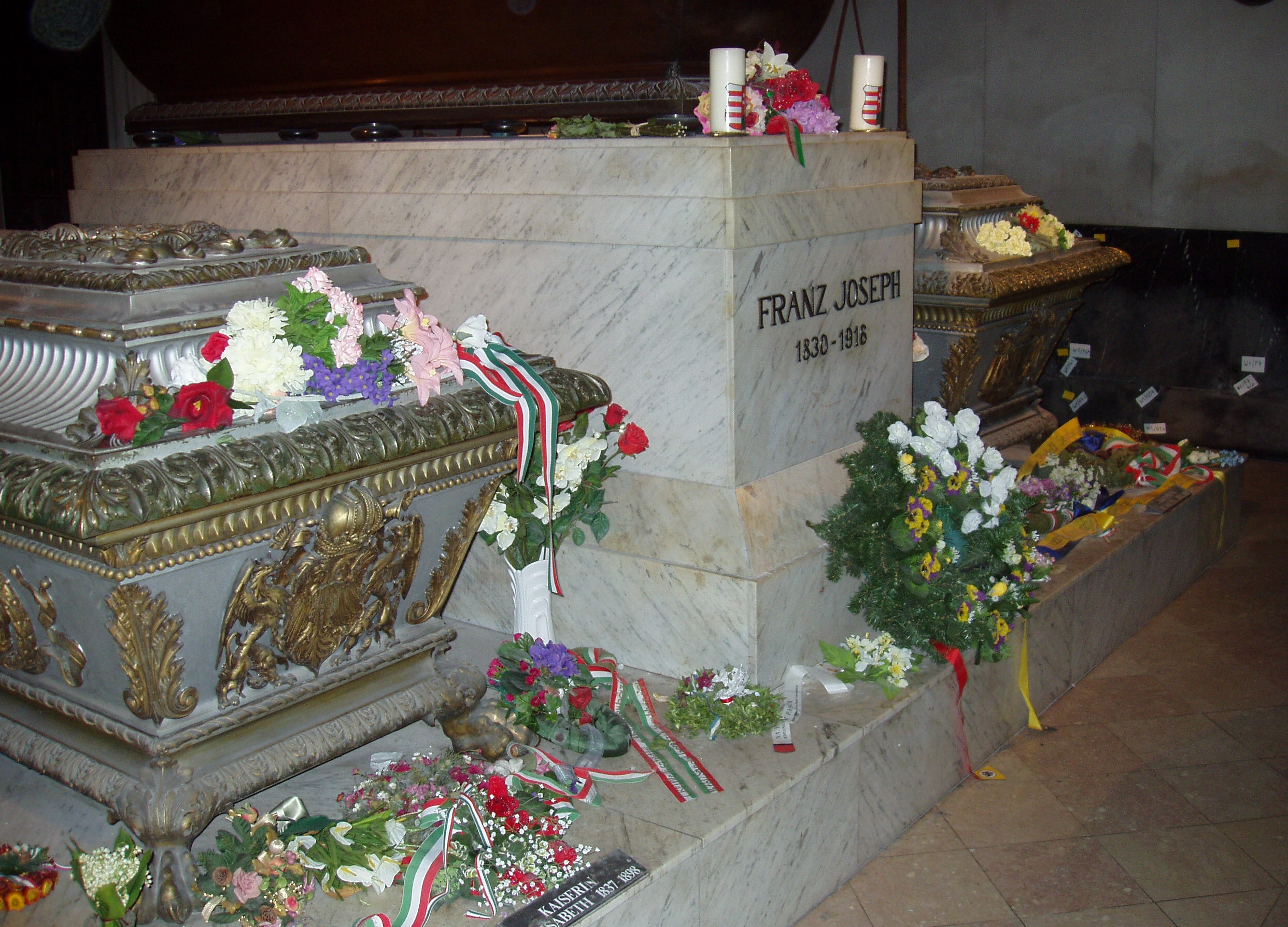
Ferenc József sírja a bécsi kapucinusok sírboltjában, mellette Erzsébet királyné és Rudolf trónörökös sírja

Ferenc József halála idős korából fakadóan nem jelentett váratlan hírt. 1916. november 20-án heveny rosszullétre panaszkodott; légcsőhurut-gyulladásából tüdőgyulladás lett, de az öregemberként is makacs uralkodó orvosai kérlelésére sem volt hajlandó felhagyni a megszokott, rutinszerűvé vált munkával. Halálának napján, november 21-én hajnalban 38,1 °C-os láza ellenére már fél négykor íróasztalánál ült. Ebéd után már 39,5 fokos lázat mértek, de dolgozott tovább, rendületlenül. Este hétkor ágyba fektették a már méltatlankodni is alig képes, nagybeteg császárt. Álmában halt meg, este kilenc után öt perccel, 86 éves korában.
A császári kriptában helyezték örök nyugalomra, fia és felesége mellé.
A korabeli magyar lapok megemlékezései egy kivétellel dicsőítették az elhunyt uralkodót. A kivétel a Népszava volt, amelynek kritikus cikkeit a cenzúra már megjelenés előtt betiltotta, így a Ferenc József haláláról szóló cikkből csupán egyetlen mondat maradhatott meg, a címe.
A magyar szabadkőművesség Kossuth-kultusza (Kossuth amerikai útja során szabadkőműves lett) ellenére magasztalta halálakor Ferenc Józsefet, Gyászmunkát (gyászünnepélyt) tartottak emlékére 1916. november 30-án, a király temetése napján este, amelyen a gyászbeszédekben a legmagasabb fokú szabadkőműves elismerésképpen "kötény nélküli szabadkőművesnek" nevezték az uralkodót. Ekkor mondta el Kosztolányi Dezső frissen avatott páholytagként híres "Láncvers" című szabadkőműves költeményét.
A temetéssel járó megnövekedett forgalom közvetett következménye lett a herceghalmi vasúti baleset.

## Címei
Ő császári és apostoli királyi felsége I. Ferenc József, Isten kedvező kegyelméből Ausztria császára, Magyarország, Csehország, Dalmácia, Horvátország, Szlavónia, Galícia, Ladoméria, Ráma, Szerbia, Kunország és Bulgária apostoli, valamint Illíria, Jeruzsálem stb. királya; Ausztria főhercege, Toscana és Krakkó nagyhercege, Lotaringia, Salzburg, Stájerország, Karintia, Krajna és Bukovina hercege; Erdély nagyfejedelme; Morvaország őrgrófja, Felső- és Alsó-Szilézia, Modena, Parma, Piacenza, Guastalla, Auschwitz és Zator, Teschen, Friaul, Ragusa és Zára stb. hercege; Habsburg, Tirol, Kyburg, Görz és Gradiska hercegesített grófja; Trient és Brixen fejedelme; Felső- és Alsó-Lausitz és Isztria őrgrófja; Hohenembs, Feldkirch, Bregenz, Sonnenberg stb. grófja; Trieszt, Cattaro és a Vend határvidék ura stb.

## Emléke

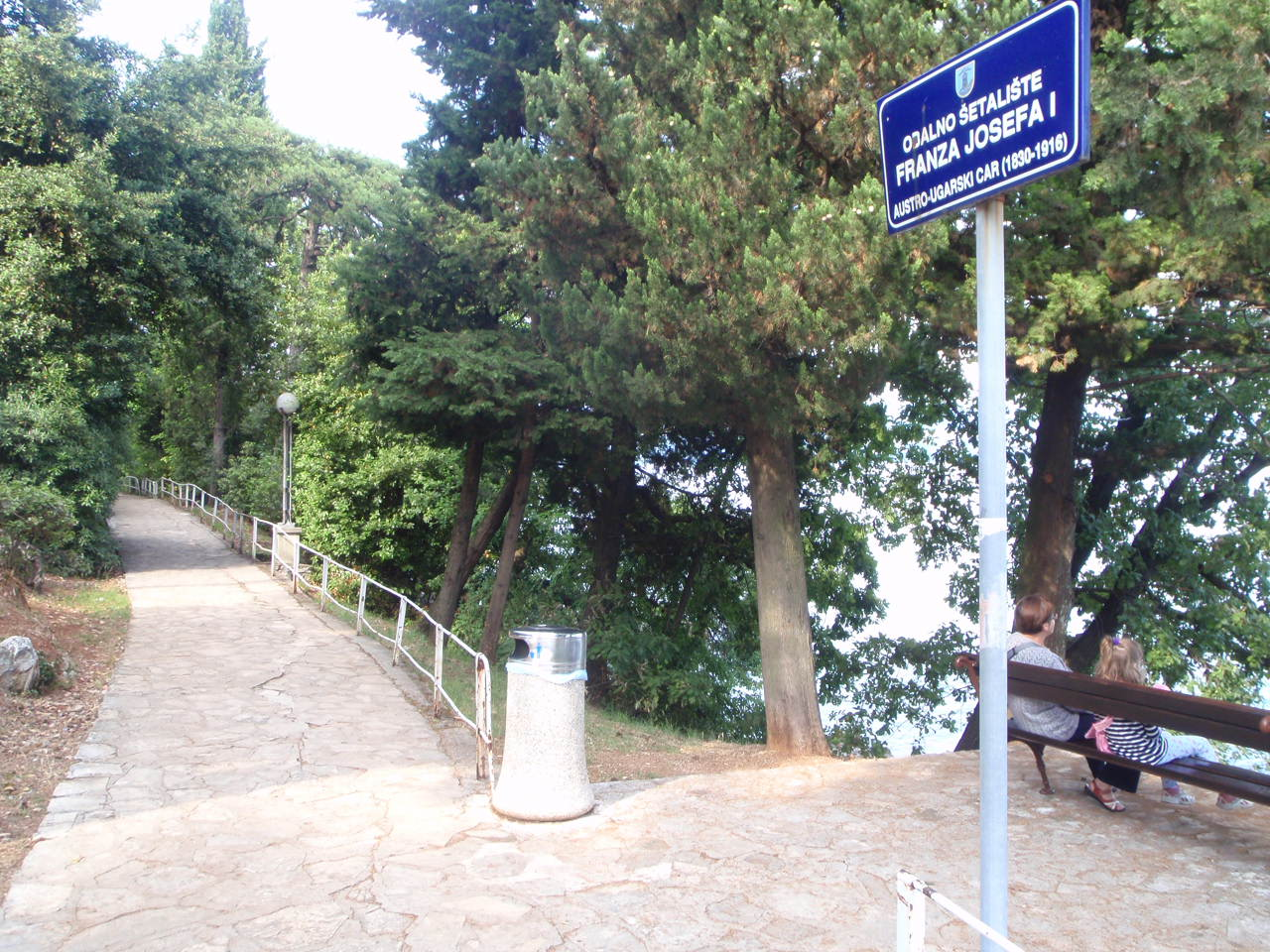
I. Ferenc József sétány (Opatija)

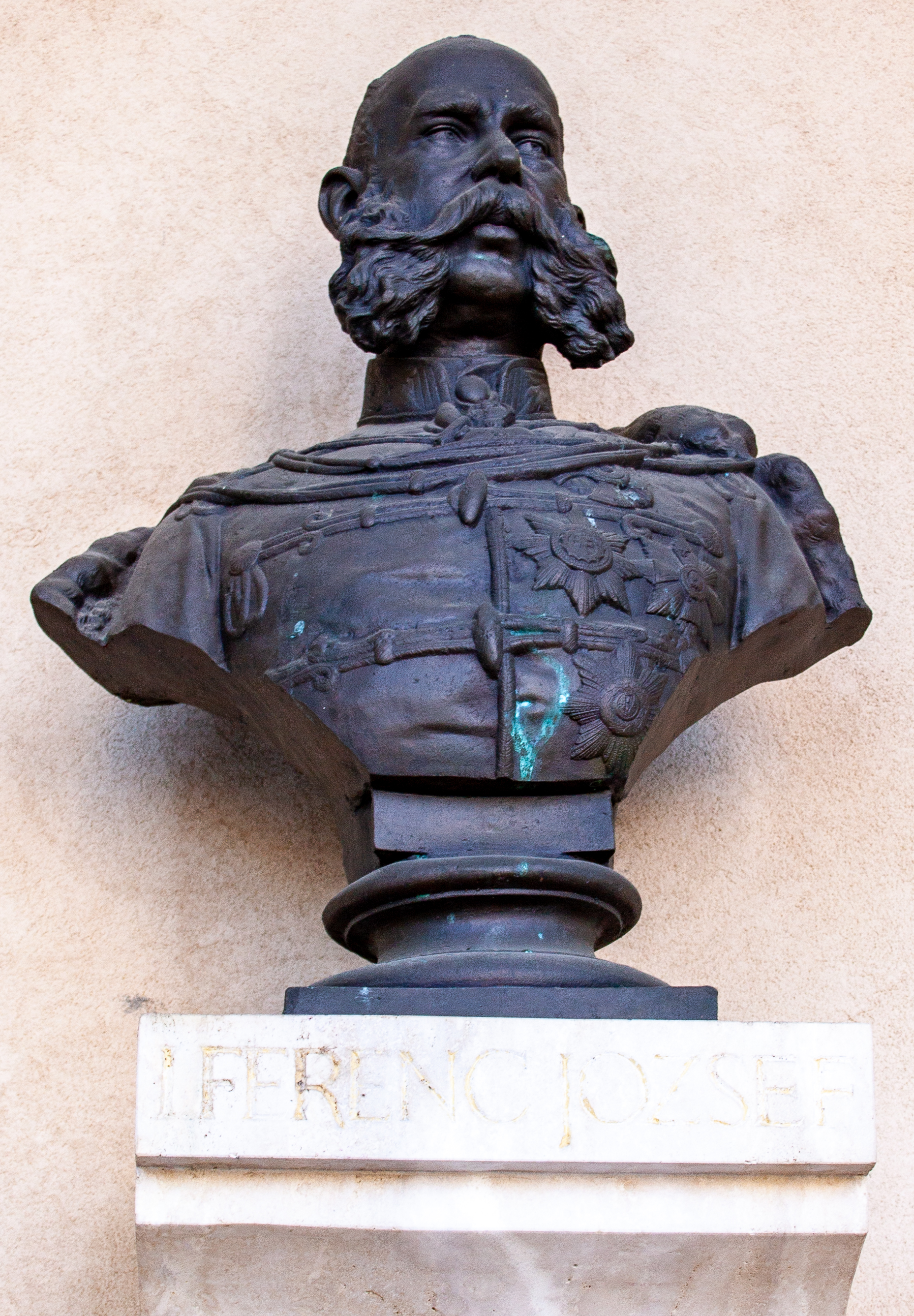
Mellszobra a szegedi Dóm téren

- Az 1848/49-ben alapított Ferenc József-rend a nevét viseli.
- 1872-ben megalapította a Ferenc József Tudományegyetemet, Kolozsvárott, amely később Szegedre költözött, ma Szegedi Tudományegyetem néven működik.
- Az 1873-as osztrák–magyar északi-sarki expedíció során felfedezett új földrészt Ferenc Józsefről nevezték el.
- 1871 és 1875 között megépítették a Ferenc József-öntözőcsatornát (ma Mali kanal) Sztapártól Újvidékig.
- 1896-ban adták át Budapest harmadik Duna-hídját, a Ferenc József hidat, mely ma Szabadság híd néven ismert.
- A 19–20. század divatos szalonkabátját is utána nevezték „ferencjóskának”.
- Opatija és Lovran között 12 km-es tengerparti sétány viseli a nevét.

## Trónörökösök
| Név                             | Született           | Elhunyt                      | Trónörökös                            | Megjegyzés |
| ------------------------------- | ------------------- | ---------------------------- | ------------------------------------- | --- |
| Ferdinánd Miksa József főherceg | 1832. július 6.     | 1867. június 19. (34 évesen) | 1848. december 2.–1858. augusztus 21. | I. Miksa néven 1864-től Mexikó császára. Ferenc József öccse, Rudolf születéséig a trón örököse. |
| Rudolf főherceg                 | 1858. augusztus 21. | 1889. január 30. (30 évesen) | 1858. augusztus 21.–1889. január 30.  | Ferenc József fia. Mayerlingi öngyilkosságáig trónörökös. |
| Károly Lajos főherceg           | 1833. július 30.    | 1896. május 19. (62 évesen)  | 1889. január 30.–1896. május 19.      | Ferenc József öccse, Rudolf koronaherceg öngyilkossága miatt lett a trón örököse. |
| Ferenc Ferdinánd főherceg       | 1863. július 18.    | 1914. június 28. (50 évesen) | 1896. május 19.–1914. június 28.      | Károly Lajos fia. Apja halála után a trón várományosa. Merénylet áldozata lett Szarajevóban. |
| Károly főherceg                 | 1887. augusztus 17. | 1922. április 1. (34 évesen) | 1914. június 28.–1916. november 21.   | Károly Lajos unokája. Apja, Ottó főherceg 1906-ban bekövetkezett halála és Ferenc Ferdinánd meggyilkolása miatt lett trónörökös. 1916-ban, Ferenc József halálával I. Károly néven osztrák császár, IV. Károly néven magyar király lett. |

## Bibliográfia
- Angyal Dávid: Az ifjú Ferenc József. Franklin, Budapest, 1932
- Az áttörés kora. Bécs és Budapest a historizmus és az avantgárd között 1873–1920. Szerk.: F. Dózsa Katalin, BTM, Budapest, 2004. I–II. köt.
- Bencze László: Bosznia és Hercegovina okkupációja 1878-ban. Akadémiai, Budapest, 1987
- Bencze László: Königgrätz: a testvérháború vége. Zrínyi, Budapest, 1991
- Bencze László: Solferino (Hadtörténelmi levéltári kiadványok.) HL, Budapest, 2001
- Bencze László: Uralkodók, főrangúak, katonák. (Hadtörténelmi levéltári kiadványok.) HL, Budapest, 2001
- Berzeviczy Albert: Az absolutismus kora Magyarországon. 1849-1865. Franklin-társulat, Budapest, 1922–1937. I–IV. köt.
- Borovi Dániel – Vér Eszter Virág (s. a. r.): Drága Rudolf – Ferenc József és Sisi levelei fiukhoz. (ford.: Nyizsnyánszki Ferenc) Budapest, Szépmíves Könyvek, 2020
- Borovi Dániel: Habsburg reprezentáció Magyarországon a XIX. század második felében. Ferenc József és Erzsébet magyarországi portréi (Szakdolgozat) ELTE BTK Művészettörténeti Intézet, Budapest, 2006
- Borovi Dániel: „Hát még semmi sincs a vásznon?” Fotóhasználat Ferenc József és Erzsébet magyarországi portréin. Fotóművészet 2012 (55. évf.) 2. sz. 2-11.
- Cachée, Josef – Praschl-Bicher, Gabrielle: „…Önöknek persze könnyű, beülhetnek egy kávéházba…” Ferenc József magánélete (ford: Simon László) GABO, Budapest, 1998
- Cieger András: Alkotmányosság és hazafiság. Magyar Szemle 2009 (18. évf.) 11-12. sz. 43-66.
- Cieger András: Alkotmányosság és nemzeti identitás – a magyar történelem kontextusában. In.: Kötőerők. Az identitás történetének térbeli keretei. Szerk.: Cieger András. Atelier Francia-Magyar Társadalomtudományi Központ, Budapest, 2009. 47-86.
- Cieger András: „Királyi demokrácia”. Szabadságjogok a magyar liberálisok reformterveiben 1867 után. Aetas 2009. (24. évf.) 3. sz. 55-82.
- Cieger András: Megbocsátás, elhallgatás, együttműködés. Az 1867-es rendszerváltás és a múlt öröksége. In.: Identitásaink és (el)hallgatásaink a XXI. Század Intézet évkönyve. Szerk.: Fricz Tamás – Lánczi András, XXI. Század Intézet, Budapest, 2011. 27-42.
- Cieger András: Politikai korrupció a Monarchia Magyarországán. Napvilág, Budapest, 2011
- Cieger András: Társasági élet „hivatalból”. A politika szereplői által rendezett társaséleti események Budapesten a dualizmus korában. Budapesti Negyed 2004. tél, 46. sz. 313-330.
- Corti Egon Cäsar: Erzsébet. Révai, Budapest, 1935
- Csapó Csaba: Ferenc József magyarországi vadászatai. In.: Dorog és a tudományok. Kutatók almanachja. (Dorogi füzetek 38.) Szerk.: Kovács Lajos. DVBE, Dorog, 2010. 39-45.
- Csapó Csaba: Ferenc József személyi védelme a dualizmus kori Magyarországon. Belügyi Szemle 2012 (60. évf.) 2. sz. 119-127.
- Csapó Csaba – Parádi József: Az államfő magyarországi védelme az Osztrák-Magyar Monarchiában. Rendvédelem Történeti Füzetek 2012. 26. sz.
- Csapó Csaba: „… a királyi család még mindig népszerűtlen a magyarok körében…” Új Forrás 2009. (41. évf.) 7. sz. 34-43.
- Csapó Csaba: A koronázás jubileuma. In.: História mezején. A 19. század emlékezete. Szerk.: Deák Ágnes – Völgyesi Orsolya. Szeged, Csongrád Megyei Levéltár, 2011. 287-297.
- Csapó Csaba: Uralkodói hétköznapok. In: Historia critica. Tanulmányok az Eötvös Loránd Tudományegyetem Bölcsészettudományi Karának Történeti Intézetéből. (Publicationes Instituti Historici Universitatis Budapestinensis de Rolando Eötvös nominatae; 1.) Szerk.: Manhercz Orsolya. ELTE Eötvös Kiadó, Budapest, 2014. 257-262.
- Császár és király. Történelmi utazás: Ausztria és Magyarország 1526–1918. (Kiállítás az Osztrák Nemzeti Könyvtár Dísztermében. 2001. március 8-május 1.) Szerk.: Fazekas István – Ujvári Gábor. Collegium Hungaricum, Bécs, 2001
- Cséfalvay Pál: Az esztergomi bazilika felszentelési szertartásának előkészületei és az ünnep. In.: Miscellanea Ecclesiae Strigoniensis III. Emlékkönyv az esztergomi bazilika felszentelésének 150. évfordulója alkalmából. Szerk.: Beke Margit. Budapest, 2006. 75–72.
- Deák Ágnes: „…Franz Josef der Kaiser ist gekommen”. In.: Wiener Archivforschungen: Festschrift für den Archivdelegierten István Fazekas. (Publikationen der ungarischen Geschichtsforschung in Wien; 10.) Hrsg.: Cziráki Zsuzsanna – Fundárková Anna – Peres Zsuzsanna (et al.) MNL, Bécs, 2014. 355-361.
- Deák Ágnes: A koronás Wargha. Egy kettős ügynök Kossuth és a császári rendőrség szolgálatában. Akadémiai, Budapest, 2010
- Diószegi István: Az Osztrák-Magyar Monarchia külpolitikája 1867-1918. Vince, Budapest, 2001
- Eckhart Ferenc: Ferenc József és a Kossuth-kultusz. Magyar Szemle, 1927. december. 370-378.
- Az első világháború (Nemzet és emlékezet 10.) Szerk.: Szabó Dániel) Osiris, Budapest, 2009
- Erzsébet, a magyarok királynéja. (Kiállítás a Magyar Nemzeti Múzeumban 1992. május 18. – 1993. január 15.) Szerk.: F. Dózsa Katalin. MNM, Budapest, 1992
- Erzsébet a magyarok királynéja.(Kiállítás az Osztrák Kultúra Múzeumában). Szerk.: Cennerné Wilhelmb Gizella, Böchlau, Eisenstadt, 1991
- Faludi Ildikó: A Gödöllői Királyi Kastélymúzeum (Kiállítási katalógus). Gödöllő, 1998 (második, bővített kiadás)
- Farbaky Péter: A Budai Királyi Palota a historizmus korában. (Ybl Miklós és Hauszmann Alajos átépítési terveinek fejlődése és kapcsolata.) In.: Tanulmányok Budapest múltjából XXIX. Szerk. F. Dózsa Katalin – Szvoboda Dománszky Gabriella. Budapest, BTM, 2001. 241–266.
- Farkas József: A gödöllői koronauradalom felügyelete és igazgatása a dualizmus idején. Levéltári Szemle 2004. (54. évf.) 3. sz. 20-38.
- Farkas Zsuzsa: Ki fényképezhette a királyt? Fotóművészet 2010. (53. évf.) 3. sz. 114-120.
- F. Dózsa Katalin: Megértő feleség és szenvedélyes anya. In.: Erzsébet a magyarok királynéja. Szerk.: Rácz Árpád. Budapest, Rubicon, 2001. 64-77.
- F. Dózsa Katalin: A társasági élet szerepe a XIX. században Budapest világvárossá válásában. In.: Tanulmányok Budapest Múltjából XXVIII. Szerk.: Szvoboda Dománszky Gabriella. Budapest, BTM, 1999. 303-317.
- F. Dózsa Katalin: Az udvari díszruha története. In.: Tanulmányok Budapest Múltjából XXIX. szerk.: F. Dózsa Katalin – Szvoboda Dománszky Gabriella. Budapest, BTM, 2005. 95-103.
- F. Dózsa Katalin – Vér Eszter Virág: Erzsébet királyné mítosza. (Kiállítás a Gödöllői Királyi Kastélyban az Erzsébet Királyné Emlékév alkalmával 2007. június 7 – szeptember 30.). Budapest, Rubicon, 2007
- Ferenc József, a rendíthetetlen. Titánia lovagjai III. (Időszaki kiállítás a Gödöllői Királyi Kastély Múzeumában 2014. május 30 – szeptember 28.) Szerk.: Faludi Ildikó. Gödöllő, Gödöllői Kir. Kastély Közhasznú Nonprofit Kft., 2014
- Forradalom után, kiegyezés előtt. A magyar polgárosodás az abszolutizmus korában. Szerk.: Németh G. Béla. Budapest, Gondolat, 1988
- Frisnyák Zsuzsa: Fejezetek az udvari és a kormányzati utazások történetéből. Budapest, 2000
- Fülemile Ágnes: Királyok nemzeti viseletben. (Példák a nemzeti elemek megjelenésére a 19. századi európai udvari öltözködésben.) In.: Társadalomnéprajzi Tanulmányok. (A Magyar Tudományos Akadémia Néprajzi Kutatóintézetének évkönyve XIX.) Szerk.: Szilágyi Miklós. Budapest, 1998
- Galántai József: A Habsburg-Monarchia alkonya. Osztrák-Magyar Dualizmus 1867–1918. Budapest, 1985
- Galántai József: Szarajevótól a háborúig. 1914. július. Budapest, Kossuth, 1975
- Gerő András: Dualizmusok. A Monarchia Magyarországa. Budapest, ÚMK, 2010
- Gerő András: Az elsöprő kisebbség. Népképviselet a Monarchia Magyarországán. Budapest, Gondolat, 1988
- Gerő András: Ferenc József, a magyarok királya. Budapest, Pannonica, 1999
- Gerő András: Képzelt történelem. Fejezetek a magyar szimbolikus politika XIX-XX. századi történetéből. Budapest, PolgART, 2004
- Gerő András: A királyné szerepe. A magyarok és Erzsébet. Rubicon 1999. (10. évf.) 9-10. sz. 49-51.
- Gerő András: Koronás kispolgár. Egy uralkodó mindennapjai. Rubicon 1992. (3. évf.) 1. sz. 20-23.
- Gerő András: Kossuth Lajos és Ferenc József. Rubicon 2002 (13. évf.) 8. sz. 46-52.
- Gerő András: Magyar polgárosodás. Budapest, Atlantisz, 1993
- Gerő András: Merénylettől hadüzenetig: A béke utolsó hónapja a Monarchia Magyarországán (1914. június 28-július 28.). Budapest, Habsburg Történeti Intézet, 2014
- Glässer Norbert: Dinasztikus és nemzeti kultuszok a magyar nyelvű budapesti orthodox zsidó sajtóban (1892–1944). In: Pro Scientia Aranyérmesek XI. Konferenciája (Szeged, 2012. november 8-10). Szerk.: Szőllősi László. Budapest, Pro Scientia Aranyérmesek Társasága, 2013. 243-247.
- Gonda Imre, Niederhauser Emil. A Habsburgok. Egy európai jelenség, 2. kiadás, Budapest: Gondolat Kiadó (1978). ISBN 963-280-714-6
- Habsburg-Lexikon. Szerk.: Hamann, Brigitte. Budapest, Új Géniusz, 1990
- Hamann, Brigitte: Erzsébet királyné. (Ford.: Kajtár Mária.) Budapest, Árkádia, 1988
- Hamann, Brigitte: Rudolf. A trónörökös és lázadó. (Ford.: R. Szilágyi Éva) Budapest, Európa, 1990
- Hanák Péter: 1867 – európai térben és időben. (História Könyvtár. Monográfiák; 18.) S. a. r.: Somogyi Éva. Budapest, História – MTA Történettudományi Intézete, 2001
- Hanák Péter: Ferenc József hálószobája. Budapesti Negyed 1998. tél 4. sz. 177-183.[halott link]
- Hanák Péter: 1898 – A nemzeti és az állampatrióta értékrend frontális ütközése a Monarchiában. In: Uő.: Kert és műhely. Budapest, Balassi, 1999. 88-100.
- Heiszler Vilmos: Birodalmi és nemzeti szimbólumok Bécsben és Budapesten (1867–1918). Budapesti Negyed. (1995 ősz: 9. sz.) 173–192.
- Hermann Róbert: A bosszúhadjárat vége és az amnesztia. In: Vértanúk könyve. A magyar forradalom és szabadságharc mártírjai 1848-1854. Budapest, 2007. 344-346.
- Hermann Róbert: I. Ferenc József és a megtorlás. (Habsburg Történeti Monográfiák 6.) Budapest, ÚMK, 2009
- Herre, Franz: Ferenc József élete és kora. (ford.: Balázs István – Farkas Tünde) Budapest, Magyar Könyvklub, 2000
- Kaján Marianna: „A császár (…) igazán szereti Gödöllőt, és ezt ki is nyilvánítja minden alkalommal”. In.: Ferenc József, a rendíthetetlen. Titánia lovagjai III. (Időszaki kiállítás a Gödöllői Királyi Kastély Múzeumában 2014. május 30 – szeptember 28.) Szerk.: Faludi Ildikó. Gödöllő, Gödöllői Kir. Kastély Közhasznú Nonprofit Kft., 2014. 22-29.
- Kaján Marianna: „A legelső magyar ember a király…” I. Ferenc József és a reprezentáció. In.: Ferenc József, a rendíthetetlen. Titánia lovagjai III. (Időszaki kiállítás a Gödöllői Királyi Kastély Múzeumában 2014. május 30 – szeptember 28.) Szerk.: Faludi Ildikó. Gödöllő, Gödöllői Kir. Kastély Közhasznú Nonprofit Kft., 2014. 30-40.
- A kiegyezés. (Nemzet és emlékezet) Szerk.: Cieger András. Budapest, Osiris Kiadó, 2004
- Kiegyezés, 1867 (Kiállítási vezető) Szerk.: Körmöczi Katalin. Budapest, Múzsák, 1987
- Királyi vonatok, udvari utazások. Budapest, Közlekedési Múzeum, 1994
- Kovács Éva Marianna: A fiatal császár és alattvalói. In.: Ferenc József, a rendíthetetlen. Titánia lovagjai III. (Időszaki kiállítás a Gödöllői Királyi Kastély Múzeumában 2014. május 30 – szeptember 28.) Szerk.: Faludi Ildikó. Gödöllő, Gödöllői Kir. Kastély Közhasznú Nonprofit Kft., 2014. 5-16.
- Kovács József László: Az 1857-es császárjárás irodalmi visszhangja. In: Az irodalom ünnepei. Kultusztörténeti tanulmányok. (A Petőfi Irodalmi Múzeum Könyvei 9.) Szerk.: Kalla Zsuzsa. Budapest, PIM, 2000. 255–266.
- Kozári Monika: A dualista rendszer 1867–1918. Budapest, Pannonica, 2005
- A Lajtán innen és túl. Elektronikus ünnepi tanulmányok Somogyi Éva 70. születésnapjára. Szerk.: Ress Imre – Szabó Dániel. Budapest: MTA Történettudományi Intézet, 2007
- Landgraf Ildikó: „Ferenc Jóska – még én is annak a katonája vótam.” Ferenc József-folklór, Rudolf-mondák és az I. világháború. In: Acta Musei Militaris in Hungaria. A Hadtörténeti Múzeum Értesítője 12. Szerk.: Szoleczky Emese – Závodi Szilvia. Budapest, HTM, 2011. 105-112.
- Landgraf Ildikó: Megtorló császár – megtévesztett király. Ferenc József alakja a magyar hagyományban. In: Mindenes Gyűjtemény I. Tanulmányok Küllős Imola 60. születésnapjára. (Artes Populares 21.) Szerk.: Gulyás Judit – Tóth Arnold. Budapest, ELTE Folklore Tanszék, 2005. I. köt. 127-140.
- Landgraf Ildikó: Mutatvány a Magyar Népköltészeti Lexikonból. Ferenc József. In: Ethno-Lore. A Magyar Tudományos Akadémia Néprajzi Kutatóintézetének Évkönyve XXX. Budapest, 2013. 385-387.
- Madaras Mária: Az „első és második társaság” Bécsben a századfordulón. Műhely. (1993. különszám)
- Magyarország története 1848–1890. (Magyarország története tíz kötetben 6/1–2.) Szerk.: Katus László. Budapest, Akadémiai, 1979. I-II. köt.
- Magyarország történeti kronológiája: 1848–1944 (Magyarország történeti kronológiája a kezdetektől 1970-ig.) Szerk.: Somogyi Éva – Glatz Ferenc. Budapest, Akadémiai, 1986. III. köt.
- Magyar Zoltán: A Habsburgok a magyar néphagyományban. Narratívtípusok és történelmi emlékezet. Budapest, 2006
- Manhercz Orsolya: Az esztergomi főszolgabíró az 1852-es császári utazás viharában. Aetas 2012 (27. évf.) 1. sz. 71-82.
- Manhercz Orsolya: Az 1857-es császári utazás sajtója. In.: Fejezetek a tegnap világából. Szerk.: Gergely Jenő. Budapest, ELTE BTK, 2009
- Manhercz Orsolya: Ferenc József 1852-es utazása Magyarországon: A Bach-rendszer szentesítése. In: Ahogy mi látjuk. Főszerk.: Gergely Jenő. Budapest, ELTE BTK, 2007. 43-57.
- Manhercz Orsolya: Ferenc József 1857-es utazása Magyarországon. (Szakdolgozat.) Budapest, ELTE BTK Történeti Intézet, 2005 (kézirat)
- Manhercz Orsolya: Ferenc József 1857-es magyarországi utazása a Times hasábjain. Magyar Könyvszemle 2009. 125. évf. 1. sz.
- Manhercz Orsolya: Magas rangú hivatalos utazások Magyarországon a Bach-korszakban. Ferenc József magyarországi látogatásai 1849 és 1859 között. (PhD-disszertáció.) Budapest, ELTE BTK Történeti Intézet, 2012. (kézirat)
- Manhercz Orsolya: Az uralkodó Magyarországon, 1865-1866. In.: Vázlatok két évszázad magyar történelméből. Főszerk.: Gergely Jenő. Budapest, ELTE BTK, 2010. 35-49.
- Manhercz Orsolya: Utazó császár – hibázó alattvalók. Adalékok Ferenc József 1852-es magyarországi látogatásához. In: Historia critica. Tanulmányok az Eötvös Loránd Tudományegyetem Bölcsészettudományi Karának Történeti Intézetéből. (Publicationes Instituti Historici Universitatis Budapestinensis de Rolando Eötvös nominatae; 1.) Szerk.: Manhercz Orsolya. Budapest, ELTE Eötvös Kiadó, 2014. 229-240.
- Manhercz Orsolya: Die Wallfahrt nach Mariazell von 1857. In.: Wiener Archivforschungen: Festschrift für den Archivdelegierten István Fazekas. (Publikationen der ungarischen Geschichtsforschung in Wien; 10.) Hrsg.: Cziráki Zsuzsanna – Fundárková Anna – Peres Zsuzsanna (et al.). Wien, MNL, 2014. 356-366.
- Márki Sándor: I. Ferenc József Magyarország királya, Bp. 1907.- Franklin Kiadó, 396 p.
- Niederhauser Emil: Ferenc József és Erzsébet. In.: Erzsébet a magyarok királynéja. Szerk.: Rácz Árpád. Budapest, Rubicon, 2001. 18-31.
- Niederhauser Emil: Ferenc József és Erzsébet. Rubicon 2007. (18 évf.) 2. Klnsz. . 4-11.
- Niederhauser Emil: Ferenc József és Erzsébet. História 1993. (15. évf.) 1. sz. 4-7.
- Niederhauser Emil: Ferenc József és Erzsébet. Világtörténet 1993. (15. évf.) 3-4. sz. 35-37.
- Niederhauser Emil: Merénylet Erzsébet királyné ellen. Budapest, Helikon, 1992
- Novák László: Ferenc József Habsburg császár 1852. évi látogatása Nagykőrösön. In: Kutatások Pest megyében. Tudományos Konferencia III., 2000. (Pest Megyei Múzeumi Füzetek 6.) Szerk.: Korkes Zsuzsa. Szentendre, 2001. 286–290.
- Oravec-Kiss Éva: A koronázáshoz vezető út. In.: Ferenc József, a rendíthetetlen. Titánia lovagjai III. (Időszaki kiállítás a Gödöllői Királyi Kastély Múzeumában 2014. május 30 – szeptember 28.) Szerk.: Faludi Ildikó. Gödöllő, Gödöllői Kir. Kastély Közhasznú Nonprofit Kft., 2014. 17-21.
- Palotás Emil: Az Osztrák-Magyar Monarchia balkáni politikája a berlini kongresszus után 1878-1881. Budapest, Akadémiai, 1982
- Papházi János: Bölcsőtől a trónig – Ferenc József ifjúsága. In.: Ferenc József, a rendíthetetlen. Titánia lovagjai III. (Időszaki kiállítás a Gödöllői Királyi Kastély Múzeumában, 2014. május 30 – szeptember 28.) Szerk.: Faludi Ildikó. Gödöllő, Gödöllői Kir. Kastély Közhasznú Nonprofit Kft., 2014. 4-10.
- Papp Katalin: Eduard von Engerth: I. Ferenc József királlyá koronázása Budán 1867-ben, Szépművészeti Múzeum közleményei 87. (1997) pp. 171–176.
- Pelcz Katalin: Nyelvmesterkedés. Ferenc József magyarul tanul. Budapest, ÚMK, 2009
- Ress Imre: Az 1868. évi horvát-magyar kiegyezés. Partes Populorum Minores Alienigenae 1999. 5. sz. 87-112.
- Ress Imre: Informális hatalmi tényezők a dualizmus kori magyar–horvát kormányrendszerben.: Kormányzattörténeti adalékok a báni kinevezés gyakorlatához és a bán minisztertanácsi részvételének alakulásához 1869–1876. In: Mint nemzet a nemzettel. Tudományos tanácskozás a magyar-horvát kiegyezés 140. évfordulója emlékére. [Kao narod s narodom.Konferencija u spomen 140. obljetnici Hrvatsko-ugarske Nagodbe.] Szerk.: Sokcsevits Dénes. Budapest, Croatica, 2011. 51-69.
- Ress Imre: Kapcsolatok és keresztutak: horvátok, szerbek bosnyákok a nemzetállam vonzásában. (A múlt ösvényén.) Budapest, L'Harmattan, 2004
- Ress Imre: A kormányzati hírszolgálat átalakulása az Osztrák–Magyar Monarchiában a kiegyezés után 1867–1875. In: Szakszolgálat Magyarországon: avagy tanulmányok a hírszerzés és titkos adatgyűjtés világából (1785-2011). Szerk.: Csóka Ferenc. Budapest, Katonai Nemzetbiztonsági Szolgálat, 2012. 93-124.
- Ress Imre: A koronázás ünnepe, 1867. História 2012. (34. évf.) 3. sz. 26-30.
- Révész T. Mihály: Andrássy Gyula és a kiegyezés. In.: Gróf Andrássy Gyula – A lángoló zseni. (Időszaki kiállítás a Gödöllői Királyi Kastélyban 2009. június 5.- szeptember 27.) Szerk.: F. Dózsa Katalin – Faludi Ildikó. Gödöllő, Királyi Kastély, 2009. 46-55.
- Révész T. Mihály: A sajtószabadság érvényesülése Magyarországon 1867-1875. Budapest, Akadémiai, 1986
- Romsics Gergely: Mítosz és emlékezet. A Habsburg Birodalom felbomlása az osztrák és a magyar politikai elit emlékirat-irodalmában. Budapest, L'Harmattan, 2004
- Romsics Gergely: Nép, nemzet, birodalom. A Habsburg Birodalom emlékezete a német, osztrák és magyar történetpolitikai gondolkodásban, 1918–1941. Budapest, ÚMK, 2010
- Ságvári György: Gárdák, díszbandériumok Budavárban. In.: Tanulmányok Budapest múltjából XXIX. Szerk. F. Dózsa Katalin – Szvoboda Dománszky Gabriella. Budapest, BTM, 2001
- Salvendy, John T.: Három Habsburg pszichopatológiája. Ferenc József császár, Erzsébet királyné és Rudolf trónörökös. Valóság 1986. 3. sz. 95–107.
- Sinkó Katalin: Ferenc József: a dinasztikus és a nemzeti reprezentáció versengése és dualizmusa. In: Császár és király. Történelmi utazás: Ausztria és Magyarország 1526–1918. (Kiállítás az Osztrák Nemzeti Könyvtár Dísztermében. 2001. március 8. – május 1.) Szerk.: Fazekas István – Ujvári Gábor. Bécs, Collegium Hungaricum, 2001. 19–22.
- Skandalum. Magyar közéleti botrányok, 1843–1991. Szerk.: Gerő András. Budapest: T-Twins, 1993
- Slíz Mariann: Erzsébet királyné a ponyván – kultusz és politika. Magyar Könyvszemle 2008. (124. évf.) 4. sz. 410-427.
- Somogyi Éva: Az abszolutizmus berendezkedése Magyarországon 1849–1859. História 1993 (15. évf.) 3. sz. 26-29.
- Somogyi Éva: Abszolutizmus és kiegyezés 1849–1867. (Magyar História) Budapest, Gondolat, 1981
- Somogyi Éva: A birodalmi centralizációtól a dualizmusig: az osztrák-német liberálisok útja a kiegyezéshez. Budapest, Akadémiai Kiadó, 1976
- Somogyi Éva: Császári és királyi "udvartartás". A Burg és a milleneumi ünnepségek. História 1996. (18. évf.) 5-6. sz. 6-9.
- Somogyi Éva: Ferenc József. (Magyar História. Életrajzok) Budapest, Gondolat, 1989
- Somogyi Éva: Ferenc József és magyar alattvalói. Rubicon 1995. (6. évf.) 10. sz. 13–18.
- Somogyi Éva: Ferenc József Magyarországa. In: Erzsébet a magyarok királynéja. (Kiállítás az Osztrák Kultúra Múzeumában). Szerk.: Cennerné Wilhelmb Gizella. Eisenstadt, 1991. 6–13.
- Somogyi Éva: Ferenc József, Magyarország királya (1867–1916). In: Erzsébet a magyarok királynéja. (Kiállítás az Osztrák Kultúra Múzeumában). Szerk.: Cennerné Wilhelmb Gizella. Eisenstadt, 1991. 58-66.
- Szente Zoltán: Kormányzás a dualizmus korában. A XIX. századi európai parlamentarizmus és Magyarország kormányformája a kiegyezés után 1867-1918. Budapest, Atlantisz, 2011
- Szatmári Gizella: A Hentzi-emlékmű. In: Történelem-kép. Szemelvények múlt és művészet kapcsolatáról Magyarországon. Szerk.: Mikó Árpád – Sinkó Katalin. Budapest, MNG, 2000. 686-688.
- Tarr László: A délibábok országa. Budapest, Magyar Helikon, 1974
- A. J. P. Taylor: A Habsburg Monarchia 1809–1918. Az Osztrák Birodalom és az Osztrák-Magyar Monarchia története. Budapest, Scolar, 2003
- Tisztelt Ház! A magyar országgyűlések története 1848–1998. Szerk.: Stemler Gyula – Tombor László. Budapest, Puskás Tivadar Távközlési Technikum, 1998
- Tomsics Emőke: Borsos és Doctor fényképei az 1867-es koronázásról. In.: Borsos József festő és fotográfus 1821-1883. (Kiállítás a Magyar Nemzeti Galériában 2009. június 19 – október 25.) Szerk.: Veszprémi Nóra. Budapest, MNG, 2009. 199-203.
- Tomsics Emőke: Királyi öltöztetőbabák. Az 1866-os királylátogatás képei. Fotóművészet 2009. 52. évf. 1. sz. 117-126.
- Tomsics Emőke: Pataki József rekonstrukciós képei I. Ferenc József koronázásáról. A rekonstruált valóság. Fotóművészet, 2010. (LIII. évf.) 1. sz.
- Tomsics Emőke: A valóság és képi mása. A fotográfia az 1867. évi koronázáson. Történelmi Szemle 2009. (LI. évf. 3. sz.) 385-417.
- Varga Kálmán: Egy királyi rezidencia a Monarchia Magyarországán: Gödöllő. In: Győri műhely. Polgárosodás és modernizáció a Monarchiában. Győr, 1993
- Varga Kálmán: Gödöllő a politikai köztudatban (1867–1918.) In.: Politika, politikai eszmék, művelődés a XIX. századi Magyarországon. Szerk.: Pajkossy Gábor. Budapest, ELTE BTK, 2000. 167–181.
- Varga Kálmán: A gödöllői kastély évszázadai. Budapest, 2000
- Vári András: Urak és gazdászok. Arisztokrácia, agrárértelmiség és agrárius mozgalom Magyarországon 1821–1898. Budapest, Argumentum, 2009
- Városi Helytörténeti Gyűjtemény kiállítása Erzsébet királyné születésének 150. évfordulójára. Szerk.: Polónyi Péter. Gödöllő, 1987
- Vér Eszter Virág: „… egy áldott emlékezetű királyné…”. Adalékok Jókai Mór mitikus Erzsébet-képének alakulásához. Aetas 2015 (30. évf.) 1. sz.
- Vér Eszter Virág: Udvari reprezentáció a Budai Királyi Palotában (1867–1916). Az udvari bálok és fogadások. In.: Fejezetek a tegnap világából. Szerk.: Gergely Jenő. Budapest, ELTE BTK, 2009. 92–114.
- Vér Eszter Virág: Újraértelmezett szerepvállalások, avagy Erzsébet császárné alak-változásai 1866-ban. Aetas 2012. (27. évf.) 1. sz. 83-104.
- Weissensteiner, Friedrich: Rudolf trónörökös és a nők. Erzsébet császárnétól Vetsera Máriáig. (ford.: Rónahegyi Éva) Budapest, Sziget, 2005
- Zachar József: Az osztrák-német liberális Alkotmánypárt és a politikai hatalom 1861–1881. Budapest, Akadémiai, 1981
- Zima András: A történetiség új rendje a budapesti magyar nyelvű neológ és cionista sajtóban 1882–1938. (PhD-disszertáció.) Budapest, OR-ZsE, 2013. (kézirat)
- Zöllner, Erich: Ausztria története. Budapest, Osiris, 1998

## Videók
- Habsburgok – Ferenc József
- Ferenc József emlékév (Bécs, 2016.)
- Gerő András: Ferenc József (Cimbora egyetem a MÜPA-ban)
- Ferenc József, a rendíthetetlen című kiállítás építése
- Ferenc József, a rendíthetetlen (Gödöllő Királyi Kastély)
- Cieger András: Nemzeti identitás és állampolgári lojalitás problémája a dualizmus kori Magyarországon (Szeged, Királyhűség konf. – 2014. november)
- Fenyves Katalin: Párhuzamos lojalitások – Császárhűség, magyar nemzeti és zsidó elkötelezettség a magyarországi zsidó nyilvánosságban. (Szeged, Királyhűség konf. – 2014. november)
- Landgraf Ildikó:„Király, pásztor és nyáj egy legyen! ... " (Szeged, Királyhűség konf. – 2014. november)
- Szabó Dániel: Ferenc József a ceglédi nótában
- Solt Róbert: Ferenc József azt üzente – a pesti operett és a "Nagy Háború"
- Az elveszett aranykor – Az Osztrák-Magyar Monarchia világa (Habsburg Történeti Intézet)
- Manhercz Orsolya: Az 1857-es máriacelli zarándoklat sajtója
- Ferenc József temetése
- Sissi (2009) – official trailer
- Sisi hasonmásverseny (2007) – interjú F. Dózsa Katalinnal és Szinte Romulus Loránddal (RTL Reggeli)